# Olympische Geschichte Dänemarks
| Gelbes Symbol für Goldmedaillen mit stilisierten Olympischen Ringen | Graues Symbol für Silbermedaillen mit stilisierten Olympischen Ringen | Braundes Symbol für Bronzemedaillen mit stilisierten Olympischen Ringen |
| ------------------------------------------------------------------- | --------------------------------------------------------------------- | ----------------------------------------------------------------------- |
| 50                                                                  | 81                                                                    | 83                                                                      |

Dänemark wurde 1905 vom Internationalen Olympischen Komitee (IOK) aufgenommen. 1993 fusionierte das dänische NOK mit dem dänischen Sportverband, Danmarks Idræts-Forbund.
Seit 1896 nehmen dänische Sportler an Olympischen Sommerspielen teil, seit 1948 auch an Olympischen Winterspielen. Bis auf die Spiele von 1904 wurden dänische Athleten zu allen Sommerspielen entsandt. Auch bei den Olympischen Zwischenspielen 1906 waren Dänen dabei. Jugendliche Sportler nahmen an allen bislang ausgetragenen Olympischen Jugendspielen im Sommer und im Winter teil.

## Allgemeines

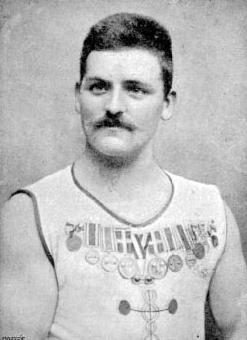
Viggo Jensen, Dänemarks erster Medaillengewinner und Olympiasieger

Seit der ersten Teilnahme an Olympischen Sommerspielen konnten dänische Athleten bei jeder Teilnahme mindestens eine Medaille gewinnen. Am 6. April 1896 gingen mit Viggo Jensen, Holger Louis Nielsen und Eugen Schmidt die ersten dänischen Olympioniken an den Start. Die erste dänische Frau bei Olympischen Spielen war am 6. Mai 1912 in Stockholm die Tennisspielerin Sofie Castenschiold. Viggo Jensen war 1896 der erste dänische Medaillengewinner und Olympiasieger. Im einarmigen Gewichtheben gewann er Silber, im beidarmigen Wettbewerb wurde er Olympiasieger. Die erste Frau Dänemarks mit einer olympischen Medaille war 1912 Sofie Castenschiold. Die erste Olympiasiegerin war 1920 die Wasserspringerin Stefanie Clausen, die im Turmspringen gewann.
Der erste Winterolympionike Dänemarks war am 31. Januar 1948 der Eisschnellläufer Aage Justesen. Am 9. Februar 1968 ging mit der Skilangläuferin Kirsten Carlsen die erste Frau Dänemarks bei Olympischen Winterspielen an den Start. Die einzige dänische Medaille bei Winterspielen war eine Silbermedaille. Die dänische Curlingmannschaft der Frauen kam 1998 bis ins Finale und verlor dort das Spiel um Gold gegen Kanada mit 5:7.
Dänemarks erfolgreichster Olympiateilnehmer war, gemessen an den Olympiasiegen, der Segler Paul Elvstrøm. Von 1948 bis 1960 gewann er vier Mal in Folge die Regatta im Finn-Dinghi bzw. Firefly (Bootsklassenbezeichnung von 1948). Damit ist Elvstrøm der erste Sportler, der in derselben Disziplin vier Olympiasiege in Folge schaffte. Bis heute konnten nur zwei Leichtathleten, Al Oerter Diskuswurf 1956 bis 1968 und Carl Lewis im Weitsprung 1984 bis 1996, gleichziehen. Elvstrøm nahm acht Mal an Olympischen Spielen teil, damit gehört er zu den Sportlern mit den meisten Olympiateilnahmen. Gemessen an der Anzahl der Medaillen sind Eskild Ebbesen und Lars Jørgen Madsen noch erfolgreicher. Beide gewannen jeweils fünf Medaillen, der Ruderer Ebbesen gewann zwischen 1996 und 2012 drei Gold- und zwei Bronzemedaillen, der Sportschütze Madsen zwischen 1900 und 1924 zwei Gold-, zwei Silber und eine Bronzemedaille. Die erfolgreichste Frau war die Schwimmerin Karen Harup, die 1948 eine Gold- und zwei Silbermedaillen gewann.
Die Spiele von London 1948 waren für Dänemark die erfolgreichsten Olympischen Spiele. Insgesamt konnten 20 Medaillen gewonnen werden, davon fünf Gold-, sieben Silber- und acht Bronzemedaillen. Die erfolgreichste Sportart Dänemarks ist das Segeln. Hier wurden 30 Medaillen gewonnen, davon 12 Gold, neun Silber- und neun Bronzemedaillen.
Dänemark hat zwei stimmberechtigte IOC-Mitglieder. Der dänische Kronprinz Frederik von Dänemark wurde 2009 zum IOC-Mitglied gewählt. Seit 2014 ist auch der ehemalige Badmintonspieler Poul-Erik Høyer Larsen, Olympiasieger von 1996, Mitglied des IOC. Von 1977 bis 2002 war der Leichtathlet Niels Holst-Sørensen stimmberechtigtes Mitglied. 2002 endete seine Mitgliedschaft aus Altersgründen, seitdem ist er Ehrenmitglied.

## Übersicht der Teilnahmen

### Sommerspiele
| Jahr   | Athleten           | Athleten           | Athleten           | Sportarten         | Sportarten         | Sportarten         | Sportarten         | Sportarten         | Sportarten         | Sportarten         | Sportarten         | Sportarten         | Sportarten         | Sportarten         | Sportarten         | Sportarten         | Sportarten         | Sportarten         | Sportarten         | Sportarten         | Sportarten         | Sportarten         | Sportarten         | Sportarten         | Sportarten         | Sportarten         | Sportarten         | Sportarten         | Sportarten         | Sportarten         | Sportarten         | Sportarten         | Sportarten         | Medaillen          | Medaillen          | Medaillen          | Medaillen          | Rang               |
| Jahr   | ∑                  |                    |                    |                    |                    |                    |                    |                    |                    |                    |                    |                    |                    |                    |                    |                    |                    |                    |                    |                    |                    |                    |                    |                    |                    |                    |                    |                    |                    |                    |                    |                    |                    |                    |                    |                    | Medaillen – Gesamt | Rang               |
| ------ | ------------------ | ------------------ | ------------------ | ------------------ | ------------------ | ------------------ | ------------------ | ------------------ | ------------------ | ------------------ | ------------------ | ------------------ | ------------------ | ------------------ | ------------------ | ------------------ | ------------------ | ------------------ | ------------------ | ------------------ | ------------------ | ------------------ | ------------------ | ------------------ | ------------------ | ------------------ | ------------------ | ------------------ | ------------------ | ------------------ | ------------------ | ------------------ | ------------------ | ------------------ | ------------------ | ------------------ | ------------------ | ------------------ |
| 1896   | 3                  | 3                  | 0                  |                    |                    |                    | 1                  |                    | 1                  |                    |                    |                    |                    |                    | 3                  |                    |                    |                    |                    |                    |                    | 3                  |                    |                    |                    |                    |                    |                    |                    |                    |                    | 1                  |                    | 1                  | 2                  | 3                  | 6                  | 9                  |
| 1900   | 13                 | 13                 | 0                  |                    |                    |                    | 1                  |                    |                    |                    |                    |                    |                    |                    | 4                  |                    |                    |                    |                    |                    |                    | 5                  | 1                  |                    |                    |                    | 3                  |                    |                    |                    |                    |                    |                    | 1                  | 3                  | 2                  | 6                  | 10                 |
| 1904   | nicht teilgenommen | nicht teilgenommen | nicht teilgenommen | nicht teilgenommen | nicht teilgenommen | nicht teilgenommen | nicht teilgenommen | nicht teilgenommen | nicht teilgenommen | nicht teilgenommen | nicht teilgenommen | nicht teilgenommen | nicht teilgenommen | nicht teilgenommen | nicht teilgenommen | nicht teilgenommen | nicht teilgenommen | nicht teilgenommen | nicht teilgenommen | nicht teilgenommen | nicht teilgenommen | nicht teilgenommen | nicht teilgenommen | nicht teilgenommen | nicht teilgenommen | nicht teilgenommen | nicht teilgenommen | nicht teilgenommen | nicht teilgenommen | nicht teilgenommen | nicht teilgenommen | nicht teilgenommen | nicht teilgenommen | nicht teilgenommen | nicht teilgenommen | nicht teilgenommen | nicht teilgenommen | nicht teilgenommen |
| 1908   | 78                 | 78                 | 0                  |                    |                    | 2                  | 8                  | 13                 |                    |                    |                    |                    |                    |                    | 8                  |                    |                    |                    |                    | 10                 |                    | 10                 | 5                  |                    |                    |                    |                    |                    |                    |                    |                    | 24                 |                    |                    | 2                  | 3                  | 5                  | 16                 |
| 1912   | 152                | 151                | 1                  |                    |                    |                    | 6                  | 15                 |                    |                    |                    |                    |                    |                    | 14                 | 4                  | 8                  | 4                  |                    | 9                  | 15                 | 14                 | 1                  | 3                  |                    |                    |                    | 10                 |                    |                    |                    | 49                 |                    | 1                  | 6                  | 5                  | 12                 | 14                 |
| 1920   | 154                | 150                | 4                  |                    |                    | 12                 | 8                  | 11                 | 5                  |                    |                    | 12                 |                    |                    | 18                 | 4                  | 6                  |                    |                    | 10                 | 1                  | 15                 |                    |                    |                    |                    |                    | 3                  |                    |                    |                    | 45                 | 5                  | 3                  | 9                  | 1                  | 13                 | 10                 |
| 1924   | 73                 | 77                 | 12                 |                    |                    | 8                  | 11                 |                    |                    |                    |                    |                    |                    |                    | 9                  | 3                  | 6                  | 1                  |                    | 11                 |                    | 7                  | 4                  | 4                  |                    |                    |                    | 5                  |                    |                    |                    |                    | 4                  | 2                  | 5                  | 2                  | 9                  | 12                 |
| 1928   | 78                 | 69                 | 9                  |                    |                    | 6                  | 10                 |                    | 1                  |                    | 13                 |                    |                    |                    | 10                 | 2                  | 5                  | 3                  |                    | 7                  | 10                 |                    | 5                  | 5                  |                    |                    |                    |                    |                    |                    |                    |                    | 1                  | 3                  | 1                  | 2                  | 6                  | 13                 |
| 1932   | 24                 | 18                 | 6                  |                    |                    | 2                  | 7                  |                    | 1                  |                    |                    |                    |                    |                    | 2                  |                    | 6                  |                    |                    | 3                  |                    |                    | 2                  |                    |                    |                    |                    |                    |                    |                    |                    |                    | 1                  |                    | 3                  | 3                  | 6                  | 20                 |
| 1936   | 116                | 112                | 4                  |                    |                    | 8                  | 9                  |                    |                    |                    |                    | 16                 |                    | 4                  | 10                 |                    | 11                 | 4                  |                    | 5                  | 16                 | 6                  | 18                 | 7                  |                    |                    |                    |                    |                    |                    |                    |                    | 2                  |                    | 2                  | 3                  | 5                  | 23                 |
| 1948   | 159                | 141                | 18                 |                    |                    | 6                  | 15                 | 13                 | 4                  |                    |                    | 16                 |                    | 7                  | 16                 |                    | 11                 | 6                  |                    | 5                  | 25                 | 7                  | 6                  | 11                 |                    |                    |                    |                    |                    |                    |                    | 8                  | 3                  | 5                  | 7                  | 8                  | 20                 | 10                 |
| 1952   | 129                | 115                | 14                 |                    |                    | 5                  | 12                 | 11                 | 3                  |                    |                    |                    |                    | 9                  | 11                 |                    | 13                 | 5                  |                    | 5                  | 25                 | 5                  | 9                  | 7                  |                    |                    |                    |                    |                    |                    |                    | 7                  | 2                  | 2                  | 1                  | 3                  | 6                  | 15                 |
| 1956   | 37                 | 31                 | 6                  |                    |                    | 3                  | 1                  |                    |                    |                    |                    |                    |                    | 7                  | 2                  |                    | 2                  | 6                  |                    |                    | 7                  | 2                  | 2                  | 4                  |                    |                    |                    |                    |                    |                    |                    |                    | 1                  | 1                  | 2                  | 1                  | 4                  | 20                 |
| 1960   | 100                | 88                 | 12                 |                    |                    | 5                  | 1                  | 12                 |                    |                    |                    | 12                 |                    | 9                  | 9                  | 1                  | 8                  | 4                  |                    | 4                  | 16                 | 4                  | 4                  | 9                  |                    |                    |                    |                    |                    |                    |                    |                    | 2                  | 2                  | 3                  | 1                  | 6                  | 13                 |
| 1964   | 60                 | 53                 | 7                  |                    |                    | 4                  |                    |                    |                    |                    |                    |                    |                    | 7                  | 4                  |                    | 12                 |                    |                    | 3                  | 14                 | 2                  | 3                  | 9                  |                    |                    |                    |                    |                    |                    |                    |                    | 2                  | 2                  | 1                  | 3                  | 6                  | 18                 |
| 1968   | 64                 | 60                 | 4                  |                    |                    | 2                  |                    |                    |                    |                    |                    |                    |                    | 5                  | 6                  | 1                  | 13                 |                    |                    | 3                  | 10                 | 6                  | 3                  | 12                 |                    |                    |                    |                    |                    |                    |                    | 3                  |                    | 1                  | 4                  | 3                  | 8                  | 22                 |
| 1972   | 126                | 114                | 12                 |                    | 4                  | 3                  | 6                  | 16                 | 3                  |                    | 16                 |                    |                    | 6                  | 13                 | 3                  | 13                 | 3                  |                    | 3                  | 12                 | 7                  | 6                  | 11                 |                    |                    |                    |                    |                    |                    |                    | 1                  |                    | 1                  |                    |                    | 1                  | 25                 |
| 1976   | 66                 | 56                 | 10                 |                    | 1                  | 3                  | 1                  |                    | 1                  |                    | 13                 |                    |                    | 1                  | 3                  | 2                  | 11                 | 3                  |                    |                    | 7                  | 7                  | 2                  | 10                 |                    |                    |                    |                    |                    |                    |                    | 1                  |                    | 1                  |                    | 2                  | 3                  | 24                 |
| 1980   | 58                 | 55                 | 3                  |                    |                    | 3                  | 1                  |                    | 1                  |                    | 14                 |                    |                    | 1                  | 2                  |                    | 11                 |                    |                    | 2                  | 7                  | 4                  | 1                  | 10                 |                    |                    |                    |                    |                    |                    |                    |                    | 1                  | 2                  | 1                  | 2                  | 5                  | 16                 |
| 1984   | 60                 | 49                 | 11                 |                    |                    |                    |                    |                    | 1                  |                    | 14                 |                    | 1                  | 1                  | 5                  |                    | 13                 | 3                  |                    |                    | 10                 | 3                  | 3                  | 8                  |                    |                    |                    | 1                  |                    |                    |                    |                    |                    |                    | 3                  | 3                  | 6                  | 27                 |
| 1988   | 78                 | 57                 | 21                 |                    | 3                  | 5                  |                    |                    | 2                  |                    |                    |                    | 1                  | 6                  | 5                  | 1                  | 9                  | 4                  | 1                  |                    | 3                  | 6                  | 15                 | 14                 |                    |                    |                    | 3                  |                    |                    |                    |                    |                    | 2                  | 1                  | 1                  | 4                  | 23                 |
| 1992   | 110                | 77                 | 33                 | 12                 | 3                  | 4                  |                    | 16                 | 2                  |                    |                    |                    |                    | 6                  | 3                  |                    | 11                 | 7                  |                    |                    | 13                 | 7                  | 8                  | 16                 |                    |                    |                    | 2                  |                    |                    |                    |                    |                    | 1                  | 1                  | 4                  | 6                  | 30                 |
| 1996   | 119                | 54                 | 65                 | 16                 |                    | 2                  | 1                  | 15                 |                    |                    | 15                 |                    |                    | 4                  | 7                  |                    | 12                 | 3                  |                    |                    | 13                 | 8                  | 10                 | 11                 |                    |                    |                    | 2                  |                    |                    |                    |                    |                    | 4                  | 1                  | 1                  | 6                  | 19                 |
| 2000   | 97                 | 53                 | 44                 | 18                 | 1                  |                    |                    |                    |                    |                    | 15                 |                    |                    | 3                  | 4                  | 1                  | 9                  | 6                  |                    |                    | 10                 | 4                  | 7                  | 12                 |                    | 2                  |                    | 1                  | 2                  |                    | 2                  |                    |                    | 2                  | 3                  | 1                  | 6                  | 30                 |
| 2004   | 92                 | 48                 | 44                 | 12                 | 1                  |                    |                    |                    |                    |                    | 15                 |                    |                    | 2                  | 5                  |                    | 8                  | 5                  |                    | 1                  | 12                 | 5                  | 6                  | 14                 |                    | 2                  |                    |                    | 2                  | 1                  | 1                  |                    |                    | 2                  | 1                  | 5                  | 8                  | 34                 |
| 2008   | 84                 | 64                 | 20                 | 10                 | 2                  |                    |                    |                    |                    |                    | 14                 |                    |                    | 4                  | 3                  |                    | 15                 | 4                  |                    | 2                  | 10                 | 1                  | 9                  | 6                  |                    |                    |                    | 1                  | 1                  | 1                  | 1                  |                    |                    | 2                  | 2                  | 3                  | 7                  | 30                 |
| 2012   | 114                | 9                  | 3                  |                    |                    |                    |                    |                    | 29                 |                    |                    | 5                  | 6                  |                    | 11                 | 4                  | 2                  | 10                 |                    | 5                  | 10                 | 13                 |                    |                    |                    | 1                  | 3                  | 1                  | 2                  |                    |                    | 1                  |                    | 2                  | 4                  | 2                  | 8                  | 29                 |
| 2016   | 119                | 78                 | 41                 | 8                  |                    |                    |                    | 17                 |                    | 4                  | 14                 |                    |                    | 5                  | 8                  |                    | 13                 | 4                  |                    | 1                  | 13                 | 3                  | 15                 | 11                 |                    |                    |                    | 1                  | 1                  |                    | 1                  |                    |                    | 2                  | 6                  | 7                  | 15                 | 28                 |
| 2020   | 104                | 55                 | 49                 | 9                  | 1                  |                    |                    |                    |                    | 4                  | 15                 |                    | 1                  | 4                  | 13                 |                    | 17                 | 5                  |                    | 1                  | 9                  | 4                  | 11                 | 8                  | 1                  |                    |                    |                    | 1                  |                    |                    |                    |                    | 3                  | 4                  | 4                  | 11                 | 25                 |
| 2024   | 125                | 56                 | 69                 | 9                  | 1                  | 1                  |                    |                    |                    | 4                  | 31                 |                    | 1                  | 7                  | 4                  |                    | 17                 | 5                  |                    | 1                  | 16                 | 3                  | 7                  | 9                  | 1                  | 1                  |                    | 2                  | 3                  |                    | 2                  |                    |                    | 2                  | 2                  | 5                  | 9                  | 29                 |
| Gesamt | Gesamt             | Gesamt             | Gesamt             | Gesamt             | Gesamt             | Gesamt             | Gesamt             | Gesamt             | Gesamt             | Gesamt             | Gesamt             | Gesamt             | Gesamt             | Gesamt             | Gesamt             | Gesamt             | Gesamt             | Gesamt             | Gesamt             | Gesamt             | Gesamt             | Gesamt             | Gesamt             | Gesamt             | Gesamt             | Gesamt             | Gesamt             | Gesamt             | Gesamt             | Gesamt             | Gesamt             | Gesamt             | Gesamt             | 50                 | 80                 | 83                 | 213                |                    |

### Winterspiele
| Jahr      | Athleten           | Athleten           | Athleten           | Sportarten         | Sportarten         | Sportarten         | Sportarten         | Sportarten         | Sportarten         | Sportarten         | Sportarten         | Sportarten         | Medaillen          | Medaillen          | Medaillen          | Medaillen          | Rang               |
| Jahr      | ∑                  |                    |                    |                    |                    |                    |                    |                    |                    |                    |                    |                    |                    |                    |                    | Medaillen – Gesamt | Rang               |
| --------- | ------------------ | ------------------ | ------------------ | ------------------ | ------------------ | ------------------ | ------------------ | ------------------ | ------------------ | ------------------ | ------------------ | ------------------ | ------------------ | ------------------ | ------------------ | ------------------ | ------------------ |
| 1924–1936 | nicht teilgenommen | nicht teilgenommen | nicht teilgenommen | nicht teilgenommen | nicht teilgenommen | nicht teilgenommen | nicht teilgenommen | nicht teilgenommen | nicht teilgenommen | nicht teilgenommen | nicht teilgenommen | nicht teilgenommen | nicht teilgenommen | nicht teilgenommen | nicht teilgenommen | nicht teilgenommen | nicht teilgenommen |
| 1948      | 2                  | 2                  | 0                  |                    |                    |                    | 1                  | 1                  |                    |                    |                    |                    |                    |                    |                    |                    |                    |
| 1952      | 1                  | 1                  | 0                  |                    |                    |                    | 1                  |                    |                    |                    |                    |                    |                    |                    |                    |                    |                    |
| 1956      | nicht teilgenommen | nicht teilgenommen | nicht teilgenommen | nicht teilgenommen | nicht teilgenommen | nicht teilgenommen | nicht teilgenommen | nicht teilgenommen | nicht teilgenommen | nicht teilgenommen | nicht teilgenommen | nicht teilgenommen | nicht teilgenommen | nicht teilgenommen | nicht teilgenommen | nicht teilgenommen | nicht teilgenommen |
| 1960      | 1                  | 1                  | 0                  |                    |                    |                    |                    | 1                  |                    |                    |                    |                    |                    |                    |                    |                    |                    |
| 1964      | 2                  | 2                  | 0                  |                    |                    |                    |                    | 1                  |                    |                    | 1                  |                    |                    |                    |                    |                    |                    |
| 1968      | 3                  | 2                  | 1                  |                    |                    |                    |                    |                    |                    |                    | 3                  |                    |                    |                    |                    |                    |                    |
| 1972–1984 | nicht teilgenommen | nicht teilgenommen | nicht teilgenommen | nicht teilgenommen | nicht teilgenommen | nicht teilgenommen | nicht teilgenommen | nicht teilgenommen | nicht teilgenommen | nicht teilgenommen | nicht teilgenommen | nicht teilgenommen | nicht teilgenommen | nicht teilgenommen | nicht teilgenommen | nicht teilgenommen | nicht teilgenommen |
| 1988      | 1                  | 1                  | 0                  |                    |                    |                    | 1                  |                    |                    |                    |                    |                    |                    |                    |                    |                    |                    |
| 1992      | 6                  | 4                  | 2                  |                    |                    |                    | 2                  |                    |                    | 2                  | 2                  |                    |                    |                    |                    |                    |                    |
| 1994      | 4                  | 4                  | 0                  |                    |                    |                    | 1                  |                    |                    | 1                  | 2                  |                    |                    |                    |                    |                    |                    |
| 1998      | 12                 | 5                  | 7                  |                    | 5                  |                    | 1                  |                    |                    | 4                  | 1                  | 1                  |                    | 1                  |                    | 1                  | 18                 |
| 2002      | 11                 | 5                  | 6                  |                    | 11                 |                    |                    |                    |                    |                    |                    |                    |                    |                    |                    |                    |                    |
| 2006      | 4                  | 0                  | 4                  |                    | 4                  |                    |                    |                    |                    |                    |                    |                    |                    |                    |                    |                    |                    |
| 2010      | 17                 | 9                  | 8                  | 1                  | 9                  |                    |                    | 1                  | 1                  | 3                  | 1                  | 1                  |                    |                    |                    |                    |                    |
| 2014      | 10                 | 6                  | 4                  |                    | 8                  |                    |                    |                    |                    | 1                  | 1                  |                    |                    |                    |                    |                    |                    |
| 2018      | 16                 | 9                  | 7                  |                    | 9                  |                    |                    | 3                  | 1                  | 2                  | 1                  |                    |                    |                    |                    |                    |                    |
| 2022      | 59                 | 32                 | 27                 | 1                  | 10                 | 45                 |                    | 2                  |                    | 1                  |                    |                    |                    |                    |                    |                    |                    |
| Gesamt    | Gesamt             | Gesamt             | Gesamt             | Gesamt             | Gesamt             | Gesamt             | Gesamt             | Gesamt             | Gesamt             | Gesamt             | Gesamt             | Gesamt             | 0                  | 1                  | 0                  | 1                  |                    |

### Zwischenspiele
| Jahr   | Athleten | Athleten | Athleten | Sportarten | Sportarten | Sportarten | Sportarten | Sportarten | Sportarten | Sportarten | Sportarten | Medaillen | Medaillen | Medaillen | Medaillen          | Rang |
| Jahr   | ∑        |          |          |            |            |            |            |            |            |            |            |           |           |           | Medaillen – Gesamt | Rang |
| ------ | -------- | -------- | -------- | ---------- | ---------- | ---------- | ---------- | ---------- | ---------- | ---------- | ---------- | --------- | --------- | --------- | ------------------ | ---- |
| 1906   | 49       | 49       | 0        | 3          | 12         | 4          | 1          | 3          | 6          | 2          | 18         | 3         | 2         | 1         | 6                  | 9    |
| Gesamt | Gesamt   | Gesamt   | Gesamt   | Gesamt     | Gesamt     | Gesamt     | Gesamt     | Gesamt     | Gesamt     | Gesamt     | Gesamt     | 2         | 1         | 3         | 6                  | 9    |

### Jugend-Sommerspiele
| Jahr | Athleten | Athleten | Athleten | Flaggenträger  | Medaillen | Medaillen | Medaillen | Medaillen | Medaillen |
| Jahr | Gesamt   | m        | w        | Flaggenträger  |           |           |           | Gesamt    | Rang      |
| ---- | -------- | -------- | -------- | -------------- | --------- | --------- | --------- | --------- | --------- |
| 2010 | 30       | 10       | 20       | Signe Pedersen | 1         | 1         | 1         | 3         | 42        |
| 2014 | 15       | 6        | 9        | Emily Pedersen |           | 1         | 3         | 4         | 63        |

### Jugend-Winterspiele
| Jahr | Athleten | Athleten | Athleten | Flaggenträger      | Medaillen | Medaillen | Medaillen | Medaillen | Medaillen |
| Jahr | Gesamt   | m        | w        | Flaggenträger      |           |           |           | Gesamt    | Rang      |
| ---- | -------- | -------- | -------- | ------------------ | --------- | --------- | --------- | --------- | --------- |
| 2012 | 5        | 3        | 2        | Philip Due Schmidt |           |           |           |           |           |
| 2016 | 4        | 2        | 2        |                    |           |           |           |           |           |

## Übersicht der Sportarten

### Sommerspiele

#### Badminton
| Gelbes Symbol für Goldmedaillen mit stilisierten Olympischen Ringen | Graues Symbol für Silbermedaillen mit stilisierten Olympischen Ringen | Braundes Symbol für Bronzemedaillen mit stilisierten Olympischen Ringen |
| ------------------------------------------------------------------- | --------------------------------------------------------------------- | ----------------------------------------------------------------------- |
| 3                                                                   | 3                                                                     | 4                                                                       |

Dänemark ist die erfolgreichste europäische Nation im olympischen Badminton seit Einführung der Sportart ins olympische Programm 1992. Im Herreneinzel gewann Thomas Stuer-Lauridsen in Barcelona die Bronzemedaille. 1996 wurde Poul-Erik Høyer Larsen mit einem Finalsieg über den Chinesen Dong Jiong erster dänischer Badmintonolympiasieger. Thomas Stuer-Lauridsen scheiterte an Dong in der dritten Runde. In der Runde zuvor hatte er den Österreicher Hannes Fuchs besiegt. Im Damendoppel verloren Helene Kirkegaard und Rikke Olsen ihr Spiel um Bronze gegen die Chinesinnen Qin Yiyuan und Tang Yongshu.
Beim Turnier von Sydney 2000 erreichte Camilla Martin das Finale des Dameneinzels. Hier unterlag sie der Chinesin Gong Zhichao. Im Damendoppel verloren Ann Jørgensen und Majken Vange in der ersten Runde gegen das deutsche Duo Nicole Grether und Karen Neumann. Rikke Olsen verlor zum zweiten Mal in Folge ein Spiel um die Bronzemedaille. Diesmal scheiterte sie im gemischten Doppel an der Seite von Michael Søgaard an den Briten Simon Archer und Joanne Goode. Auch im Herreneinzel erreichte ein Däne das Match um Bronze. Peter Gade konnte sich jedoch nicht gegen den Chinesen Xia Xuanze durchsetzen.
Im gemischten Doppel kam es 2004 in Athen zu einem rein dänischen Duell um die Bronzemedaille. Jens Eriksen und Mette Schjoldager konnten ihre Landsleute Jonas Rasmussen und Rikke Olsen schlagen. Rikke Olsen stand damit zum dritten Mal in Folge in einem Spiel um Bronze und verlor. Mit seinem Partner Martin Hansen verlor Jens Eriksen das Spiel um Bronze im Herrendoppel gegen Eng Hian und Flandy Limpele aus Indonesien. In der zweiten Runde des Damendoppels konnten Ann-Lou Jørgensen und Rikke Olsen das deutsche Paar Nicole Grether und Juliane Schenk besiegen.
In Peking 2008 ging Dänemark erstmals leer aus. Im Herrendoppel scheiterten Lars Paaske und Jonas Rasmussen im Spiel um Bronze an den Südkoreanern Lee Jae-jin und Hwang Ji-man. 2012 in London gewann das Herrendoppel Mathias Boe und Carsten Mogensen Silber. Erst im Finale unterlagen sie den Chinesen Cai Yun und Fu Haifeng. Im gemischten Doppel gewannen Joachim Fischer Nielsen und Christinna Pedersen die Bronzemedaille, nachdem sie im Spiel um Bronze Tontowi Ahmad und Liliyana Natsir besiegen konnten.
2016 gewann Viktor Axelsen Bronze im Herreneinzel. Er konnte sein Spiel um Bronze gegen den chinesischen Titelverteidiger Lin Dan gewinnen. Im Damendoppel gewannen Christinna Pedersen und Kamilla Rytter Juhl Silber. Im Finale unterlagen sie den Japanerinnen Misaki Matsutomo und Ayaka Takahashi.
| Name                   | Spiele       | Disziplin    | Anmerkung          |
| ---------------------- | ------------ | ------------ | ------------------ |
| Poul-Erik Høyer Larsen | 1996 Atlanta | Herreneinzel | erster Olympiasieg |
| Viktor Axelsen         | 2020 Tokio   | Herreneinzel |                    |
| Viktor Axelsen         | 2024 Paris   | Herreneinzel |                    |

| Name                                    | Spiele              | Disziplin    | Anmerkung |
| --------------------------------------- | ------------------- | ------------ | --------- |
| Camilla Martin                          | 2000 Sydney         | Dameneinzel  |           |
| Mathias Boe Carsten Mogensen            | 2012 London         | Herrendoppel |           |
| Kamilla Rytter Juhl Christinna Pedersen | 2016 Rio de Janeiro | Damendoppel  |           |

| Name                                        | Spiele              | Disziplin    | Anmerkung              |
| ------------------------------------------- | ------------------- | ------------ | ---------------------- |
| Thomas Stuer-Lauridsen                      | 1992 Barcelona      | Herreneinzel | erster Medaillengewinn |
| Jens Eriksen Mette Schjoldager              | 2004 Athen          | Mixed        |                        |
| Joachim Fischer Nielsen Christinna Pedersen | 2012 London         | Mixed        |                        |
| Viktor Axelsen                              | 2016 Rio de Janeiro | Herreneinzel |                        |

#### Bogenschießen
| Gelbes Symbol für Goldmedaillen mit stilisierten Olympischen Ringen | Graues Symbol für Silbermedaillen mit stilisierten Olympischen Ringen | Braundes Symbol für Bronzemedaillen mit stilisierten Olympischen Ringen |
| ------------------------------------------------------------------- | --------------------------------------------------------------------- | ----------------------------------------------------------------------- |
| —                                                                   | —                                                                     | —                                                                       |

1972 nahmen die ersten Dänen am olympischen Bogenschießen teil. Arne Jacobsen erreichte den achten Platz. Dies war die erfolgreichste Platzierung eines Bogenschützen aus Dänemark.

#### Boxen
| Gelbes Symbol für Goldmedaillen mit stilisierten Olympischen Ringen | Graues Symbol für Silbermedaillen mit stilisierten Olympischen Ringen | Braundes Symbol für Bronzemedaillen mit stilisierten Olympischen Ringen |
| ------------------------------------------------------------------- | --------------------------------------------------------------------- | ----------------------------------------------------------------------- |
| 1                                                                   | 5                                                                     | 6                                                                       |

1908 gingen die ersten dänischen Boxer an den Start. 1920 wurden die ersten Medaillen gewonnen. Anders Pedersen im Fliegengewicht, Gotfred Johansen im Leichtgewicht und Søren Petersen im Schwergewicht gewannen jeweils Silber. 1924 wurde Hans Nielsen erster dänischer Boxolympiasieger. Er gewann die Goldmedaille im Leichtgewicht. Thyge Petersen im Halbschwergewicht und erneut Søren Petersen im Schwergewicht gewannen jeweils Silber. 1928 holte Jakob Michaelsen Bronze im Schwergewicht. Peter Jørgensen gewann 1932 Bronze im Halbschwergewicht. Eine weitere Bronzemedaille gewann 1936 Gerhard Pedersen im Weltergewicht.
Auch nach dem Zweiten Weltkrieg konnten sich dänische Boxer anfangs behaupten. 1948 gewann Svend Vad Bronze im Leichtgewicht, Victor Jørgensen 1952 im Weltergewicht. Es sollten 40 Jahre vergehen, bis dann ein weiterer Erfolg zu Stande kam. 1992 konnte Brian Nielsen Bronze im Superschwergewicht gewinnen. Dies war dann auch der letzte dänische Erfolg im olympischen Boxen.
| Name         | Spiele     | Disziplin     | Anmerkung          |
| ------------ | ---------- | ------------- | ------------------ |
| Hans Nielsen | 1924 Paris | Leichtgewicht | erster Olympiasieg |

| Name             | Spiele         | Disziplin         | Anmerkung              |
| ---------------- | -------------- | ----------------- | ---------------------- |
| Anders Pedersen  | 1920 Antwerpen | Fliegengewicht    | erster Medaillengewinn |
| Gotfred Johansen | 1920 Antwerpen | Leichtgewicht     | erster Medaillengewinn |
| Søren Petersen   | 1920 Antwerpen | Schwergewicht     | erster Medaillengewinn |
| Thyge Petersen   | 1924 Paris     | Halbschwergewicht |                        |
| Søren Petersen   | 1924 Paris     | Schwergewicht     |                        |

| Name             | Spiele           | Disziplin          | Anmerkung |
| ---------------- | ---------------- | ------------------ | --------- |
| Jakob Michaelsen | 1928 Amsterdam   | Schwergewicht      |           |
| Peter Jørgensen  | 1932 Los Angeles | Halbschwergewicht  |           |
| Gerhard Pedersen | 1936 Berlin      | Weltergewicht      |           |
| Svend Vad        | 1948 London      | Leichtgewicht      |           |
| Victor Jørgensen | 1952 Helsinki    | Weltergewicht      |           |
| Brian Nielsen    | 1992 Barcelona   | Superschwergewicht |           |

#### Fechten
| Gelbes Symbol für Goldmedaillen mit stilisierten Olympischen Ringen | Graues Symbol für Silbermedaillen mit stilisierten Olympischen Ringen | Braundes Symbol für Bronzemedaillen mit stilisierten Olympischen Ringen |
| ------------------------------------------------------------------- | --------------------------------------------------------------------- | ----------------------------------------------------------------------- |
| 1                                                                   | 2                                                                     | 3                                                                       |

Schon 1896 war Dänemark auch im Fechtsport vertreten. Im Säbelfechten wurde Holger Louis Nielsen Dritter. Mit dem Degen gewann Ivan Osiier 1912 die Silbermedaille in der Einzelwertung. 1920 erreichte die Florettmannschaft Platz 4.
1924 gelang der erste Olympiasieg. Im Floretteinzel der Frauen gewann Ellen Osiier, die Ehefrau von Ivan Osiier, den Wettbewerb. Ihre Teamkameradin Grete Heckscher gewann Bronze, Yutta Barding wurde Fünfte. 1932 wurde die Florettmannschaft der Männer Vierte, die Säbelmannschaft Fünfte. 1936 belegte Karen Lachmann Platz 5 mit dem Florett.
Nach dem Zweiten Weltkrieg ging auch Lachmann in London wieder an den Start. Diesmal gewann sie die Silbermedaille. Bei den Männern belegte die Degenmannschaft Platz 4. Ivan Osiier ging im Alter von 59 Jahren zum siebten Mal bei Olympischen Spielen an den Start. 1952 gewann Karen Lachmann eine weitere Bronzemedaille. 1956 erreichte sie, als einzige dänische Teilnehmerin, Platz 6.
In der Folgezeit konnten keine Erfolge mehr erzielt werden.
| Name         | Spiele     | Disziplin      | Anmerkung          |
| ------------ | ---------- | -------------- | ------------------ |
| Ellen Osiier | 1924 Paris | Florett Einzel | erster Olympiasieg |

| Name           | Spiele         | Disziplin      | Anmerkung |
| -------------- | -------------- | -------------- | --------- |
| Ivan Osiier    | 1912 Stockholm | Degen Einzel   |           |
| Karen Lachmann | 1948 London    | Florett Einzel |           |

| Name                 | Spiele        | Disziplin      | Anmerkung              |
| -------------------- | ------------- | -------------- | ---------------------- |
| Holger Louis Nielsen | 1896 Athen    | Säbel Einzel   | erster Medaillengewinn |
| Grete Heckscher      | 1924 Paris    | Florett Einzel |                        |
| Karen Lachmann       | 1952 Helsinki | Florett Einzel |                        |

#### Fußball
| Gelbes Symbol für Goldmedaillen mit stilisierten Olympischen Ringen | Graues Symbol für Silbermedaillen mit stilisierten Olympischen Ringen | Braundes Symbol für Bronzemedaillen mit stilisierten Olympischen Ringen |
| ------------------------------------------------------------------- | --------------------------------------------------------------------- | ----------------------------------------------------------------------- |
| —                                                                   | 3                                                                     | 1                                                                       |

Dänemark nahm erstmals 1908 an einem olympischen Fußballturnier teil. Die ersten beiden Spiele bestritt das Team gegen französische Mannschaften. Zuerst wurde die B-Auswahl Frankreichs mit 9:0 besiegt. Dieses Spiel war zugleich das erste offizielle Spiel bei einem olympischen Turnier. Nils Middelboe, der das 1:0 erzielte, war der erste Torschütze bei Olympischen Spielen. In diesem Spiel wurde auch der erste olympische Hattrick erzielt. Wilhelm Wolfhagen traf drei Mal, allerdings nicht in Folge. Im zweiten Spiel, dem Halbfinale, wurde die französische A-Mannschaft mit 17:1 geschlagen. Der zehnfache Torschütze Sophus Nielsen schaffte hier zwischen der dritten und der sechsten Minute den ersten lupenreinen Hattrick. Dieses Spiel ist, zusammen mit dem 16:0-Sieg der deutschen Mannschaft über Russland vier Jahre später, der höchste Sieg einer Fußballmannschaft bei einem olympischen Turnier. Im Finale ging es gegen das Team der Gastgeber. Dänemark verlor das erste olympische Fußballfinale mit 0:2.
1912 erhielt die dänische Mannschaft im Achtelfinale ein Freilos. Im Viertelfinale bezwang man Norwegen mit 7:0. Das Halbfinale gegen die Niederlande wurde mit 4:1 gewonnen. Im Finale spielte Dänemark wieder gegen die britische Auswahl und unterlag erneut, diesmal mit 2:4. Da die Niederlande die Bronzemedaille gewannen, wiederholte sich die Platzierung von 1908. 1920 scheiterte Dänemark schon in der ersten Runde mit einer 0:1-Niederlage an Spanien.
Die nächste Teilnahme fand erst 1948 statt. Nach zwei Siegen über Ägypten und Italien hatte sich das Team für das Halbfinale qualifiziert. Gegen Schweden verlor man mit 2:4. Im Spiel um Bronze traf man auf die Gastgebermannschaft. Nachdem die Finals von 1908 und 1912 gegen die Briten verloren gegangen waren, konnten diesmal die Dänen mit 5:3 gewinnen. 1952 gelangen Siege gegen Griechenland und Polen. Im Viertelfinale unterlag man Jugoslawien mit 3:5.
Die Vorrunde des Turniers von 1960 wurde in einer Gruppenphase ausgespielt. Dänemark schaffte drei Siege in drei Spielen und qualifizierte sich damit für das Halbfinale. Gegen Ungarn gewann die Mannschaft mit 2:0, das Finale gegen Jugoslawien wurde mit 1:3 verloren. Das nächste Turnier mit dänischer Beteiligung fand erst 1972 statt. Mit zwei Siegen in der Vorrunde war man für die Zwischenrunde, die ebenfalls in einem Gruppensystem gespielt wurde, qualifiziert. Ein Sieg, ein Unentschieden und eine Niederlage brachten Gruppenplatz 3, damit war man ausgeschieden.
Das nächste Turnier, für das sich eine dänische Mannschaft qualifizieren konnte, war das Turnier von 1992. Mit zwei Unentschieden und einer Niederlage schied man schon nach der Vorrunde aus. 1996 war erstmals eine Frauenmannschaft dabei. Ohne Punktgewinn schieden die Frauen jedoch nach der Vorrunde aus. Die letzte Teilnahme einer dänischen Mannschaft war beim Turnier 2016. Die Männer konnten sich mit einem Sieg und einem Unentschieden für das Viertelfinale qualifizieren, schieden hier jedoch mit 0:2 gegen Nigeria aus.
| Name                          | Spiele         | Disziplin     | Anmerkung              |
| ----------------------------- | -------------- | ------------- | ---------------------- |
| Nationalmannschaft der Männer | 1908 London    | Männerturnier | erster Medaillengewinn |
| Nationalmannschaft der Männer | 1912 Stockholm | Männerturnier |                        |
| Nationalmannschaft der Männer | 1960 Rom       | Männerturnier |                        |

| Name                          | Spiele      | Disziplin     | Anmerkung |
| ----------------------------- | ----------- | ------------- | --------- |
| Nationalmannschaft der Männer | 1948 London | Männerturnier |           |

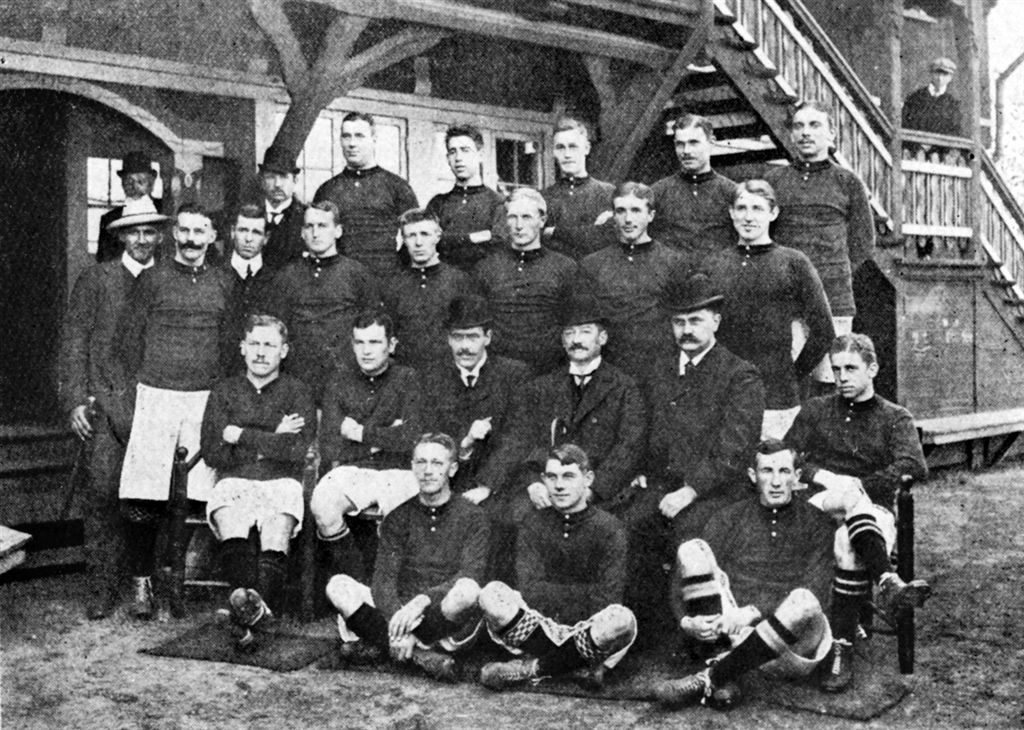
Das Silberteam von 1908 (v. l. n. r.): obere Reihe: zwei Funktionäre (mit Hut), H. Hansen, Bohr, S. Nielsen, M. Andersen, O. Nielsen; Mitte: Funktionär, Gandil, Trainer Williams, von Buchwald, B. Rasmussen, K. Middelboe, N. Middelboe, Drescher; sitzend: Lindgren, K. Hansen, drei DBU-Funktionäre, Wolfhagen; auf dem Boden: Bjarnholt, Beck, E. Middelboe
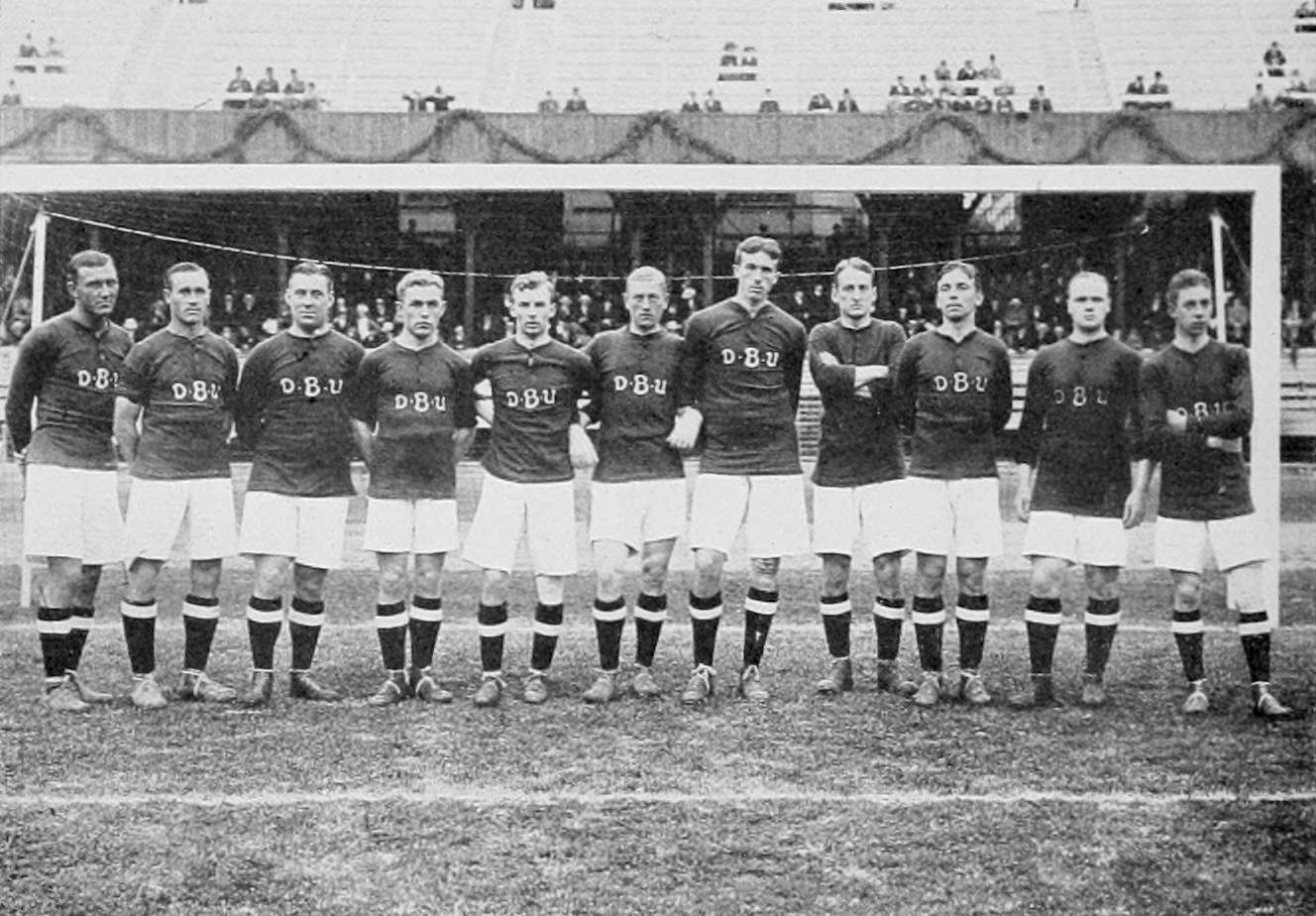
Die Silbermannschaft von 1912 (v. l. n. r.): A. Olsen, S. Nielsen, H. Hansen, Berth, P. Nielsen, S. Hansen, N. Middelboe, von Buchwald, O. Nielsen, Jørgensen, Wolfhagen
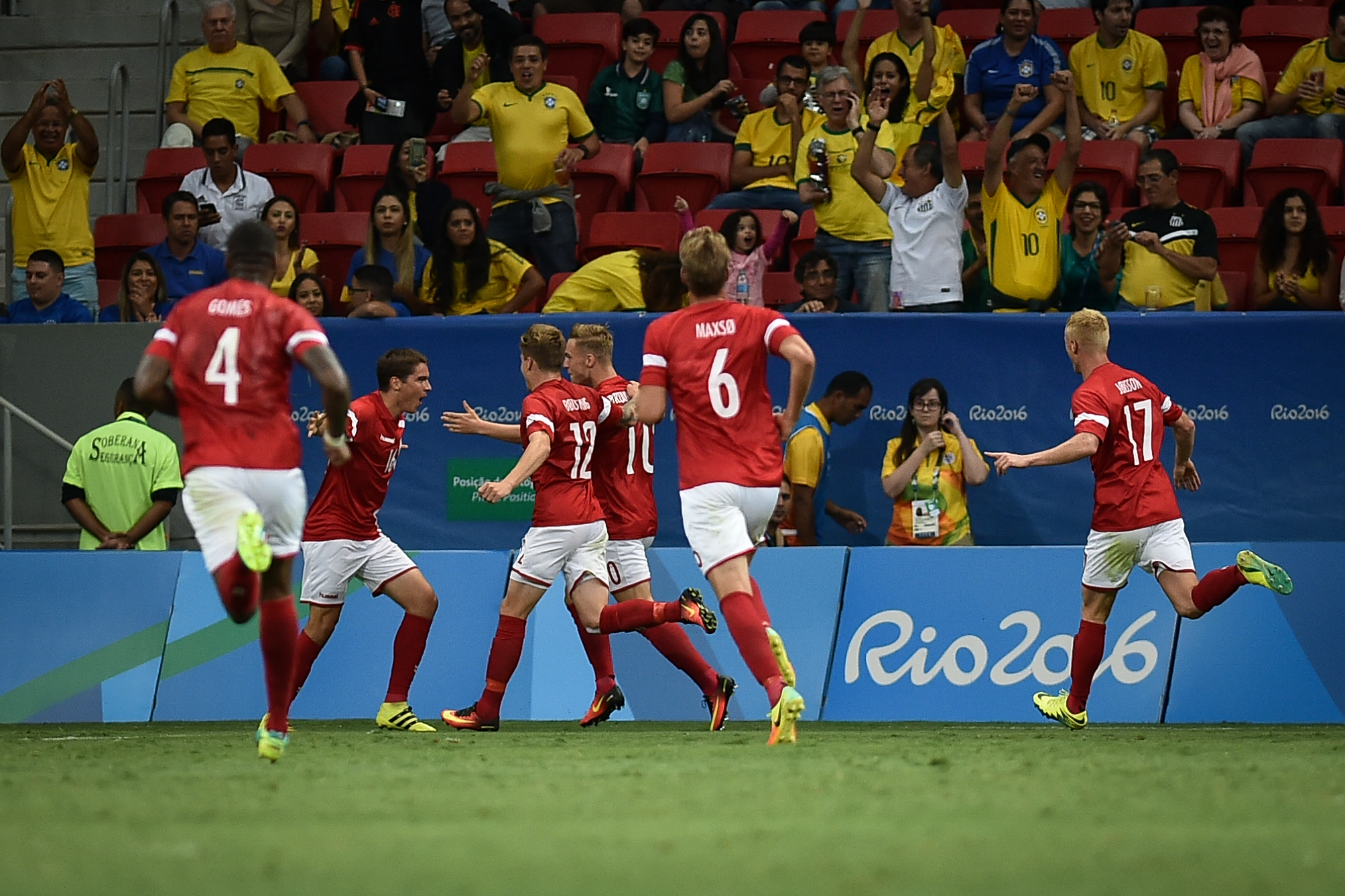
Szene aus dem Vorrundenspiel gegen Südafrika 2016: Der eingewechselte Robert Skov (2. v. r.) bejubelt seinen Siegtreffer in der 69. Minute. Mit ihm jubeln Gomes (4), Børsting (12), Bruun Larsen (10), Maxsø (6) und Jønsson
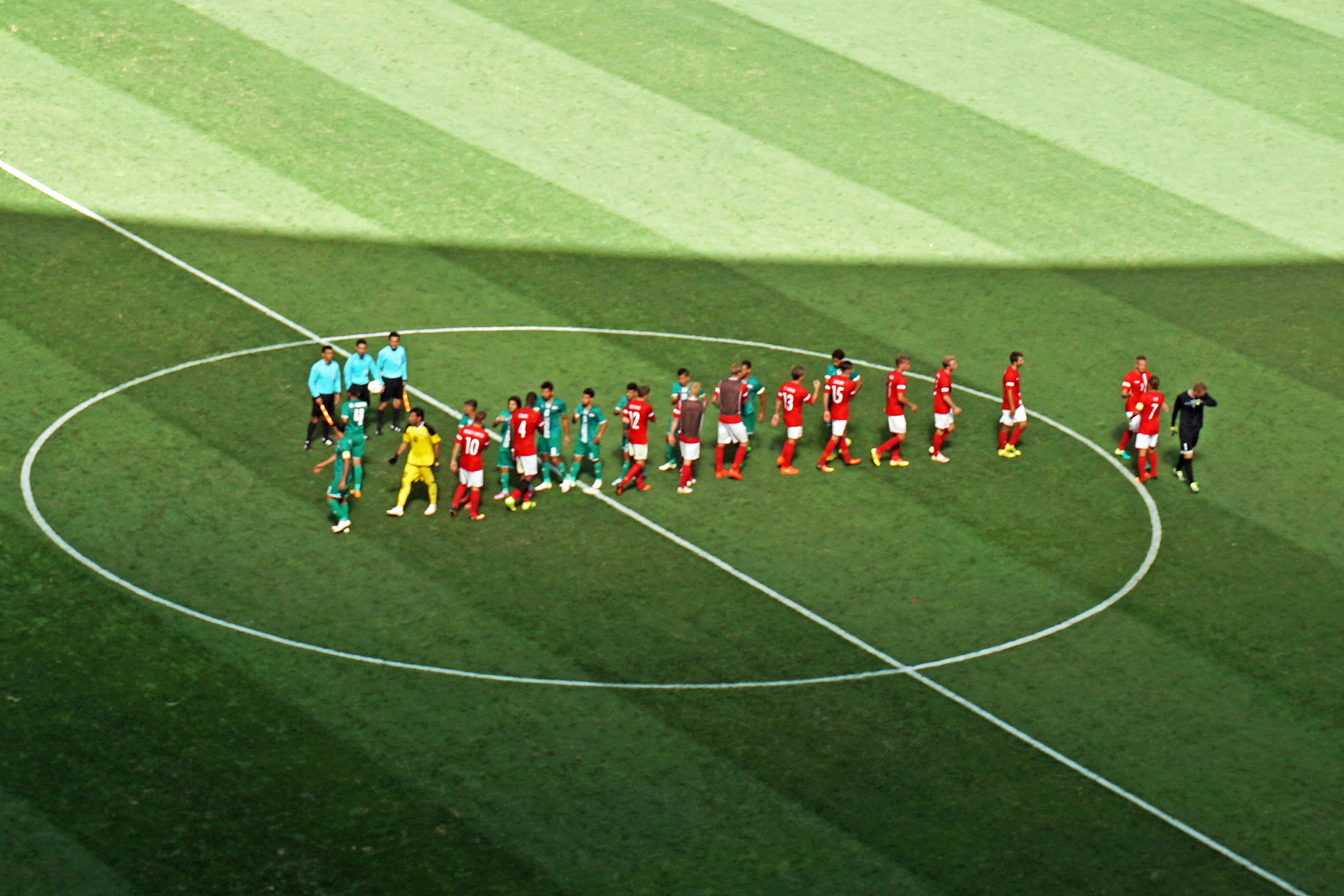
Vorrundenspiel gegen den Irak 2016: Die Mannschaften Dänemarks (rot) und des Iraks klatschen sich ab

#### Gewichtheben
| Gelbes Symbol für Goldmedaillen mit stilisierten Olympischen Ringen | Graues Symbol für Silbermedaillen mit stilisierten Olympischen Ringen | Braundes Symbol für Bronzemedaillen mit stilisierten Olympischen Ringen |
| ------------------------------------------------------------------- | --------------------------------------------------------------------- | ----------------------------------------------------------------------- |
| 1                                                                   | 2                                                                     | —                                                                       |

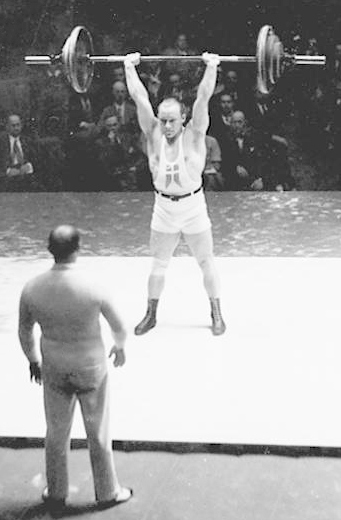
Svend Olsen beim Wettkampf 1932

Schon 1896 trat der erste dänische Gewichtheber an. Viggo Jensen wurde mit seiner Silbermedaille im einhändigen Gewichtheben der erste dänische Medaillengewinner bei Olympischen Spielen überhaupt. Im Wettbewerb mit beiden Armen wurde er sogar der erste Olympiasieger Dänemarks.
Erst 1920 traten wieder dänische Gewichtheber an. Im Schwergewicht belegte Einar Jensen Rang 4. Erst 1932 gab es wieder eine dänische Medaille. Im Halbschwergewicht gewann Svend Olsen Silber. In der Folgezeit blieben weitere Erfolge aus. Seit 1992 war kein Däne mehr an einem olympischen Wettkampf beteiligt.
| Name         | Spiele     | Disziplin  | Anmerkung                              |
| ------------ | ---------- | ---------- | -------------------------------------- |
| Viggo Jensen | 1896 Athen | beidhändig | erster Olympiasieg Dänemarks überhaupt |

| Name         | Spiele           | Disziplin         | Anmerkung                                  |
| ------------ | ---------------- | ----------------- | ------------------------------------------ |
| Viggo Jensen | 1896 Athen       | einhändig         | erster Medaillengewinn Dänemarks überhaupt |
| Svend Olsen  | 1932 Los Angeles | Halbschwergewicht |                                            |

#### Golf
| Gelbes Symbol für Goldmedaillen mit stilisierten Olympischen Ringen | Graues Symbol für Silbermedaillen mit stilisierten Olympischen Ringen | Braundes Symbol für Bronzemedaillen mit stilisierten Olympischen Ringen |
| ------------------------------------------------------------------- | --------------------------------------------------------------------- | ----------------------------------------------------------------------- |
| —                                                                   | —                                                                     | —                                                                       |

Nach 1900 und 1904 wurde Golf erst wieder 2016 ins olympische Programm aufgenommen. In Rio de Janeiro waren auch dänische Golfer am Start.

#### Handball
| Gelbes Symbol für Goldmedaillen mit stilisierten Olympischen Ringen | Graues Symbol für Silbermedaillen mit stilisierten Olympischen Ringen | Braundes Symbol für Bronzemedaillen mit stilisierten Olympischen Ringen |
| ------------------------------------------------------------------- | --------------------------------------------------------------------- | ----------------------------------------------------------------------- |
| 5                                                                   | 1                                                                     | 1                                                                       |

Seit 1972 nimmt Dänemark an olympischen Handballturnieren teil. Eine Männermannschaft erreichte in der Vorrunde nur ein Unentschieden und schied damit aus. 1976 wurden die ersten Spiele gewonnen. Zwei Siege reichten jedoch nur zu Gruppenplatz 4 und damit für das Spiel um den siebten Platz. Gegen die Bundesrepublik Deutschland hatte man mit 14:18 verloren. Das Spiel um Platz 7 gegen die Tschechoslowakei wurde ebenso verloren.
In Moskau 1980 konnten die Männer nur ein Mal siegen, gegen die DDR verlor man mit 20:24. Gruppenplatz 5 bedeutete schließlich das Spiel um Platz 9. Hier wurde Algerien geschlagen. Erfolgreicher verlief die Teilnahme der Männer am Turnier von 1984. Dänemark wurde mit vier Siegen in fünf Spielen Gruppenzweiter. Nur gegen die Bundesrepublik Deutschland hatte man mit 18:20 verloren. Hiermit war man für das Spiel um Bronze qualifiziert. Gegen Rumänien verlor das Team jedoch mit 19:23.
1996 war erstmals eine Frauenmannschaft qualifiziert. Das Team gewann alle drei Vorrundenspiele. Im Halbfinale wurde Norwegen mit 23:19 geschlagen, das Finale gegen Südkorea endete mit einem 37:33 und damit dem ersten Olympiasieg im Handball für Dänemark. 2000 konnte der Titel verteidigt werden. In vier Vorrundenspielen gelangen drei Siege, darunter ein 30:26 über Österreich. Im Viertelfinale wurde Frankreich ausgeschaltet, im Halbfinale Südkorea. Das Endspiel gegen Ungarn gewannen die Däninnen mit 31:27.
2004 kam es zum dritten Olympiasieg in Folge. Wieder gab es drei Vorrundensiege für das Frauenteam, hinzu kam ein Unentschieden. Im Viertelfinale wurde China besiegt, im Halbfinale die Ukraine. Das Finale ging wieder gegen Südkorea. Die reguläre Spielzeit endete 29:29, die Verlängerung 34:34. Erstmals musste ein Handballfinale im Siebenmeterschießen entschieden werden. Dänemark gewann mit 4:2.
2008 waren wieder die Männer qualifiziert. Zwei Siege, darunter ein 27:21 über Deutschland, und zwei Unentschieden brachte die Mannschaft auf den zweiten Gruppenplatz. Das Viertelfinale gegen Kroatien wurde verloren, ebenso das Platzierungsspiel gegen Russland. Im Spiel um Platz 7 ging es gegen Südkorea, Dänemark gewann mit 37:26.
In London waren beiden Mannschaften qualifiziert. Die Männer erreichten wieder Gruppenplatz 2, verloren dann jedoch das Viertelfinale gegen Schweden. Die Frauen schieden mit nur einem Sieg in fünf Spielen nach der Vorrunde aus. 2016 waren nur die Männer dabei. Als Dritter der Vorrunde war man für das Viertelfinale qualifiziert. Hier wurde Slowenien besiegt. Das Halbfinale gegen Polen endete mit einem 29:28-Sieg, im Finale schlug man Frankreich mit 28:26.
| Name                          | Spiele              | Disziplin     | Anmerkung                              |
| ----------------------------- | ------------------- | ------------- | -------------------------------------- |
| Nationalmannschaft der Frauen | 1996 Atlanta        | Frauenturnier | erster Medaillengewinn und Olympiasieg |
| Nationalmannschaft der Frauen | 2000 Sydney         | Frauenturnier |                                        |
| Nationalmannschaft der Frauen | 2004 Athen          | Frauenturnier |                                        |
| Nationalmannschaft der Männer | 2016 Rio de Janeiro | Männerturnier |                                        |
| Nationalmannschaft der Männer | 2024 Paris          | Männerturnier |                                        |

| Name                          | Spiele     | Disziplin     |
| ----------------------------- | ---------- | ------------- |
| Nationalmannschaft der Männer | 2020 Tokio | Männerturnier |

| Name                          | Spiele     | Disziplin     | Anmerkung |
| ----------------------------- | ---------- | ------------- | --------- |
| Nationalmannschaft der Frauen | 2024 Paris | Frauenturnier |           |

#### Hockey
| Gelbes Symbol für Goldmedaillen mit stilisierten Olympischen Ringen | Graues Symbol für Silbermedaillen mit stilisierten Olympischen Ringen | Braundes Symbol für Bronzemedaillen mit stilisierten Olympischen Ringen |
| ------------------------------------------------------------------- | --------------------------------------------------------------------- | ----------------------------------------------------------------------- |
| —                                                                   | 1                                                                     | —                                                                       |

Dänemark nahm erstmals 1920 an einem olympischen Hockeyturnier teil. Mit zwei Siegen in drei Spielen sicherte sich das Team die Silbermedaille. Das Turnier von 1928 wurde in zwei Gruppen ausgespielt. Dänemark schaffte zwei Siege über die Schweiz (2:1) und Österreich (3:1) und verlor die übrigen beiden. Damit lag die Mannschaft auf Platz 3 ihrer Gruppe und schied somit aus. 1936 schaffte man gegen Afghanistan nur ein 6:6, das Spiel gegen das Deutsche Reich ging mit 0:6 verloren. Damit schieden die Dänen wieder nach der Vorrunde aus.
1948 schaffte die Mannschaft nur ein Unentschieden in vier Spielen und schied aus. Ein ähnliches Bild bot sich 1960, diesmal blieben die Dänen allerdings punktlos. Es war bis heute das letzte Mal, dass sich eine dänische Hockeymannschaft für ein olympisches Turnier qualifizieren konnte.
| Name                      | Spiele         | Disziplin     | Anmerkung |
| ------------------------- | -------------- | ------------- | --------- |
| Männer-Nationalmannschaft | 1920 Antwerpen | Männerturnier |           |

#### Judo
| Gelbes Symbol für Goldmedaillen mit stilisierten Olympischen Ringen | Graues Symbol für Silbermedaillen mit stilisierten Olympischen Ringen | Braundes Symbol für Bronzemedaillen mit stilisierten Olympischen Ringen |
| ------------------------------------------------------------------- | --------------------------------------------------------------------- | ----------------------------------------------------------------------- |
| —                                                                   | —                                                                     | —                                                                       |

Bislang traten nur zwei Mal, 1984 und 1988, belgische Judokas bei Olympischen Spielen an.

#### Kanusport
| Gelbes Symbol für Goldmedaillen mit stilisierten Olympischen Ringen | Graues Symbol für Silbermedaillen mit stilisierten Olympischen Ringen | Braundes Symbol für Bronzemedaillen mit stilisierten Olympischen Ringen |
| ------------------------------------------------------------------- | --------------------------------------------------------------------- | ----------------------------------------------------------------------- |
| 3                                                                   | 6                                                                     | 8                                                                       |

Dänische Kanuten nehmen seit 1936 an olympischen Regatten teil. Im Zweier-Kajak über 10.000 Meter erreichten Verner Løvgreen und Axel Svendsen Rang 4. 1948 kamen die ersten Medaillengewinne und auch der erste Olympiasieg im Kanusport zu Stande. Den ersten Olympiasieg schaffte eine Frau. Karen Hoff siegte im Einer-Kajak über die 500-Meter-Distanz. Bei den Männern gewann Frederik Andersen Silber im Einer-Kajak über 1000 Meter. Über 10.000 Meter wurde Knud Ditlevsen Vierter. Im Zweier-Kajak über 1000 Meter gewannen Ejvind Hansen und Bernhard Jensen Silber. Über 10.000 Meter erreichten Alfred Christensen und Finn Rasmussen das Ziel auf Platz 4.
1952 wurden Peder Rasch und Finn Haunstoft Olympiasieger im Zweier-Canadier über 1000 Meter. Im Einer-Kajak belegte Ejvind Hansen Platz 4 über die 10.000-Meter-Distanz. Bei den Frauen wurde Bodil Svendsen Fünfte. 1956 kam eine Bronzemedaille hinzu. Tove Søby wurde Dritte im Einer-Kajak über 500 Meter.
1960 wurde Erik Hansen Olympiasieger im Einer-Kajak über 1000 Meter. Er startete auch in der Kajak-Staffel, die auf den Bronzerang fuhr. Im Zweier-Kajak fuhren die Brüder Kaj und Vagn Schmidt auf Platz 5. Bei den Frauen wurde Annemarie Werner-Hansen Vierte im Einer-Kajak. Zusammen mit ihrer Partnerin Birgit Jensen belegte sie im Zweier-Kajak Platz 5.
1964 gewannen Peer Norrbohm und John Rungsted Sørensen Bronze im Zweier-Kanadier über 1000 Meter. Bei den Frauen erreichte das Zweier-Kajak mit Annemarie Werner-Hansen und Birthe Hansen Platz 5. 1968 holte Erik Hansen eine Bronzemedaille im Einer-Kajak über 1000 Meter. 1972 blieb die dänische Mannschaft erstmals ohne Medaillen. 1976 und 1980 nahm jeweils nur ein Athlet teil.
1984 konnten wieder Erfolge eingefahren werden. Der einzige Starter, Henning Lynge Jakobsen, gewann im Einer-Kanadier zwei Medaillen. Über 500 Meter gewann er Silber, über 1000 Meter Bronze. 1988 erreichten Christian Frederiksen und Arne Nielsson im Zweier-Kanadier Platz 4 über 1000 Meter. 1992 gewannen sie Silber, über 500 Meter wurden sie Fünfte.
Erst 2008 gelang wieder ein Medaillengewinn. Im Zweier-Kajak über 1000 Meter gewannen Kim Wraae Knudsen und René Holten Poulsen Silber. Über 500 Meter belegten sie Platz 5. Vier Jahre später fuhr Poulsen im Einer-Kajak auf Platz 4 über 1000 Meter. Das Vierer-Kajak erreichte Platz 5. Eine Silbermedaille gewann 2016 Emma Jørgensen im Einer-Kajak über 500 Meter.
| Name                       | Spiele        | Disziplin       | Anmerkung                              |
| -------------------------- | ------------- | --------------- | -------------------------------------- |
| Karen Hoff                 | 1948 London   | K 1, 500 Meter  | erster Medaillengewinn und Olympiasieg |
| Peder Rasch Finn Haunstoft | 1952 Helsinki | C 2, 1000 Meter |                                        |
| Erik Hansen                | 1960 Rom      | K 1, 1000 Meter |                                        |

| Name                                  | Spiele              | Disziplin       | Anmerkung |
| ------------------------------------- | ------------------- | --------------- | --------- |
| Frederik Andersen                     | 1948 London         | K 1, 1000 Meter |           |
| Ejvind Hansen Bernhard Jensen         | 1948 London         | K 2, 1000 Meter |           |
| Henning Lynge Jakobsen                | 1984 Los Angeles    | C 1, 500 Meter  |           |
| Christian Frederiksen Arne Nielsson   | 1992 Barcelona      | C 2, 1000 Meter |           |
| Kim Wraae Knudsen René Holten Poulsen | 2008 Peking         | K 2, 1000 Meter |           |
| Emma Jørgensen                        | 2016 Rio de Janeiro | K 1, 500 Meter  |           |

| Name                                                         | Spiele            | Disziplin       | Anmerkung |
| ------------------------------------------------------------ | ----------------- | --------------- | --------- |
| Tove Søby                                                    | 1956 Melbourne    | K 1, 500 Meter  |           |
| Erik Hansen Helmuth Nyborg Sørensen Arne Høyer Erling Jessen | 1960 Rom          | Kajak-Staffel   |           |
| Peer Norrbohm John Rungsted Sørensen                         | 1964 Tokio        | C 2, 1000 Meter |           |
| Erik Hansen                                                  | 1968 Mexiko-Stadt | K 1, 1000 Meter |           |
| Henning Lynge Jakobsen                                       | 1984 Los Angeles  | C 1, 1000 Meter |           |
| Emma Jørgensen                                               | 2020 Tokio        | K 1, 200 Meter  |           |
| Emma Jørgensen                                               | 2020 Tokio        | K 1, 500 Meter  |           |
| Emma Jørgensen                                               | 2024 Paris        | K 1, 500 Meter  |           |

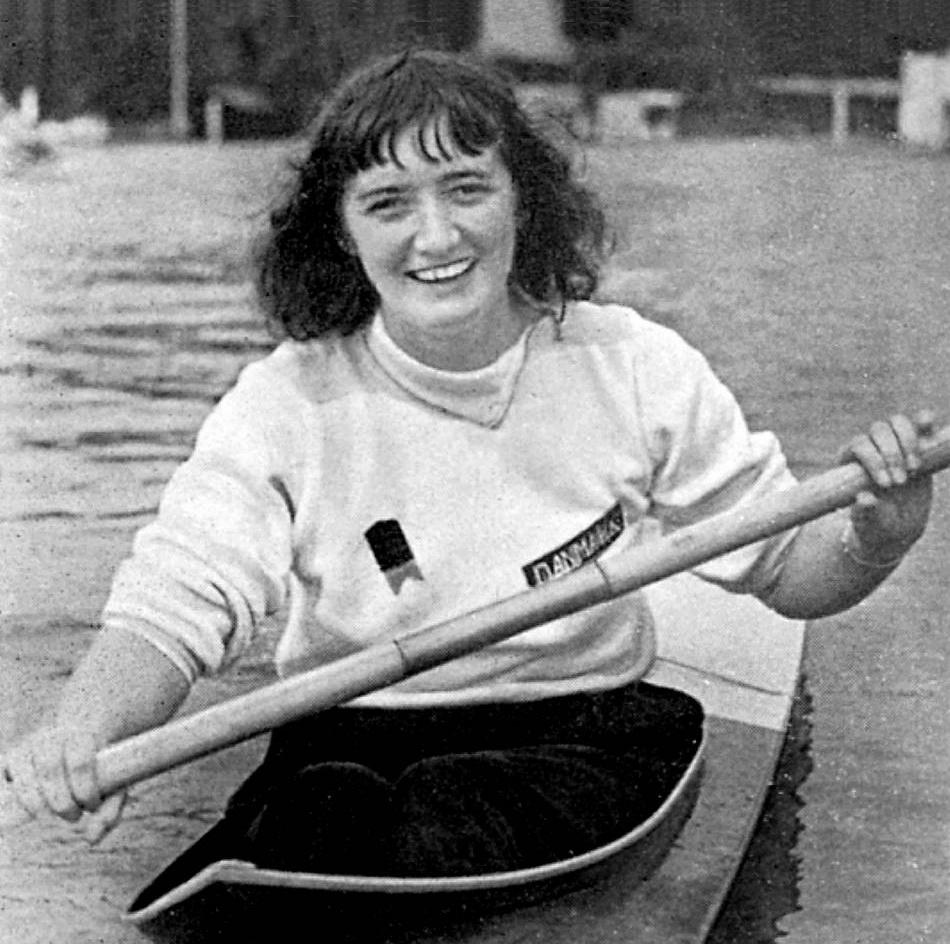
Karen Hoff, Olympiasiegerin 1948
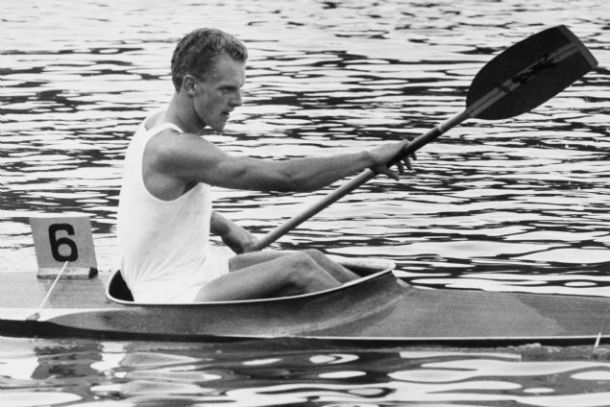
Erik Hansen, Olympiasieger 1960
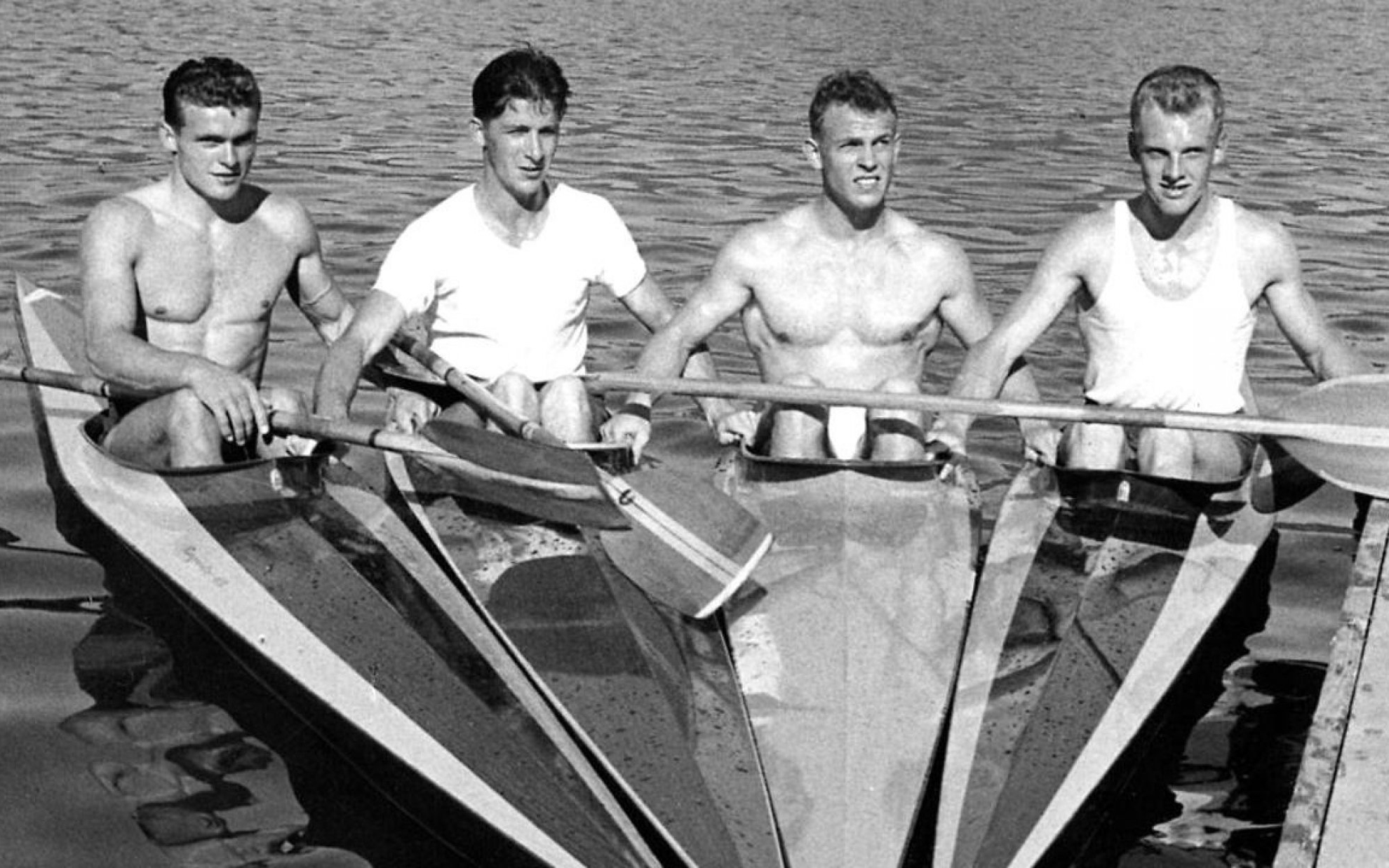
Die dänische Kajak-Staffel gewann 1960 Bronze (v. l. n. r.): Jessen, Høyer, Nyborg, Hansen
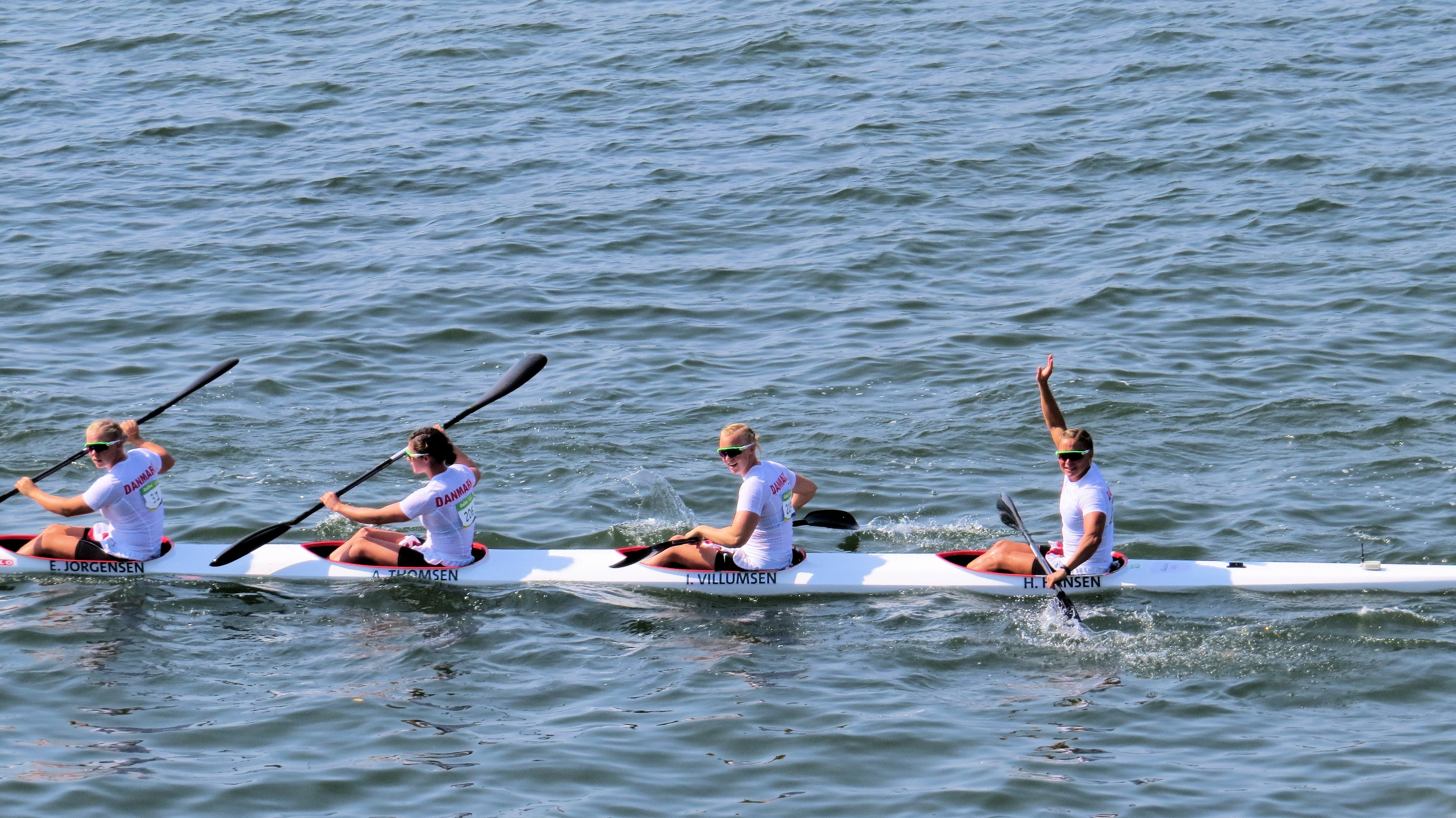
Das Vierer-Kajak der Frauen 2016 (v. l. n. r.): Jørgensen (Silber im K 1), Thomsen, Villumsen, Hansen

#### Leichtathletik
| Gelbes Symbol für Goldmedaillen mit stilisierten Olympischen Ringen | Graues Symbol für Silbermedaillen mit stilisierten Olympischen Ringen | Braundes Symbol für Bronzemedaillen mit stilisierten Olympischen Ringen |
| ------------------------------------------------------------------- | --------------------------------------------------------------------- | ----------------------------------------------------------------------- |
| —                                                                   | 4                                                                     | 3                                                                       |

Die ersten dänischen Leichtathleten waren schon 1896 in Athen dabei. Die erste Medaille wurde 1900 in Paris gewonnen durch Ernst Schultz, der über 400 Meter Bronze gewann. 1908 wurde Charles Vestergaard Sechster im 3500-Meter-Gehen. Über 10 Kilometer erreichte Aage Rasmussen 1912 Platz 4.
1920 gewann Henry Petersen im Stabhochsprung die Silbermedaille. Lauritz Jørgensen wurde Sechster. Die 100-Meter-Staffel der Männer erreichte Platz 5. Im Marathonlauf belegten Sofus Rose Platz 6 und Rudolf Hansen Platz 8. 1924 wurde Petersen noch einmal Vierter.
Erfolge gab es erst wieder 1948 in London. Lily Carlstedt wurde mit ihrer Bronzemedaille im Speerwurf die erste dänische Leichtathletin mit einer olympischen Medaille. Die 100-Meter-Staffel der Frauen belegte Platz 5. Bei den Männern wurde Preben Larsen Vierter im Dreisprung. 1952 erreichte Carlstedt im Speerwurf Platz 5. Gunnar Nielsen belegte im 800-Meter-Lauf Platz 4. Im Marathon von 1960 erreichte Thyge Thøgersen das Ziel als Sechster. 1972 wurde Steen Smidt Siebter im Zehnkampf. 1976 belegte Jesper Tørring Platz 8 im Hochsprung.
2000 konnte wieder ein Medaillengewinn gefeiert werden. Der eingebürgerte Kenianer Wilson Kipketer, der seit 1995 für den dänischen Verband antrat, gewann über 800 Meter Silber. 2004 folgte eine Bronzemedaille. Im Kugelstoßen gewann Joachim Olsen Silber. Eine weitere Silbermedaille gewann 2016 Sara Slott Petersen über 400 Meter Hürden.
| Name                | Spiele              | Disziplin        | Anmerkung |
| ------------------- | ------------------- | ---------------- | --------- |
| Henry Petersen      | 1920 Antwerpen      | Stabhochsprung   |           |
| Wilson Kipketer     | 2000 Sydney         | 800 Meter        |           |
| Joachim Olsen       | 2004 Athen          | Kugelstoßen      |           |
| Sara Slott Petersen | 2016 Rio de Janeiro | 400 Meter Hürden |           |

| Name            | Spiele      | Disziplin | Anmerkung              |
| --------------- | ----------- | --------- | ---------------------- |
| Ernst Schultz   | 1900 Paris  | 400 Meter | erster Medaillengewinn |
| Lily Carlstedt  | 1948 London | Speerwurf |                        |
| Wilson Kipketer | 2004 Athen  | 800 Meter |                        |

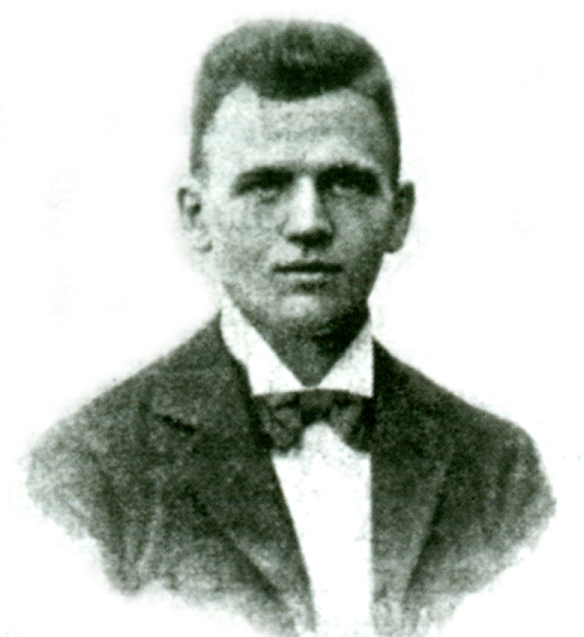
Ernst Schultz, Dänemarks erster Medaillengewinner in der Leichtathletik (Bronze 1900)
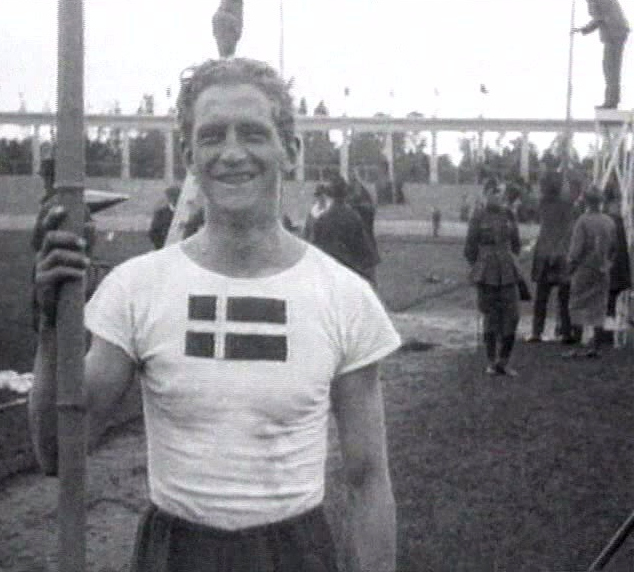
Henry Petersen, Silber 1920
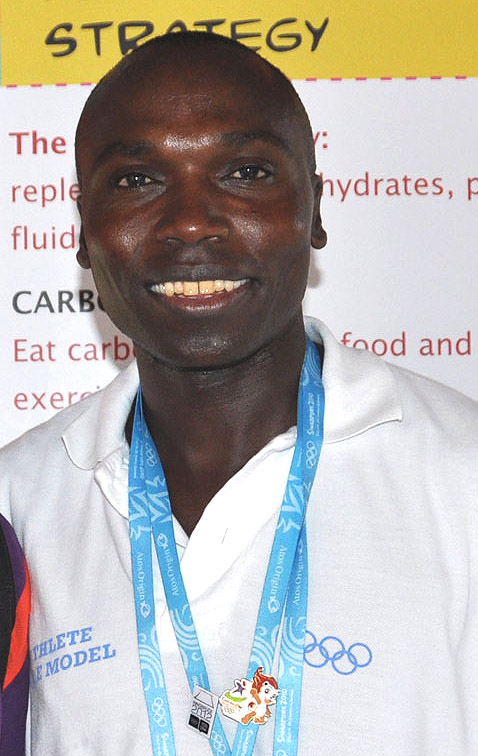
Wilson Kipketer, Silber 2000, Bronze 2004
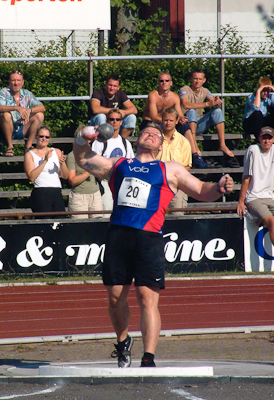
Joachim Olsen, Silber 2004
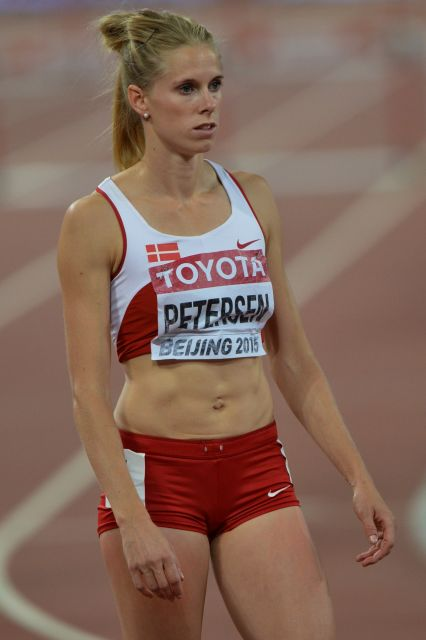
Sara Slott Petersen, Silber 2016

#### Moderner Fünfkampf
| Gelbes Symbol für Goldmedaillen mit stilisierten Olympischen Ringen | Graues Symbol für Silbermedaillen mit stilisierten Olympischen Ringen | Braundes Symbol für Bronzemedaillen mit stilisierten Olympischen Ringen |
| ------------------------------------------------------------------- | --------------------------------------------------------------------- | ----------------------------------------------------------------------- |
| —                                                                   | —                                                                     | —                                                                       |

Im Modernen Fünfkampf ist Dänemark seit 1912 vertreten. Marius Christensen belegte 1920 Platz 5, Helge Jensen wurde 1924 Sechster. Auf die nächste Topplatzierung musste 52 Jahre gewartet werden. In Montreal 1976 wurde Jørn Steffensen Siebter.

#### Radsport
| Gelbes Symbol für Goldmedaillen mit stilisierten Olympischen Ringen | Graues Symbol für Silbermedaillen mit stilisierten Olympischen Ringen | Braundes Symbol für Bronzemedaillen mit stilisierten Olympischen Ringen |
| ------------------------------------------------------------------- | --------------------------------------------------------------------- | ----------------------------------------------------------------------- |
| 8                                                                   | 11                                                                    | 11                                                                      |

1912 gingen die ersten dänischen Radsportler an den Start. Im Straßenrennen von 1920 belegte das dänische Team Platz 4 der Mannschaftswertung. Die erste Medaille wurde 1924 gewonnen. Willy Falck Hansen und Edmund Hansen holten im Tandem Silber.
Die Teilnahme 1928 wurde besonders erfolgreich. Willy Falck Hansen gewann das 1000-Meter-Zeitfahren und wurde damit der erste dänische Olympiasieger im Radsport. Im Sprint gewann er zudem Bronze. Auf der Straße gewann Henry Hansen die Einzelwertung, Leo Nielsen wurde Siebter. In der Mannschaftswertung gewannen beide mit dem Team Gold. 1932 gewann die Mannschaft im Straßenrennen Silber. Harald Christensen und Willy Gervin fuhren auf dem Tandem zu Bronze.
Erst 1948 konnte wieder eine Medaille gewonnen werden. Axel Schandorff gewann Bronze im Sprint. Wieder mussten 16 Jahre auf den nächsten Erfolg gewartet werden. In Tokio 1964 gewann Kjell Rodian Silber im Straßenrennen, Preben Isaksson holte Bronze in der Einzelverfolgung. Noch erfolgreicher gestaltete sich die Teilnahme von 1968. In der Mannschaftsverfolgung fuhr Dänemark zum Olympiasieg, in der Einzelverfolgung gewann Mogens Frey Silber. Niels Fredborg gewann im 1000-Meter-Zeitfahren ebenfalls Silber, wie auch Leif Mortensen in der Einzelwertung des Straßenrennens. Im Mannschaftszeitfahren lag das dänische Team auf Platz 4. 1972 wurde Niels Fredborg Olympiasieger im 1000-Meter-Zeitfahren. Im Sprint belegte er Rang 5. 1976 folgte dann noch eine Bronzemedaille. Im Mannschaftszeitfahren fuhr das dänische Team ebenfalls zu Bronze.
1980 fuhr Hans-Henrik Ørsted in der Einzelverfolgung zur Bronzemedaille. 1988 wurde Dan Frost Olympiasieger im Punktefahren. Im 1000-Meter-Zeitfahren erreichte Kenneth Røpke Platz 4. In der Mannschaftsverfolgung gewann das dänische Team 1992 Bronze. Bei den Frauen wurde Hanne Malmberg Vierte in der Einzelverfolgung. Rolf Sørensen gewann 1996 Silber im Straßenrennen.
Erst 12 Jahre später, 2008 in Peking, gab es den nächsten Medaillengewinne. Das dänische Team gewann Silber in der Mannschaftsverfolgung. 2012 wurde Lasse Norman Hansen Olympiasieger im Omnium. In der Mannschaftsverfolgung fuhr das dänische Team auf Platz 5. 2016 fuhr es dann auf den Bronzerang, ebenso Lasse Norman Hansen im Omnium. Im Straßenrennen gewann Jakob Fuglsang Silber.
| Name                                                                | Spiele            | Disziplin                | Anmerkung          |
| ------------------------------------------------------------------- | ----------------- | ------------------------ | ------------------ |
| Willy Falck Hansen                                                  | 1928 Amsterdam    | 1000-Meter-Zeitfahren    | erster Olympiasieg |
| Henry Hansen                                                        | 1928 Amsterdam    | Straßenrennen Einzel     |                    |
| Henry Hansen Leo Nielsen Orla Jørgensen René Holten Poulsen         | 1928 Amsterdam    | Straßenrennen Mannschaft |                    |
| Mogens Frey Gunnar Asmussen Reno Olsen Per Lyngemark Peder Pedersen | 1968 Mexiko-Stadt | Mannschaftsverfolgung    |                    |
| Niels Fredborg                                                      | 1972 München      | 1000-Meter-Zeitfahren    |                    |
| Dan Frost                                                           | 1988 Seoul        | Punktefahren             |                    |
| Lasse Norman Hansen                                                 | 2012 London       | Omnium                   |                    |
| Lasse Norman Hansen Michael Mørkøv                                  | 2020 Tokio        | Madison                  |                    |

| Name                                                                                     | Spiele              | Disziplin                | Anmerkung              |
| ---------------------------------------------------------------------------------------- | ------------------- | ------------------------ | ---------------------- |
| Willy Falck Hansen Edmund Hansen                                                         | 1924 Paris          | Tandem                   | erster Medaillengewinn |
| Henry Hansen Leo Nielsen Frode Sørensen                                                  | 1932 Los Angeles    | Straßenrennen Mannschaft |                        |
| Kjell Rodian                                                                             | 1964 Tokio          | Straßenrennen Einzel     |                        |
| Leif Mortensen                                                                           | 1968 Mexiko-Stadt   | Straßenrennen Einzel     |                        |
| Niels Fredborg                                                                           | 1968 Mexiko-Stadt   | 1000-Meter-Zeitfahren    |                        |
| Mogens Frey                                                                              | 1968 Mexiko-Stadt   | Einzelverfolgung         |                        |
| Rolf Sørensen                                                                            | 1996 Atlanta        | Straßenrennen            |                        |
| Alex Rasmussen Michael Mørkøv Casper Jørgensen Jens-Erik Madsen Michael Færk Christensen | 2008 Peking         | Mannschaftsverfolgung    |                        |
| Jakob Fuglsang                                                                           | 2016 Rio de Janeiro | Straßenrennen            |                        |
| Lasse Norman Hansen Niklas Larsen Rasmus Pedersen Frederik Madsen                        | 2020 Tokio          | Mannschaftsverfolgung    |                        |
| Amalie Dideriksen Julie Leth                                                             | 2020 Tokio          | Madison                  |                        |

| Name                                                                                  | Spiele              | Disziplin             | Anmerkung |
| ------------------------------------------------------------------------------------- | ------------------- | --------------------- | --------- |
| Willy Falck Hansen                                                                    | 1928 Amsterdam      | Sprint                |           |
| Harald Christensen Willy Gervin                                                       | 1932 Los Angeles    | Tandem                |           |
| Axel Schandorff                                                                       | 1948 London         | Sprint                |           |
| Preben Isaksson                                                                       | 1964 Tokio          | Einzelverfolgung      |           |
| Niels Fredborg                                                                        | 1976 Montreal       | 1000-Meter-Zeitfahren |           |
| Verner Blaudzun Gert Frank Jørgen Emil Hansen Jørn Lund                               | 1976 Montreal       | Mannschaftszeitfahren |           |
| Hans-Henrik Ørsted                                                                    | 1980 Moskau         | Einzelverfolgung      |           |
| Ken Frost Jimmi Madsen Jan Bo Petersen Klaus Kynde Nielsen Michael Sandstød           | 1992 Barcelona      | Mannschaftsverfolgung |           |
| Lasse Norman Hansen                                                                   | 2016 Rio de Janeiro | Omnium                |           |
| Lasse Norman Hansen Niklas Larsen Frederik Rodenberg Casper von Folsach Rasmus Quaade | 2016 Rio de Janeiro | Mannschaftsverfolgung |           |
| Niklas Larsen Michael Mørkøv                                                          | 2024 Paris          | Madison               |           |

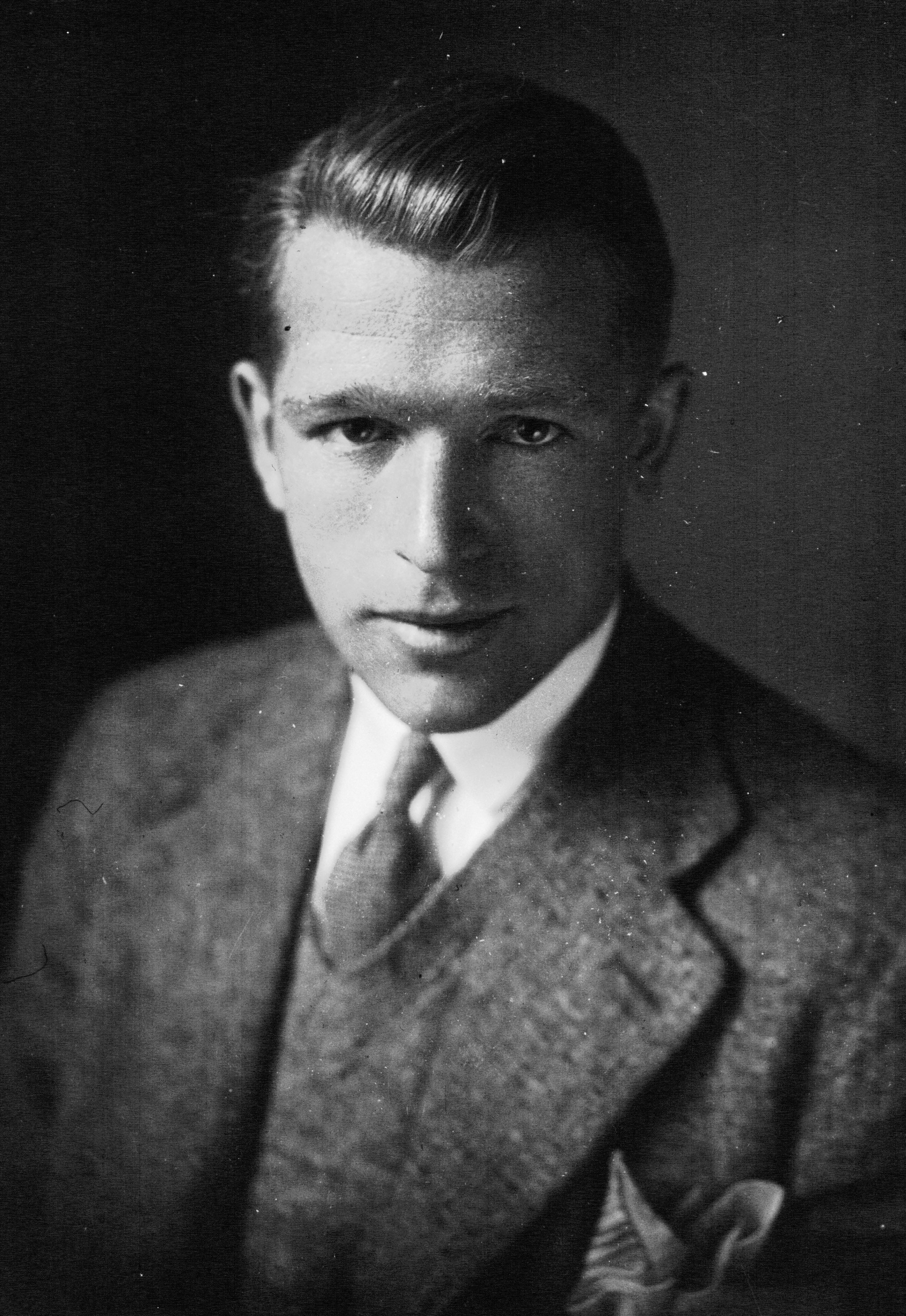
Willy Falck Hansen, Gold und Bronze 1928, Silber 1924
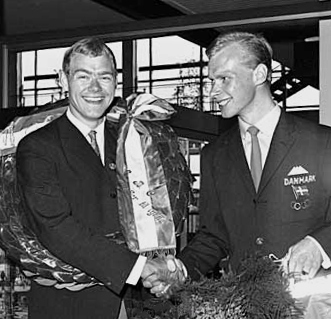
Die beiden Medaillengewinner von Tokio 1964: links Kjell Rodian (Silber), rechts Preben Isaksson (Bronze)
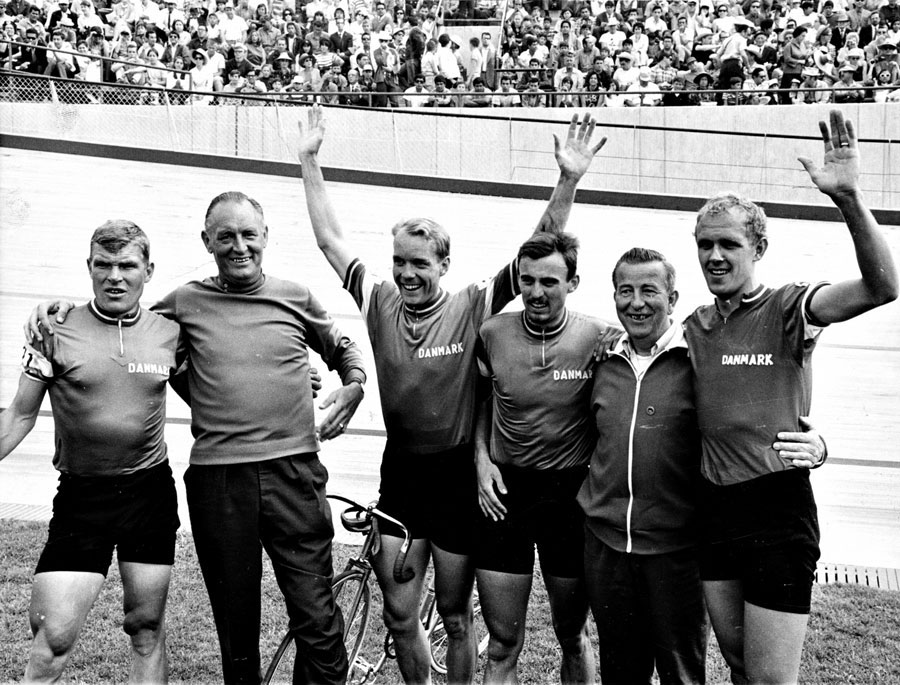
Die Olympiasieger in der Mannschaftsverfolgung von 1968 (v. l. n. r.): Frey, Trainer, Lyngemark, Olsen, Trainer, Asmussen (es fehlt Pedersen)
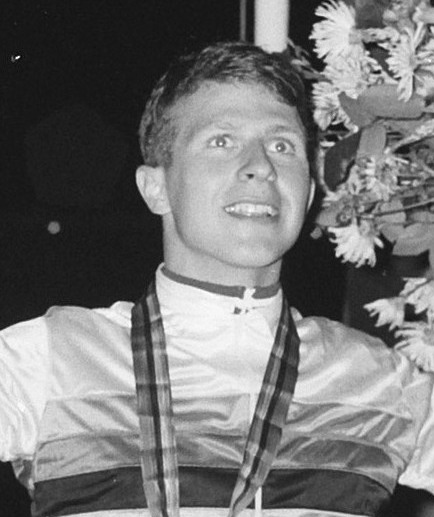
Niels Fredborg, Silber 1968, Olympiasieger 1972, Bronze 1976
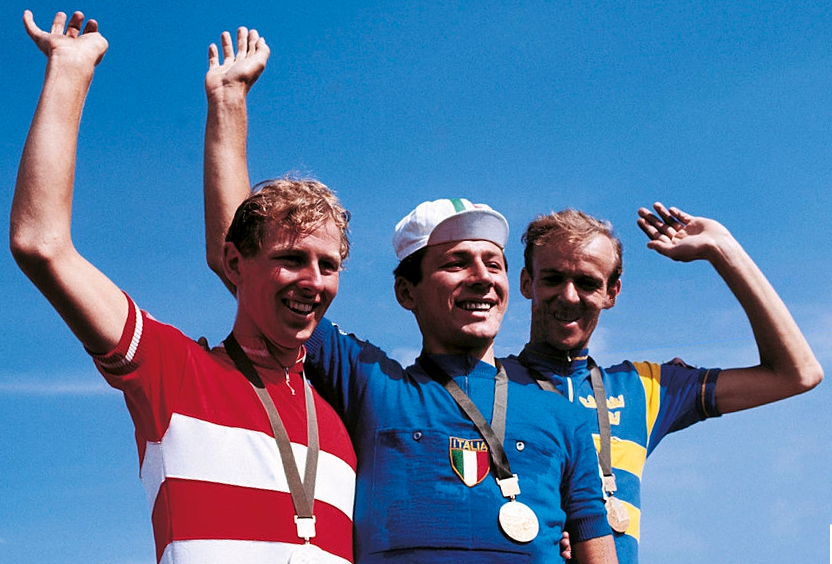
Siegerehrung im Straßenrennen 1968: links mit Silber Leif Mortensen
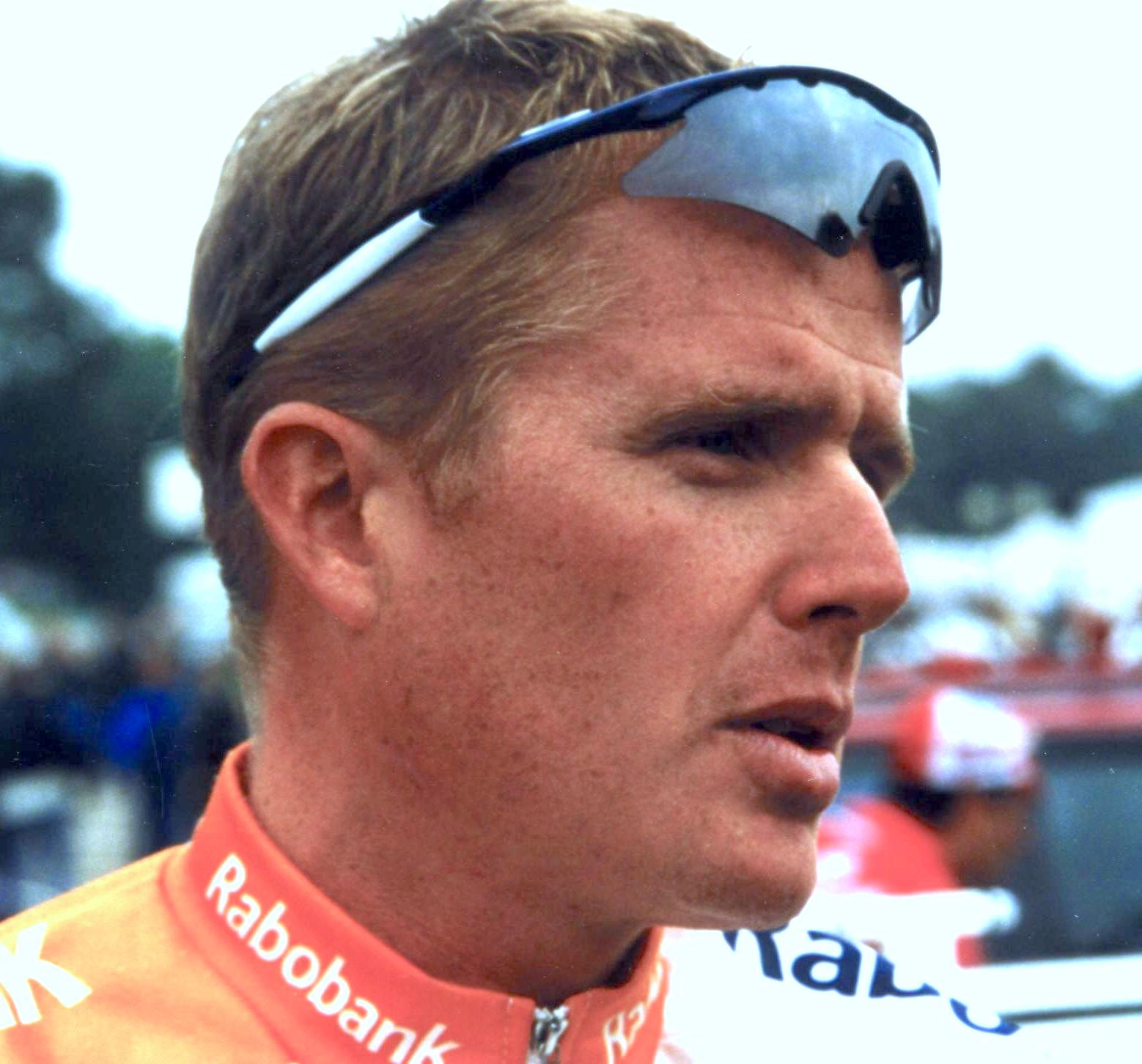
Rolf Sørensen, Silber 1996
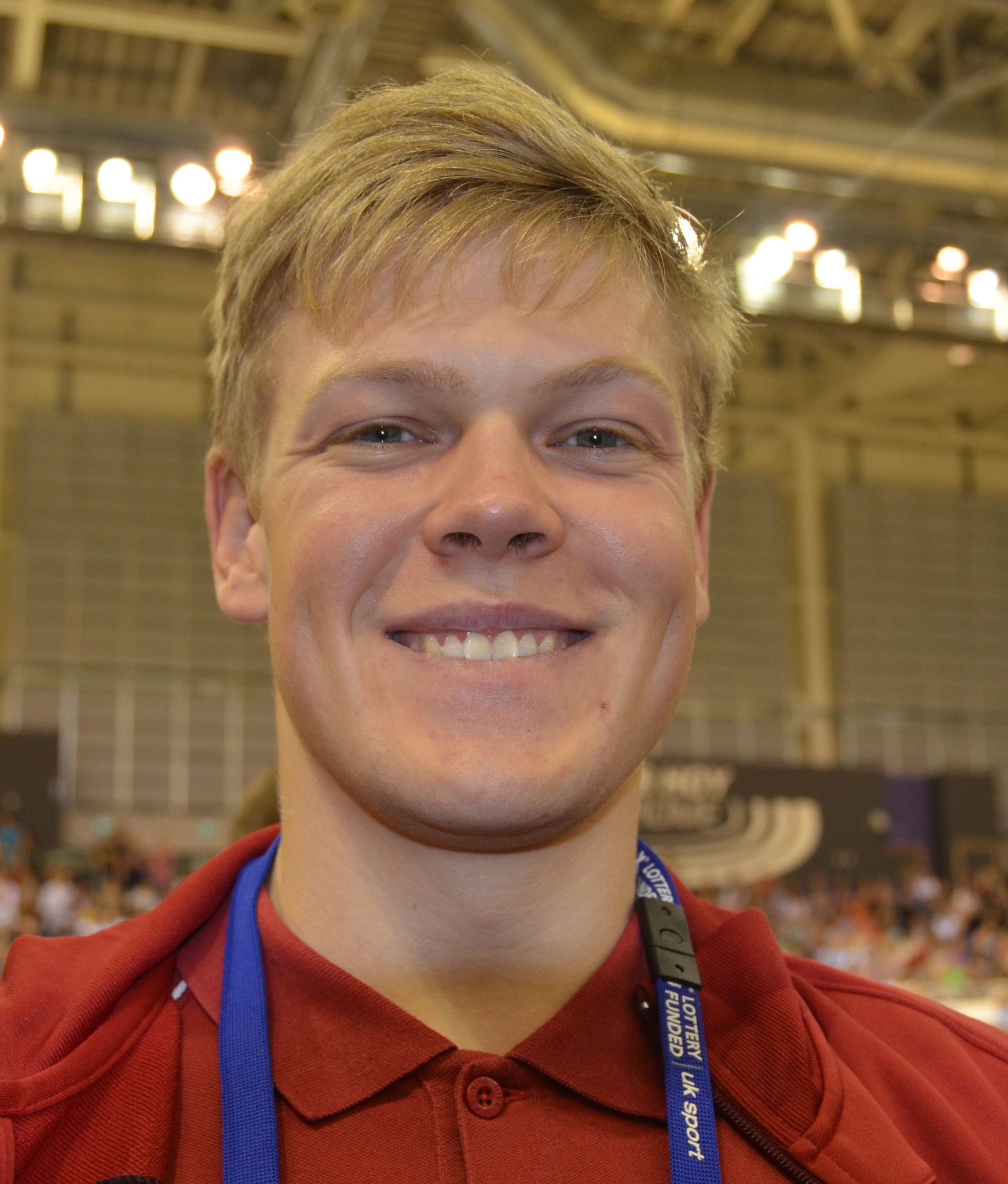
Lasse Norman Hansen, Olympiasieger 2012, Bronze 2016

#### Reiten
| Gelbes Symbol für Goldmedaillen mit stilisierten Olympischen Ringen | Graues Symbol für Silbermedaillen mit stilisierten Olympischen Ringen | Braundes Symbol für Bronzemedaillen mit stilisierten Olympischen Ringen |
| ------------------------------------------------------------------- | --------------------------------------------------------------------- | ----------------------------------------------------------------------- |
| —                                                                   | 5                                                                     | 2                                                                       |

Seit 1912 nehmen dänische Reiter an olympischen Turnieren teil. Die erste Medaille wurde 1924 gewonnen. Der Vielseitigkeitsreiter Frode Kirkebjerg gewann auf seinem Pferd Meteor Silber in der Einzelwertung. 1936 gewann Hans Lunding auf Jason Bronze, sein Teamkamerad Vincens Grandjean erreichte auf Grey Friar Platz 4.
Platz 6 erzielte 1948 Erik Carlsen auf Esja. Vier Jahre später ritt Lis Hartel auf Jubilee zur Silbermedaille in der Einzelwertung der Dressur. Die Vielseitigkeitsmannschaft erreichte Platz 5. 1956 konnte Lis Hartel ihren Erfolg wiederholen. Wieder holte sie Silber in der Einzelwertung. Das Dressurteam belegte Rang 5.
1960 blieben die Reiter erfolglos, 1964 und 1968 nahmen keine Reiter teil. Erst 1972 in München konnte die Dressurmannschaft mit Platz 4 einen Erfolg verzeichnen. 1984 ritt Anne Grethe Jensen auf Marzog zur Silbermedaille in der Dressur-Einzelwertung. Mit dem Team erreichte sie Platz 5. Platz 5 erreichte das Team auch 1992. 2000 wurde es Vierter, 2004 erneut Fünfter.
2008 folgte dann eine Bronzemedaille für das Dressurteam. 2012 erreichte das Team Platz 4, 2016 Platz 6.
| Name | Spiele           | Disziplin             | Anmerkung              |
| --- | ---------------- | --------------------- | ---------------------- |
| Frode Kirkebjerg auf Meteor                                                                                 | 1924 Paris       | Vielseitigkeit Einzel | erster Medaillengewinn |
| Lis Hartel auf Jubilee                                                                                      | 1952 Helsinki    | Dressur Einzel        |                        |
| Lis Hartel auf Jubilee                                                                                      | 1956 Stockholm   | Dressur Einzel        |                        |
| Anne Grethe Jensen auf Marzog                                                                               | 1984 Los Angeles | Dressur Einzel        |                        |
| Nanna Skodborg Merrald auf Zepter Cathrine Laudrup-Dufour auf Freestyle Daniel Bachmann Andersen auf Vayron | 2024 Paris       | Dressur Mannschaft    |                        |

| Name | Spiele      | Disziplin             | Anmerkung |
| --- | ----------- | --------------------- | --------- |
| Hans Lunding auf Jason                                                                                            | 1924 Paris  | Vielseitigkeit Einzel |           |
| Anne van Olst auf Clearwater Nathalie zu Sayn-Wittgenstein-Berleburg auf Digby Andreas Helgstrand auf Don Schufro | 2008 Peking | Dressur Mannschaft    |           |

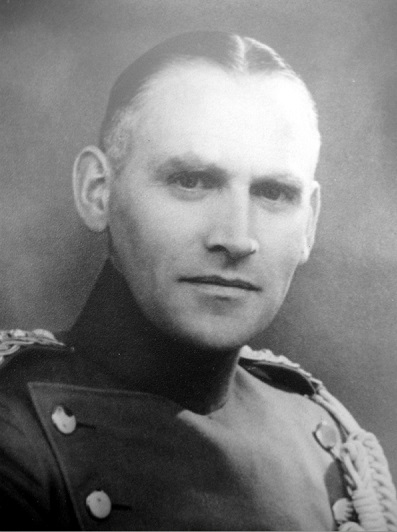
Hans Lunding, Bronze 1936
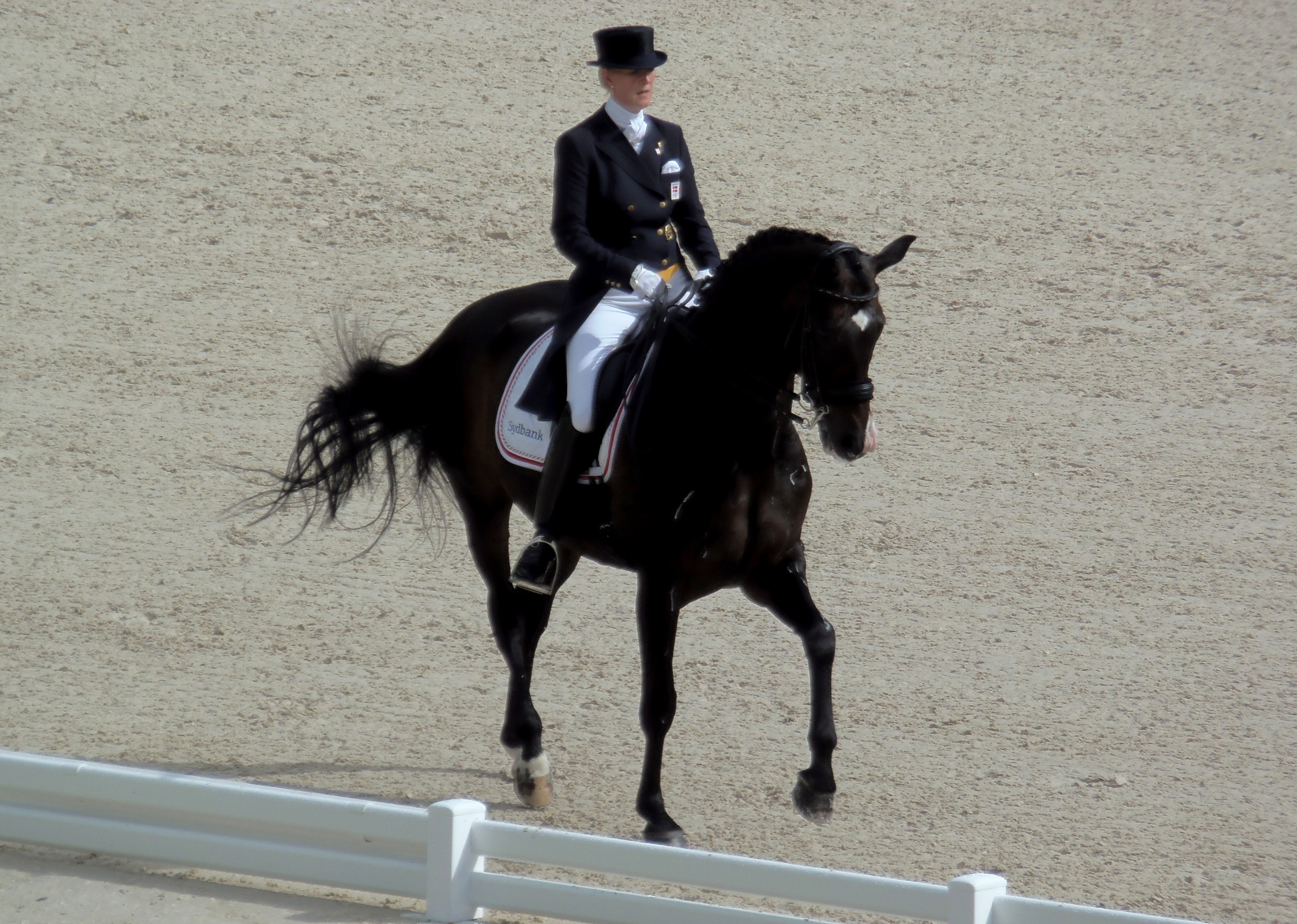
Nathalie zu Sayn-Wittgenstein-Berleburg auf Digby, Bronze 2008

#### Ringen
| Gelbes Symbol für Goldmedaillen mit stilisierten Olympischen Ringen | Graues Symbol für Silbermedaillen mit stilisierten Olympischen Ringen | Braundes Symbol für Bronzemedaillen mit stilisierten Olympischen Ringen |
| ------------------------------------------------------------------- | --------------------------------------------------------------------- | ----------------------------------------------------------------------- |
| —                                                                   | 3                                                                     | 7                                                                       |

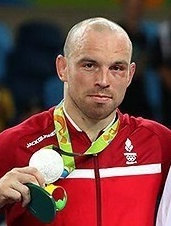
Mark Madsen gewann 2016 Silber

Die ersten dänischen Ringer traten 1908 an. Im Halbschwergewicht des griechisch-römischen Stils wurde Carl Jensen mit seiner Bronzemedaille der erste dänische Medaillengewinner im Ringen. Weitere Bronzemedaillen holten Anders Andersen im Mittelgewicht und Søren Jensen im Schwergewicht. Jensen konnte den Medaillengewinne 1912 wiederholen.
1920 gewann Poul Hansen Silber im Schwergewicht. Johannes Eriksen holte Bronze im Halbschwergewicht. Der nächste Medaillengewinn gelang 1932 in Los Angeles. Im Leichtgewicht gewann Abraham Kurland Silber. 1948 holte Henrik Hansen dann Bronze im Weltergewicht. In der Folgezeit blieben weitere Erfolge aus. Erst 68 Jahre später konnte wieder eine Medaille gewonnen werden. Im Mittelgewicht gewann Mark Madsen Silber.
| Name            | Spiele              | Disziplin                         | Anmerkung |
| --------------- | ------------------- | --------------------------------- | --------- |
| Poul Hansen     | 1920 Antwerpen      | Schwergewicht, griechisch-römisch |           |
| Abraham Kurland | 1932 Los Angeles    | Leichtgewicht, griechisch-römisch |           |
| Mark Madsen     | 2016 Rio de Janeiro | Mittelgewicht, griechisch-römisch |           |

| Name              | Spiele         | Disziplin                             | Anmerkung              |
| ----------------- | -------------- | ------------------------------------- | ---------------------- |
| Carl Jensen       | 1908 London    | Halbschwergewicht, griechisch-römisch | erster Medaillengewinn |
| Anders Andersen   | 1908 London    | Mittelgewicht, griechisch-römisch     |                        |
| Søren Jensen      | 1908 London    | Schwergewicht, griechisch-römisch     |                        |
| Søren Jensen      | 1912 Stockholm | Schwergewicht, griechisch-römisch     |                        |
| Johannes Eriksen  | 1920 Antwerpen | Halbschwergewicht, griechisch-römisch |                        |
| Henrik Hansen     | 1948 London    | Weltergewicht, griechisch-römisch     |                        |
| Turpal Bisultanov | 2024 Paris     | Klasse bis 87 kg, griechisch-römisch  |                        |

#### Rudern
| Gelbes Symbol für Goldmedaillen mit stilisierten Olympischen Ringen | Graues Symbol für Silbermedaillen mit stilisierten Olympischen Ringen | Braundes Symbol für Bronzemedaillen mit stilisierten Olympischen Ringen |
| ------------------------------------------------------------------- | --------------------------------------------------------------------- | ----------------------------------------------------------------------- |
| 7                                                                   | 5                                                                     | 13                                                                      |

Dänische Boote nahmen erstmals 1912 an einer olympischen Regatta teil. In Stockholm gewann der Dollbordvierer, eine Bootsklasse, die nur 1912 gefahren wurde, die erste dänische Rudermedaille und war zugleich das erste dänische Boot, das zum Olympiasieg fuhr. Der Vierer mit Steuermann gewann einen Tag später Bronze.
Erfolge stellten sich dann erst wieder 1936 ein. Der Zweier ohne Steuermann gewann Silber, der Zweier mit Steuermann fuhr auf Platz 4. 1948 fuhr der Zweier mit Steuermann zum Olympiasieg. Der Doppelzweier und der Vierer ohne Steuermann gewannen Silber, der Vierer mit Steuermann Bronze. 1952 gewann der Zweier mit Steuermann Bronze. 1960 erreichte dieses Boot Platz 4.
1964 konnte nach 12 Jahren wieder eine Medaille gewonnen werden. Der Vierer ohne Steuermann fuhr dabei zum Olympiasieg. 1968 wurden zwei Bronzemedaillen durch den Zweier mit Steuermann und den Zweier ohne Steuermann gewonnen. 1972 fuhr der Doppelzweier auf Platz 4. 1976 nahmen erstmals Frauen aus Dänemark an olympischen Ruderregatten teil.
1984 gab es wieder zwei Bronzemedaillen. Der Vierer ohne Steuermann der Männer und der Doppelvierer der Frauen wurden jeweils Dritte. 1996 wurde der Leichtgewichts-Vierer ohne Steuermann Olympiasieger. Der Doppelzweier der Männer wurde Vierter ebenso der Doppelvierer der Frauen. Im Einer der Frauen gewann Trine Hansen Bronze. 2000 fuhr der Leichtgewichts-Vierer ohne Steuermann zur Bronzemedaille. 2004 in Athen fuhr dieses Boot wieder zum Olympiasieg. Der Leichtgewichts-Doppelzweier der Männer wurde Vierter.
2008 konnte der Leichtgewichts-Vierer ohne Steuermann als Titelverteidiger seinen Olympiasieg wiederholen. Der Leichtgewichts-Doppelzweier gewann Bronze. 2012 in London gab es ein genau gegensätzliches Bild. Diesmal gewann der Leichtgewichts-Doppelzweier Gold, der Leichtgewichts-Vierer ohne Steuermann gewann Bronze. Im Vierer saß Eskild Ebbesen, der an allen fünf Medaillengewinnen des Bootes seit 1996 beteiligt war. Mit drei Gold- und zwei Bronzemedaillen ist Ebbesen damit einer von zwei dänischen Sportlern, die fünf Olympiamedaillen gewinnen konnten. Bei den Frauen gewann Fie Udby Erichsen Silber im Einer. Der Leichtgewichts-Doppelzweier erreichte Platz 4.
2016 ging die Erfolgsgeschichte des Leichtgewichts-Vierers ohne Steuermann auch ohne Eskild Ebbesen weiter. Diesmal gewann die Besatzung Silber. Der Zweier ohne Steuerfrau fuhr zur Bronzemedaille.
| Name                                                               | Spiele         | Disziplin                             | Anmerkung                              |
| ------------------------------------------------------------------ | -------------- | ------------------------------------- | -------------------------------------- |
| Ejler Allert Jørgen Hansen Carl Møller Carl Pedersen Poul Hartmann | 1912 Stockholm | Dollbordvierer                        | erster Medaillengewinn und Olympiasieg |
| Finn Pedersen Tage Henriksen Carl-Ebbe Andersen                    | 1948 London    | Zweier mit Steuermann                 |                                        |
| John Ørsted Hansen Bjørn Hasløv Erik Petersen Kurt Helmudt         | 1964 Tokio     | Vierer ohne Steuermann                |                                        |
| Victor Feddersen Niels Henriksen Thomas Poulsen Eskild Ebbesen     | 1996 Atlanta   | Leichtgewichts-Vierer ohne Steuermann |                                        |
| Thor Kristensen Thomas Ebert Stephan Mølvig Eskild Ebbesen         | 2004 Athen     | Leichtgewichts-Vierer ohne Steuermann |                                        |
| Thomas Ebert Morten Jørgensen Mads Kruse Andersen Eskild Ebbesen   | 2008 Peking    | Leichtgewichts-Vierer ohne Steuermann |                                        |
| Mads Rasmussen Rasmus Quist                                        | 2012 London    | Leichtgewichts-Doppelzweier           |                                        |

| Name                                                            | Spiele              | Disziplin                             | Anmerkung |
| --------------------------------------------------------------- | ------------------- | ------------------------------------- | --------- |
| Harry Larsen Richard Olsen                                      | 1936 Berlin         | Zweier ohne Steuermann                |           |
| Ebbe Parsner Aage Larsen                                        | 1948 London         | Doppelzweier                          |           |
| Helge Halkjær Aksel Bonde Helge Muxoll Schrøder Ib Storm Larsen | 1948 London         | Vierer ohne Steuermann                |           |
| Fie Udby Erichsen                                               | 2012 London         | Einer                                 |           |
| Jacob Barsøe Jacob Larsen Kasper Winther Morten Jørgensen       | 2016 Rio de Janeiro | Leichtgewichts-Vierer ohne Steuermann |           |

| Name                                                                        | Spiele              | Disziplin                             | Anmerkung |
| --------------------------------------------------------------------------- | ------------------- | ------------------------------------- | --------- |
| Erik Bisgaard Rasmus Frandsen Mikael Simonsen Poul Thymann Ejgil Clemmensen | 1912 Stockholm      | Vierer mit Steuermann                 |           |
| Erik Larsen Børge Nielsen Henry Larsen Ib Olsen                             | 1948 London         | Vierer mit Steuermann                 |           |
| Svend Pedersen Poul Svendsen Jørgen Frantzen                                | 1952 Helsinki       | Zweier mit Steuermann                 |           |
| Peter Fich Christiansen Ib Ivan Larsen                                      | 1968 Mexiko-Stadt   | Zweier ohne Steuermann                |           |
| Jørn Krab Preben Krab Harry Jørgensen                                       | 1968 Mexiko-Stadt   | Zweier mit Steuermann                 |           |
| Michael Jessen Lars Nielsen Per Rasmussen Erik Christiansen                 | 1984 Los Angeles    | Vierer ohne Steuermann                |           |
| Hanne Eriksen Birgitte Hanel Inger Køfød Bodil Rasmussen Jette Sørensen     | 1984 Los Angeles    | Doppelvierer                          |           |
| Trine Hansen                                                                | 1996 Atlanta        | Einer                                 |           |
| Søren Madsen Thomas Ebert Eskild Ebbesen Victor Feddersen                   | 2000 Sydney         | Leichtgewichts-Vierer ohne Steuermann |           |
| Mads Rasmussen Rasmus Quist                                                 | 2008 Peking         | Leichtgewichts-Doppelzweier           |           |
| Kasper Winther Morten Jørgensen Jacob Barsøe Eskild Ebbesen                 | 2012 London         | Leichtgewichts-Vierer ohne Steuermann |           |
| Anne Andersen Hedvig Rasmussen                                              | 2016 Rio de Janeiro | Zweier ohne Steuerfrau                |           |
| Frederic Vystavel Joachim Sutton                                            | 2020 Tokio          | Zweier ohne Steuermann                |           |

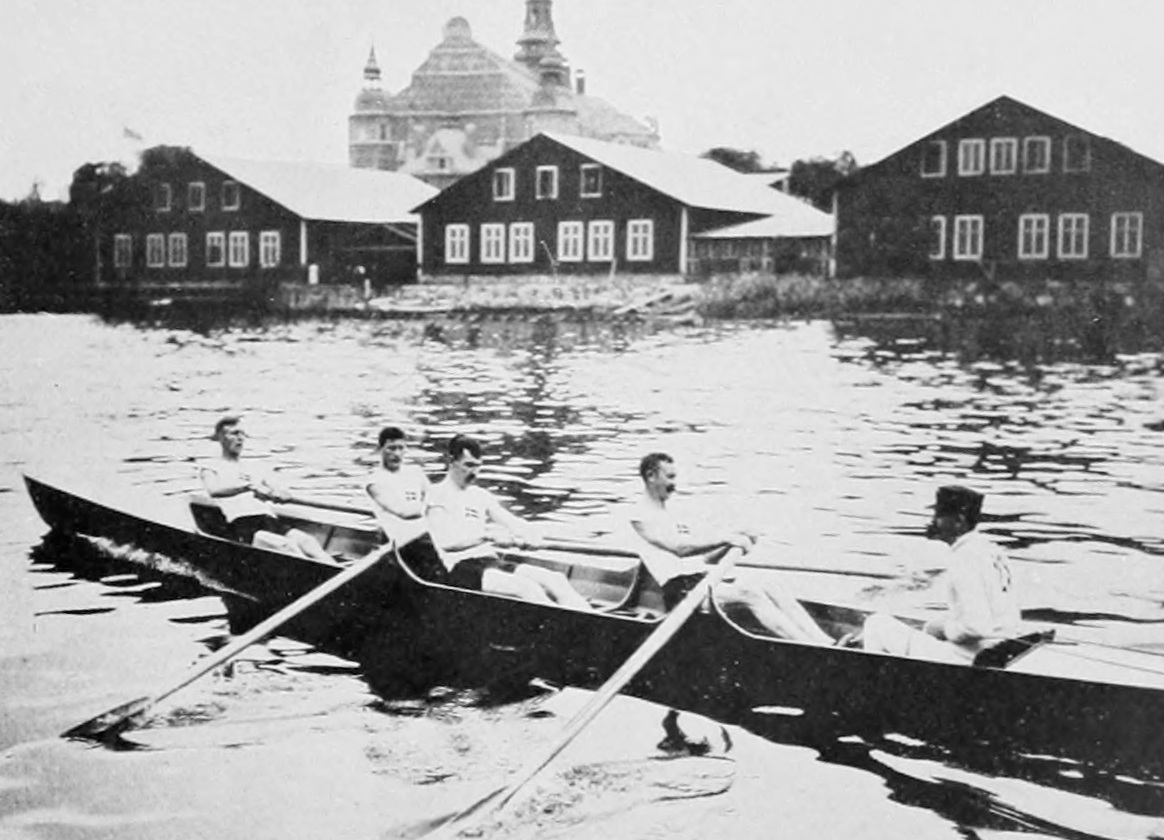
Der dänische Dollbordvierer, Olympiasieger von 1912
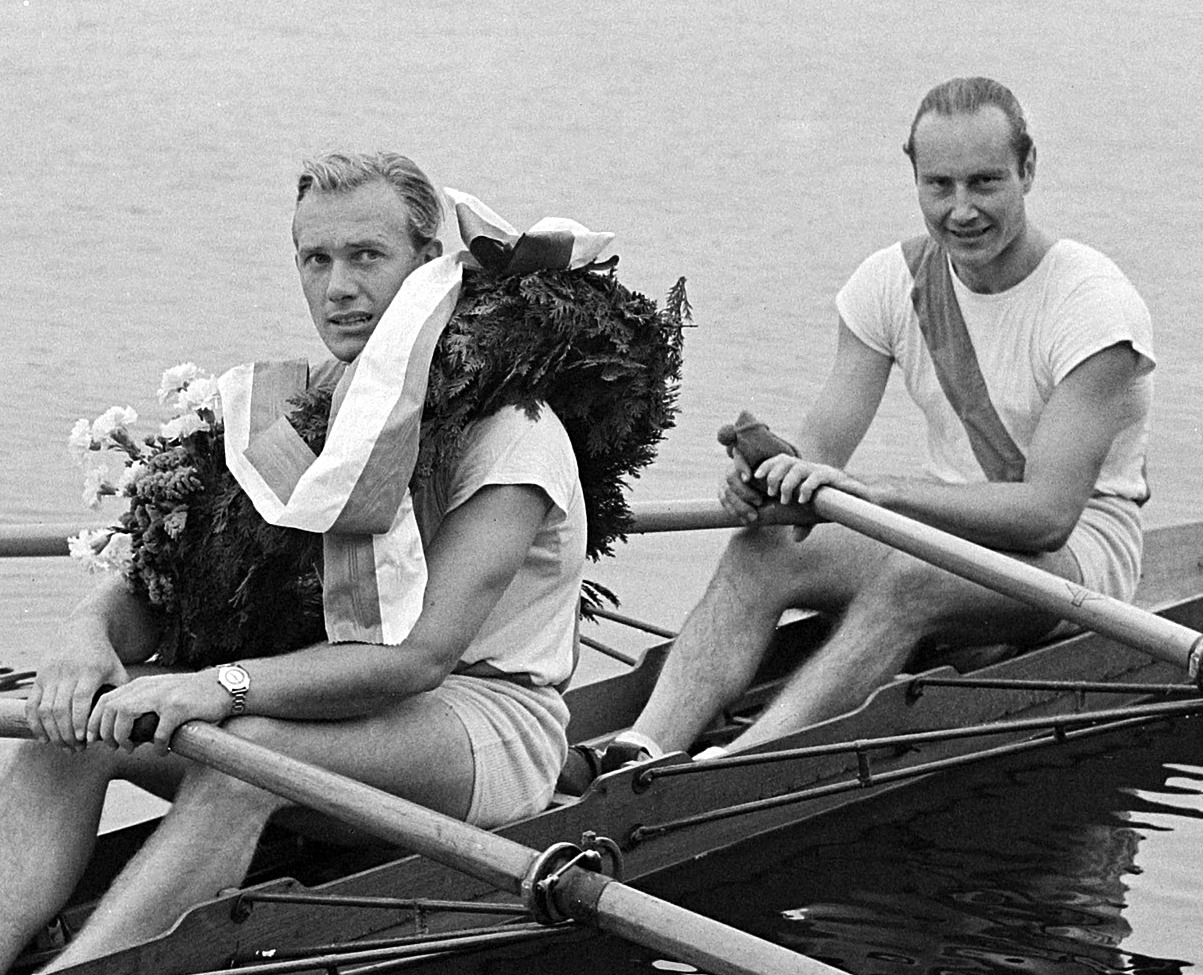
Aage Larsen (l.) und Ebbe Parsner, Silber 1948
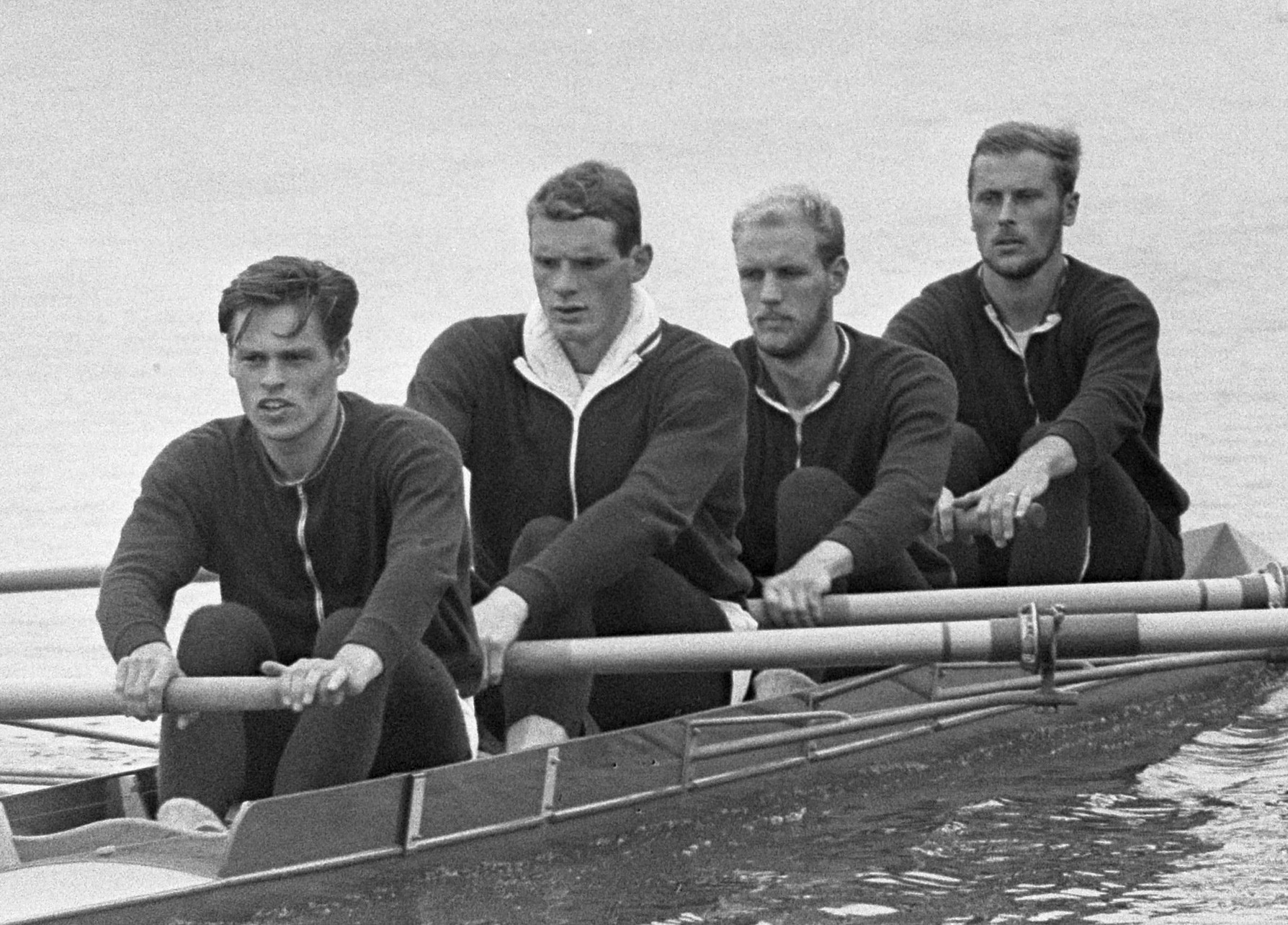
Der dänische Vierer ohne Steuermann (Olympiasieger von 1964) mit (v. l. n. r.): Hansen, Helmudt, Petersen und Hasløv
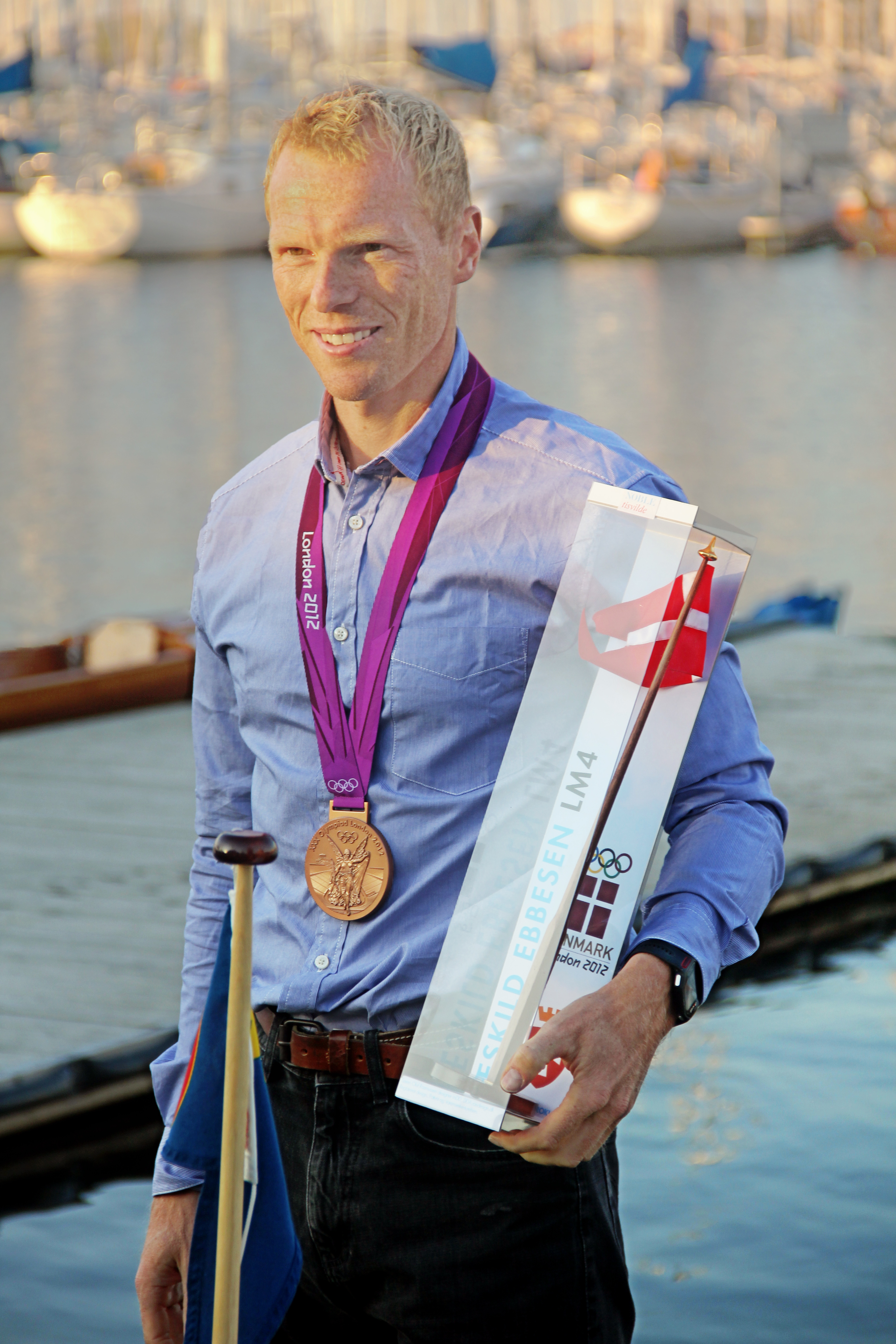
Eskild Ebbesen, Dänemarks erfolgreichster Ruderer
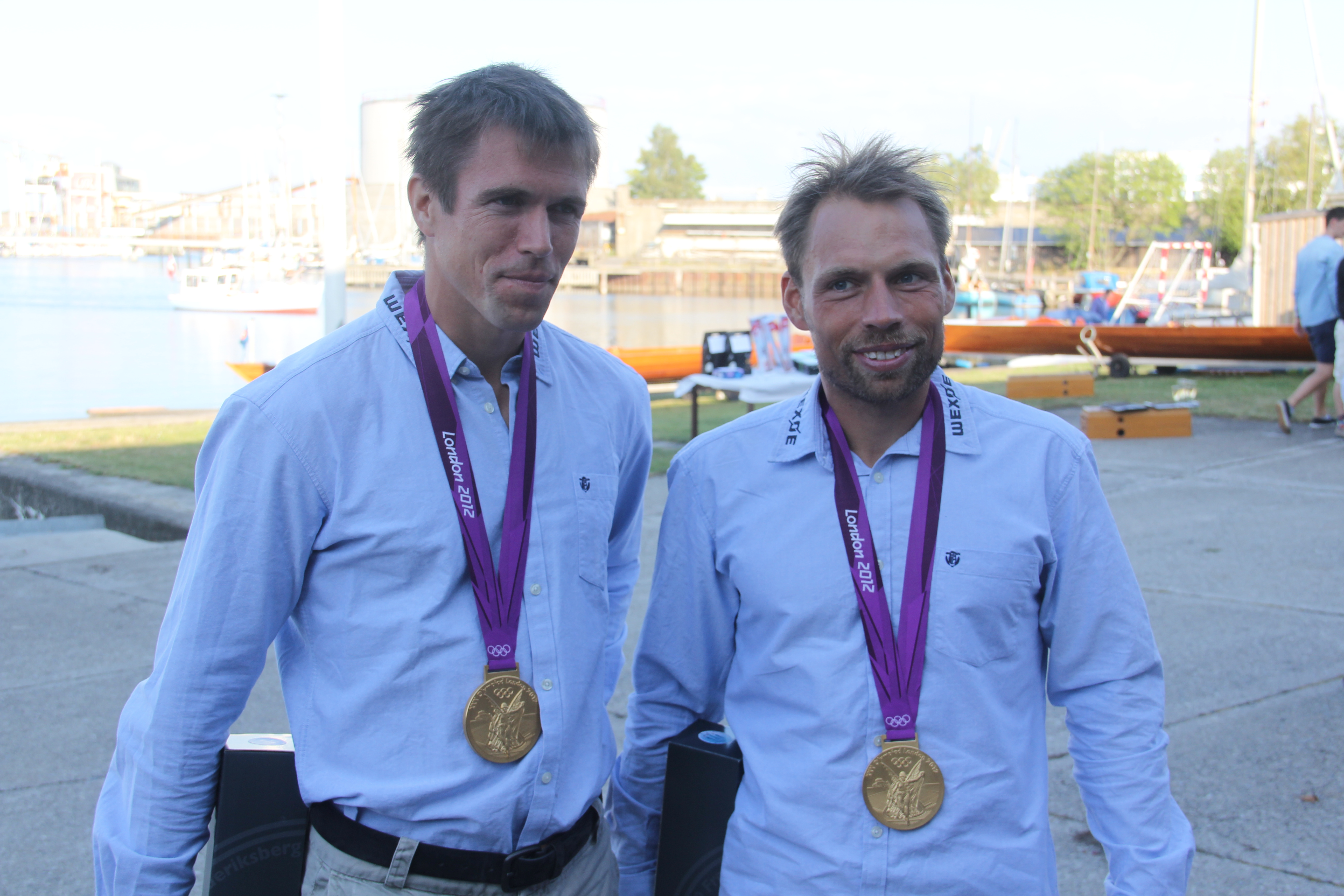
Mads Rasmussen (l.) und Rasmus Quist, Olympiasieger von 2012

#### Schießen
| Gelbes Symbol für Goldmedaillen mit stilisierten Olympischen Ringen | Graues Symbol für Silbermedaillen mit stilisierten Olympischen Ringen | Braundes Symbol für Bronzemedaillen mit stilisierten Olympischen Ringen |
| ------------------------------------------------------------------- | --------------------------------------------------------------------- | ----------------------------------------------------------------------- |
| 3                                                                   | 11                                                                    | 5                                                                       |

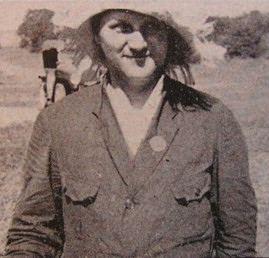
Niels Larsen, Olympiasieg und Silber 1920, Bronze 1912 und 1924

Schon bei der ersten Olympiateilnahme Dänemarks waren Sportschützen dabei. In Athen gewann Holger Louis Nielsen Silber mit dem Revolver und Bronze mit der Pistole. Mit dem Militärgewehr gewann Viggo Jensen Bronze über 300 Meter. 1900 wurde Lars Jørgen Madsen mit seinem Sieg mit dem Militärgewehr im Stehendanschlag der erste dänische Olympiasieger im Schießen. Drei Silbermedaillen, ebenfalls mit dem Militärgewehr, gewann Anders Peter Nielsen. Er wurde im Kniendanschlag, im Liegendanschlag und im Dreistellungskampf jeweils Zweiter. In der Mannschaftswertung belegte Dänemark Platz 4. Diese Platzierung wiederholte das Team 1908.
1912 gewann Lars Jørgen Madsen Silber mit dem freien Gewehr, Niels Larsen holte Bronze. Beide gewannen eine Bronzemedaille mit der Mannschaft. Madsen und Larsen waren Mitglieder der Mannschaft, die 1920 die Mannschaftswertung mit dem Militärgewehr im Stehendanschlag gewann. In der Einzelwertung holte Madsen Silber, Erik Sætter-Lassen wurde Vierter. Larsen gewann im Dreistellungskampf mit dem freien Gewehr Silber. Die Mannschaft mit dem Kleinkalibergewehr wurde im Stehendanschlag Vierter. Mit der freien Pistole erzielten Laurits Larsen Platz 4 und Niels Larsen Platz 5. Niels Larsen gewann 1924 eine weitere Bronzemedaille mit dem freien Gewehr, diesmal im Liegendanschlag. Erik Sætter-Lassen und Anders Peter Nielsen belegten mit dem Kleinkalibergewehr im Liegendanschlag einen geteilten vierten Platz.
Dies waren die vorerst letzten Erfolge dänischer Schützen. Erst 1976 gelang Henning Clausen mit Platz 7 im Dreistellungskampf mit dem Kleinkalibergewehr eine gute Platzierung. 1980 wurde Kjeld Rasmussen Olympiasieger im Skeetschießen. Ole Riber Rasmussen gewann in dieser Disziplin 1984 Silber. Im Dreistellungskampf mit dem Kleinkalibergewehr erreichte Bo Lilja Platz 5. Hier wurde Klavs Jørn Christenen 1988 Vierter. Ole Riber Rasmussen erreichte 1996 Platz 4 im Skeetschießen.
2000 gewann Torben Grimmel Silber mit dem Kleinkalibergewehr im Liegendanschlag. 2012 holte Anders Golding Silber im Skeetschießen, 2016 erreichte Jesper Hansen in dieser Disziplin Platz 5.
| Name                                                                                    | Spiele         | Disziplin                         | Anmerkung          |
| --------------------------------------------------------------------------------------- | -------------- | --------------------------------- | ------------------ |
| Lars Jørgen Madsen                                                                      | 1900 Paris     | Militärgewehr stehend             | erster Olympiasieg |
| Niels Larsen Erik Sætter-Lassen Lars Jørgen Madsen Anders Peter Nielsen Anders Petersen | 1920 Antwerpen | Militärgewehr stehend, Mannschaft |                    |
| Kjeld Rasmussen                                                                         | 1980 Moskau    | Skeet                             |                    |

| Name                 | Spiele           | Disziplin                        | Anmerkung              |
| -------------------- | ---------------- | -------------------------------- | ---------------------- |
| Holger Louis Nielsen | 1896 Athen       | Revolver                         | erster Medaillengewinn |
| Anders Peter Nielsen | 1900 Paris       | Militärgewehr kniend             |                        |
| Anders Peter Nielsen | 1900 Paris       | Militärgewehr liegend            |                        |
| Anders Peter Nielsen | 1900 Paris       | Militärgewehr Dreistellungskampf |                        |
| Lars Jørgen Madsen   | 1912 Stockholm   | freies Gewehr                    |                        |
| Lars Jørgen Madsen   | 1920 Antwerpen   | Militärgewehr stehend            |                        |
| Niels Larsen         | 1920 Antwerpen   | freies Gewehr Dreistellungskampf |                        |
| Ole Riber Rasmussen  | 1984 Los Angeles | Skeet                            |                        |
| Torben Grimmel       | 2000 Sydney      | Kleinkalibergewehr liegend       |                        |
| Anders Golding       | 2012 London      | Skeet                            |                        |
| Jesper Hansen        | 2020 Tokio       | Skeet                            |                        |

| Name                                                                                  | Spiele         | Disziplin                         | Anmerkung |
| ------------------------------------------------------------------------------------- | -------------- | --------------------------------- | --------- |
| Holger Louis Nielsen                                                                  | 1896 Athen     | Pistole                           |           |
| Viggo Jensen                                                                          | 1896 Athen     | Militärgewehr 300 Meter           |           |
| Niels Larsen                                                                          | 1912 Stockholm | freies Gewehr                     |           |
| Niels Andersen Jens Hajslund Laurits Larsen Niels Larsen Lars Jørgen Madsen Ole Olsen | 1912 Stockholm | freies Gewehr, Mannschaftswertung |           |
| Niels Larsen                                                                          | 1924 Paris     | freies Gewehr liegend             |           |

#### Schwimmen
| Gelbes Symbol für Goldmedaillen mit stilisierten Olympischen Ringen | Graues Symbol für Silbermedaillen mit stilisierten Olympischen Ringen | Braundes Symbol für Bronzemedaillen mit stilisierten Olympischen Ringen |
| ------------------------------------------------------------------- | --------------------------------------------------------------------- | ----------------------------------------------------------------------- |
| 3                                                                   | 5                                                                     | 7                                                                       |

Seit 1900 ist Dänemark im olympischen Schwimmen vertreten. In Paris gewann Peder Lykkeberg mit Bronze im Unterwasserschwimmen die erste dänische Schwimm-Medaille. Ludwig Dam gewann 1908 Silber über 100 Meter Rücken.
1924 gingen auch die ersten Däninnen an den Start. Die 100-Meter-Freistilstaffel der Frauen wurde Vierte. 1928 wurde Else Jacobsen Vierte über 200 Meter Brust. Vier Jahre später in Los Angeles gewann sie über diese Strecke Bronze. 1936 gewann Ragnhild Hveger Silber über 400 Meter Freistil. Über 200 Meter Brust holte Inge Sørensen Bronze. Sørensen war gerade 12 Jahre alt geworden und ist somit eine der jüngsten Medaillengewinnerinnen der olympischen Geschichte.
1948 waren nur Frauen in der dänischen Schwimmmannschaft. Greta Andersen gewann über 100 Meter Freistil und schaffte somit Dänemarks ersten Olympiasieg im Schwimmen. Karen Harup wurde hier Vierte. Wenige Tage später wurde sie über 100 Meter Rücken Olympiasiegerin. Über 400 Meter Freistil gewann zu außerdem Silber. Ebenfalls Silber holte die 100-Meter-Freistilstaffel der Frauen. 1952 erreichte die Staffel Platz 4.
Nach 28 Jahren konnte erst 1980 wieder eine Medaille gewonnen werden. Über 100 Meter Brust gewann Susanne Nielsson Bronze. Über 200 Meter wurde sie Vierte. 1988 holte Benny Nielsen Silber über 200 Meter Schmetterling. Die 100-Meter-Freistilstaffel der Frauen erreichte 1992 Platz 6. 2000 in Sydney belegte Mette Jacobsen Platz 4 über 200 Meter Schmetterling. 2004 wurde sie Sechste. Diese Platzierung erzielte auch Louise Ørnstedt über 200 Meter Rücken.
2008 gewann Lotte Friis Bronze über 800 Meter Freistil. Über 100 Meter Freistil belegte Jeanette Ottesen Platz 5. 2012 wurde Lotte Friis Vierte über 400 Meter Freistil und Fünfte über die 800-Meter-Distanz. Jeanette Ottesen belegte über 100 Meter Schmetterling Platz 6, Rikke Møller Pedersen über 200 Meter Brust Platz 4. Die 100-Meter-Freistilstaffel der Frauen wurde Sechste.
Pernille Blume wurde 2016 Olympiasiegerin über 50 Meter Freistil. Die Lagenstaffel der Frauen holte Bronze. Mie Nielsen wurde Fünfte über 100 Meter Rücken, Viktor Bromer Sechster über 200 Meter Schmetterling.
| Name           | Spiele              | Disziplin          | Anmerkung |
| -------------- | ------------------- | ------------------ | --------- |
| Greta Andersen | 1948 London         | 100 Meter Freistil |           |
| Karen Harup    | 1948 London         | 100 Meter Rücken   |           |
| Pernille Blume | 2016 Rio de Janeiro | 50 Meter Freistil  |           |

| Name                                                                       | Spiele      | Disziplin                 | Anmerkung |
| -------------------------------------------------------------------------- | ----------- | ------------------------- | --------- |
| Ludwig Dam                                                                 | 1908 London | 100 Meter Rücken          |           |
| Ragnhild Hveger                                                            | 1936 Berlin | 400 Meter Freistil        |           |
| Karen Harup                                                                | 1948 London | 400 Meter Freistil        |           |
| Eva Arndt-Riise Karen Harup Greta Andersen Fritze Carstensen Elvi Svendsen | 1948 London | 100-Meter-Freistilstaffel |           |
| Benny Nielsen                                                              | 1988 Seoul  | 200 Meter Schmetterling   |           |

| Name                                                              | Spiele              | Disziplin            | Anmerkung              |
| ----------------------------------------------------------------- | ------------------- | -------------------- | ---------------------- |
| Peder Lykkeberg                                                   | 1900 Paris          | Unterwasserschwimmen | erster Medaillengewinn |
| Else Jacobsen                                                     | 1932 Los Angeles    | 200 Meter Brust      |                        |
| Inge Sørensen                                                     | 1936 Berlin         | 200 Meter Brust      |                        |
| Susanne Nielsson                                                  | 1980 Moskau         | 100 Meter Brust      |                        |
| Lotte Friis                                                       | 2008 Peking         | 800 Meter Freistil   |                        |
| Mie Nielsen Rikke Møller Pedersen Jeanette Ottesen Pernille Blume | 2016 Rio de Janeiro | Lagenstaffel         |                        |
| Pernille Blume                                                    | 2020 Tokio          | 50 Meter Freistil    |                        |

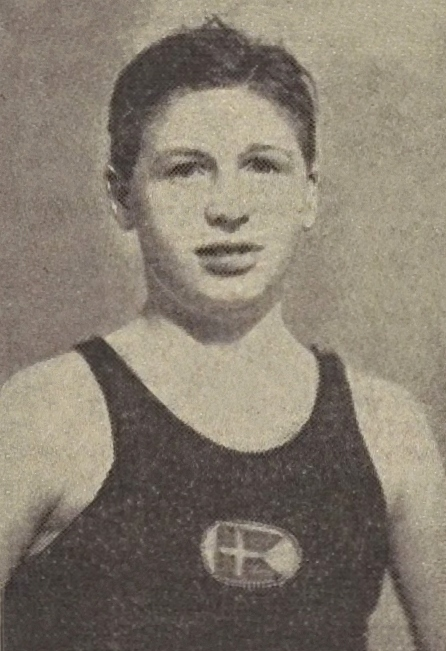
Ragnhild Hveger, Silber 1936
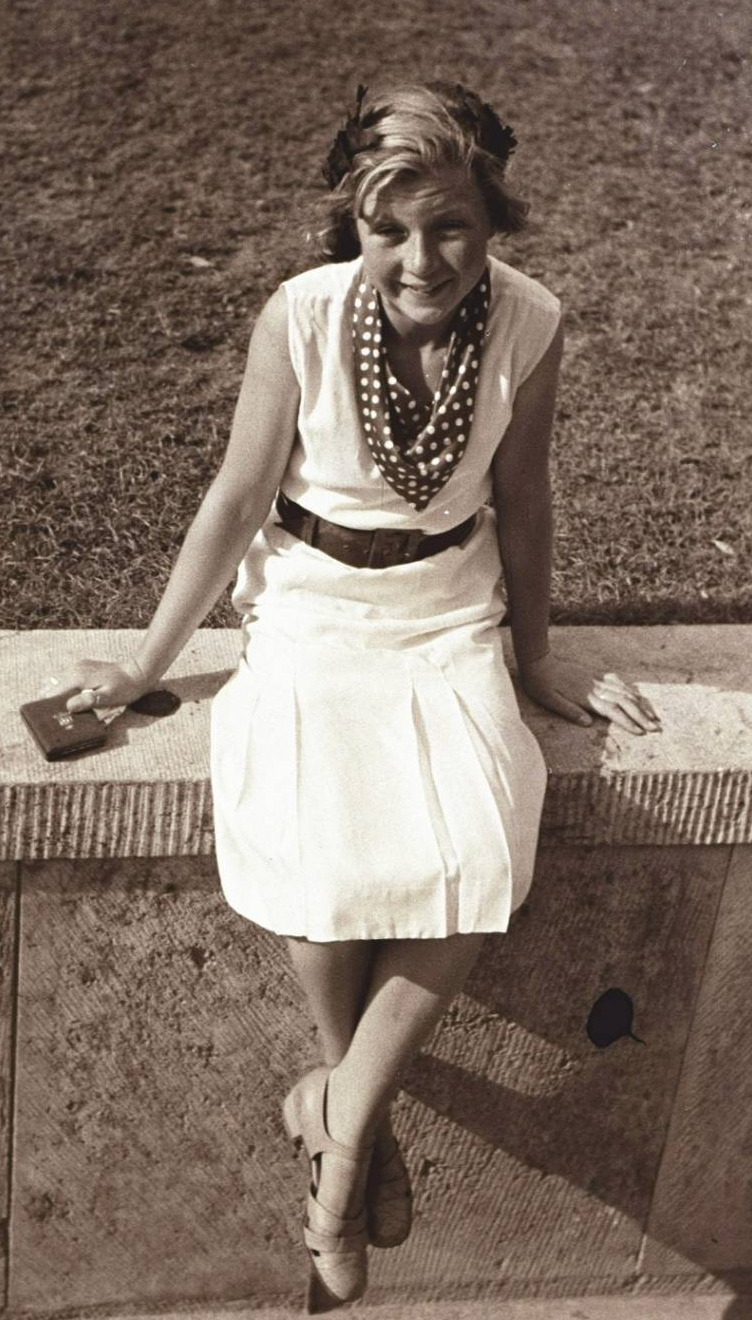
Inge Sørensen, Bronze 1936
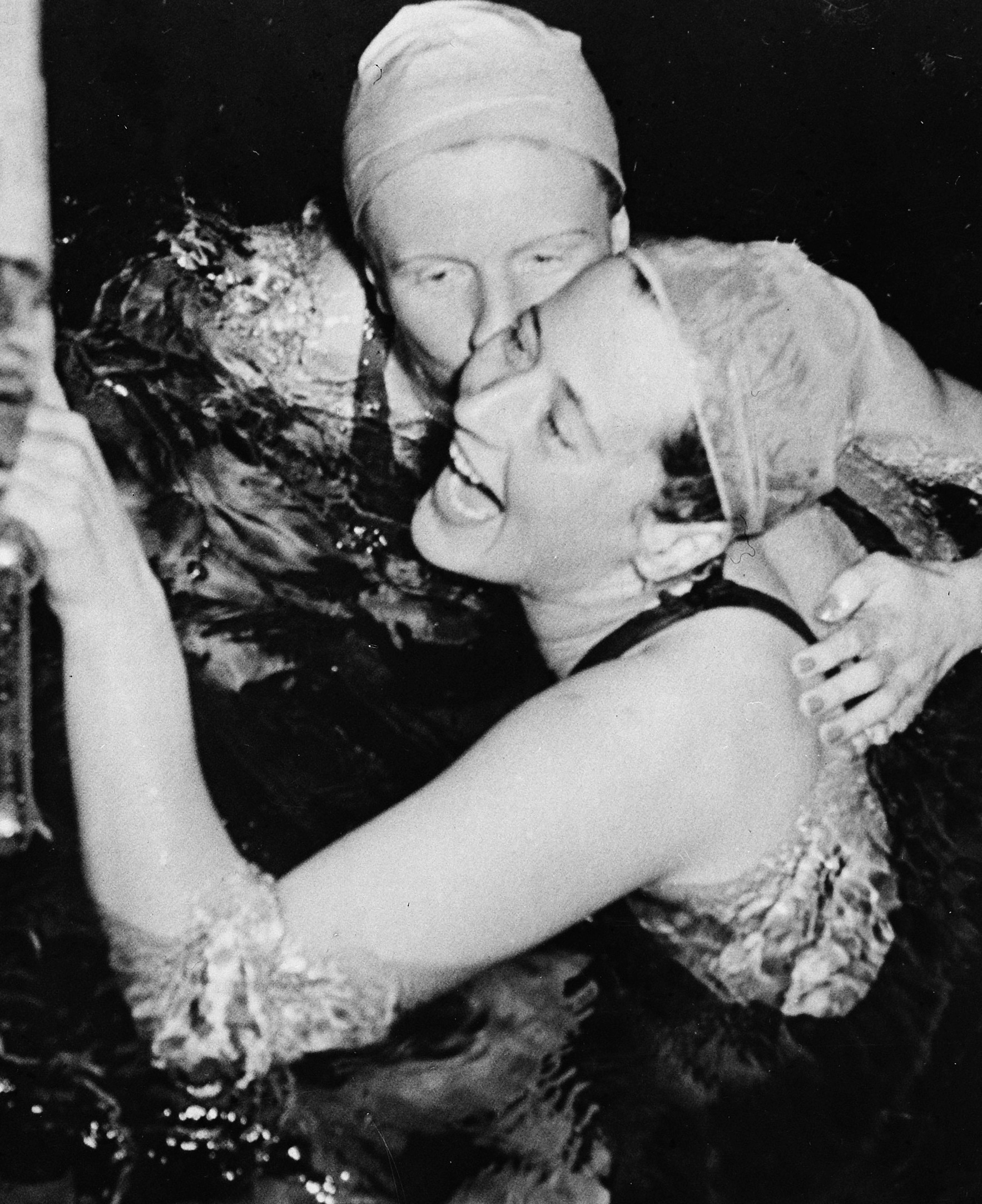
Greta Andersen (vorne), Olympiasiegerin von 1948
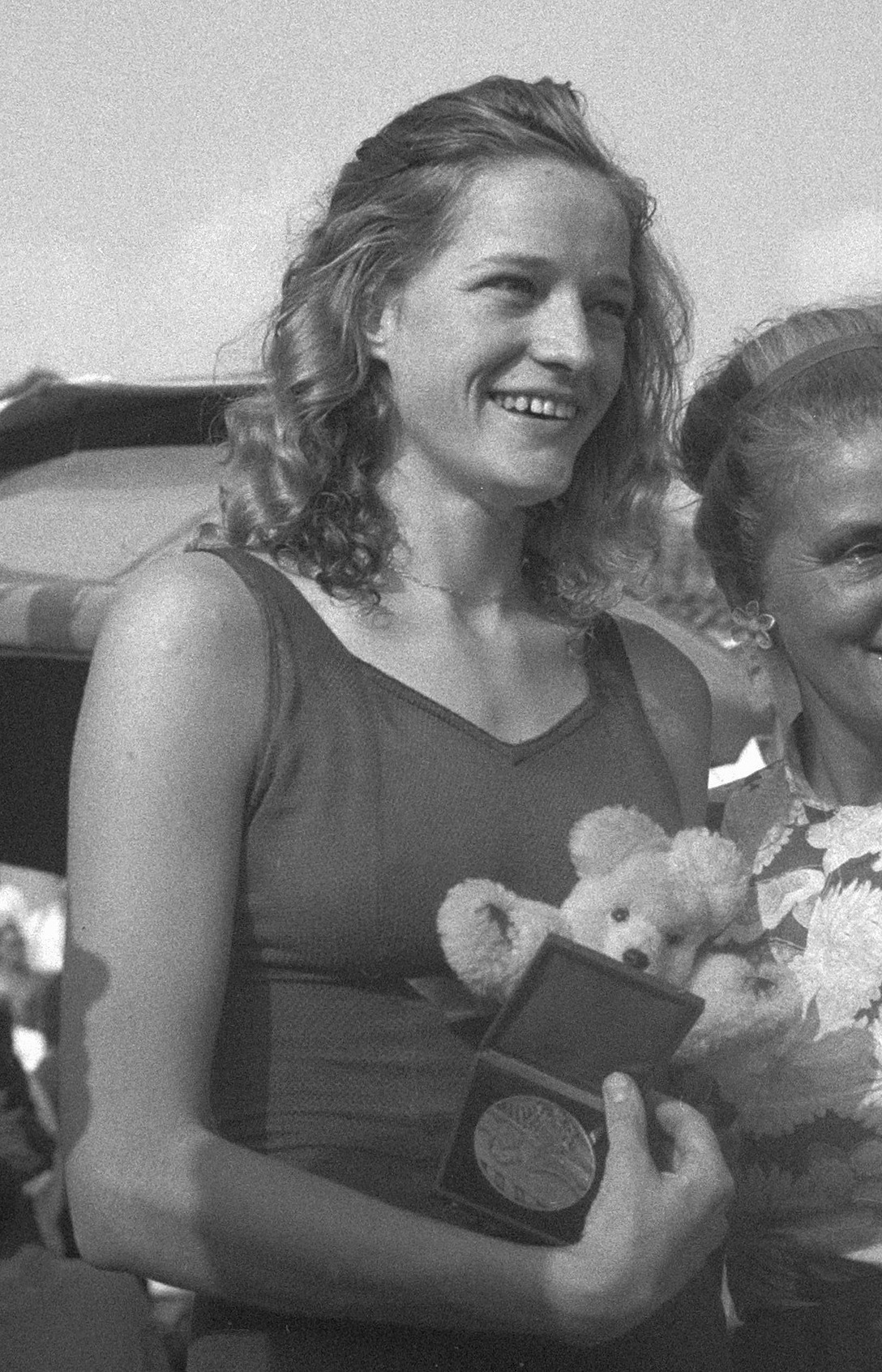
Karen Harup, Olympiasiegerin von 1948
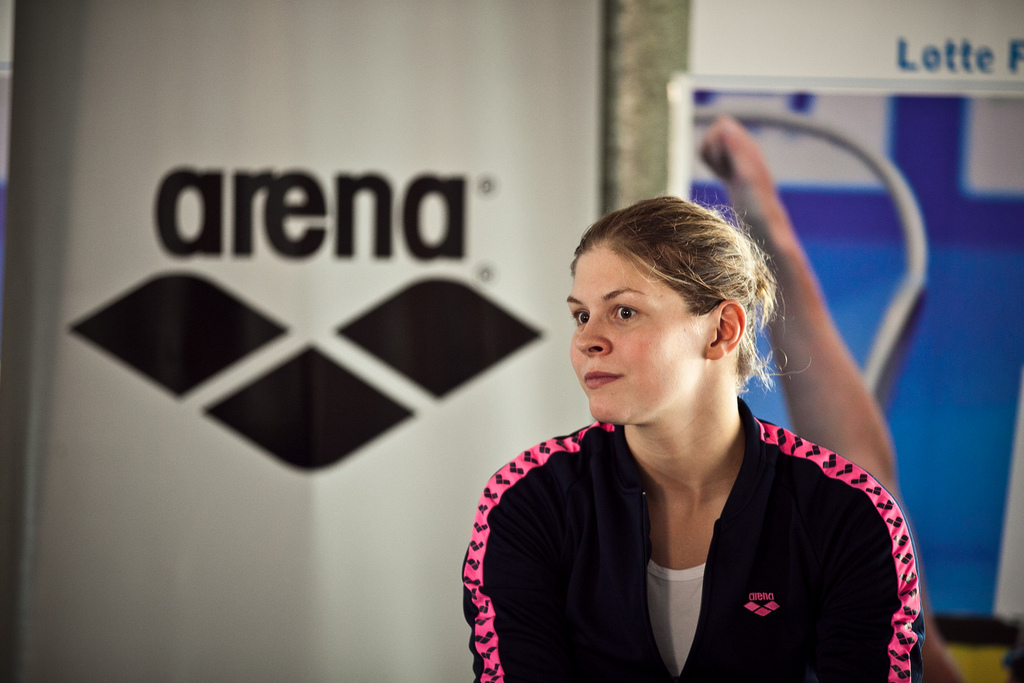
Lotte Friis, Bronze 2008
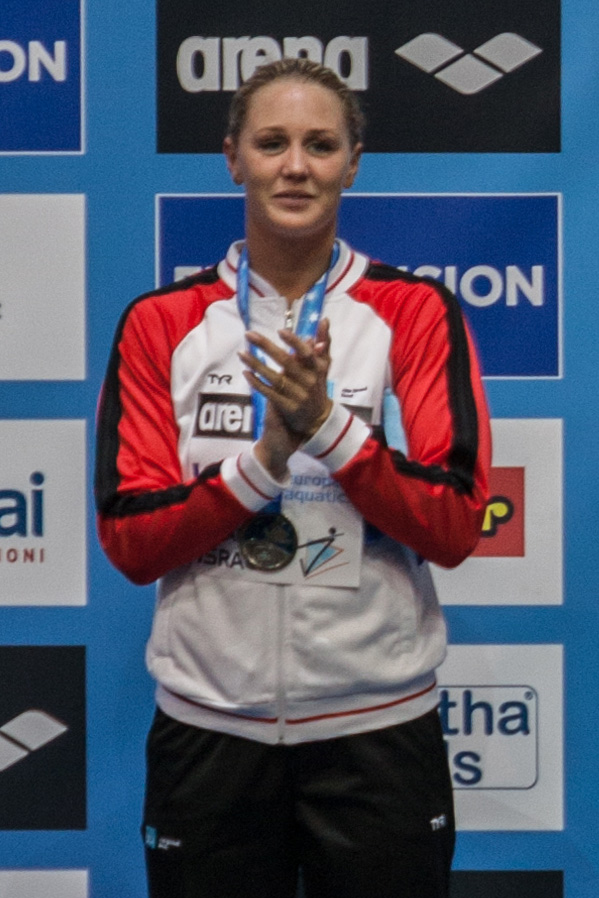
Jeanette Ottesen, Staffelbronze 2016
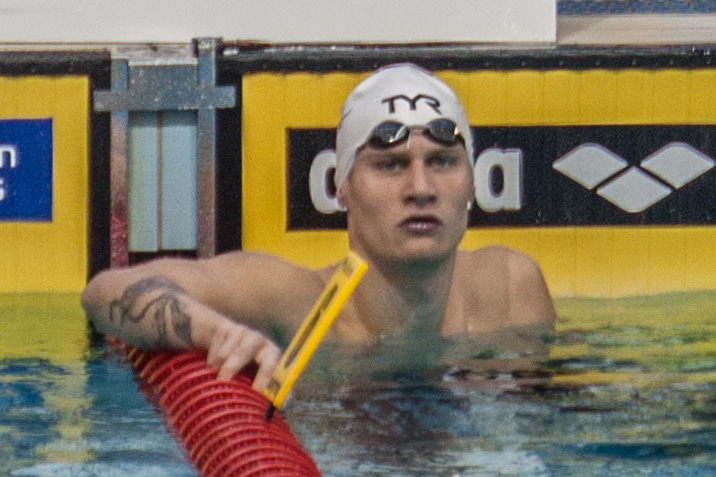
Viktor Bromer

#### Segeln
| Gelbes Symbol für Goldmedaillen mit stilisierten Olympischen Ringen | Graues Symbol für Silbermedaillen mit stilisierten Olympischen Ringen | Braundes Symbol für Bronzemedaillen mit stilisierten Olympischen Ringen |
| ------------------------------------------------------------------- | --------------------------------------------------------------------- | ----------------------------------------------------------------------- |
| 13                                                                  | 10                                                                    | 9                                                                       |

Die erste Segelregatta mit dänischer Beteiligung fand 1912 statt. Das einzige dänische Boot, ein Segelboot der 6-m-Klasse, gewann Silber und somit Dänemarks erste olympische Segelmedaille. In der gleichen Klasse wurden 1924 und 1928 weitere Silbermedaillen gewonnen.
1948 konnte der erste Olympiasieg gefeiert werden. Im Firefly, dem Vorläufer des Finn-Dinghis, wurde Paul Elvstrøm erster dänischer Olympiasieger im Segeln. Das Boot der Drachenklasse gewann Bronze. 1952 und 1956 konnte Elvstrøm, diesmal jeweils im Finn-Dinghi seine Olympiasiege wiederholen. In Melbourne gewann das Boot der Drachenklasse Silber. 1960 gewannen die Boote der 5,5-m-Klasse und der Flying-Dutchman-Klasse jeweils Silber. Paul Elvstrøm gelang der vierte Olympiasieg in Folge. Er war der erste Olympionike, der vier Olympiasiege in Folge schaffte. Er ist bis heute der erfolgreichste Athlet in Hinblick auf Olympiasiege.
1964 fuhr das Boot der Drachenklasse zum Olympiasieg. Im Finn-Dinghi gewann Henning Wind Bronze. Der Flying Dutchman segelte auf Platz 4. 1968 gewann das Drachenboot Silber. Paul Elvstrøm war ins Starboot gewechselt und wurde Vierter. 1972 ging die dänische Mannschaft leer aus. 1976 siegte das Boot der Soling-Klasse. 1980 konnte der Olympiasieg wiederholt werden. In der Tornado-Klasse gewann das dänische Boot Silber. 1984 erreichten die Boote der Tornado-Klasse und im Flying Dutchman jeweils den vierten Platz.
1988 wurde der Flying Dutchman Olympiasieger. In der Soling-Klasse wurde Bronze gewonnen. Im Boot der Tornado-Klasse ging Paul Elvstrøm zum insgesamt achten Mal bei Olympischen Spielen an den Start. Mit 60 Jahren ist er einer der ältesten dänischen Starter bei Olympia. In der Soling-Klasse fuhr das dänische Boot 1992 zum Olympiasieg. Der Flying Dutchman holte Bronze. 1996 wurde die erste dänische Seglerin Olympiasiegerin. Kristine Roug gewann die Regatta in der Europe-Klasse. 2000 siegte das dänische Soling-Boot.
2004 waren die Frauen erfolgreich. Signe Livbjerg gewann Bronze im Europe, das Boot der Yngling-Klasse fuhr ebenfalls zur Bronzemedaille. 2008 segelte der 49er zum Olympiasieg. Im Finn-Dinghi gewann Jonas Høgh-Christensen 2012 Silber. Der 49er gewann Bronze. 2016 erreichte der 49er Platz 4. Anne-Marie Rindom gewann im Laser Radial Bronze. Auch der 49erFX gewann Bronze.
| Name                                             | Spiele                   | Disziplin       | Anmerkung          |
| ------------------------------------------------ | ------------------------ | --------------- | ------------------ |
| Paul Elvstrøm                                    | 1948 London (Torbay)     | Firefly         | erster Olympiasieg |
| Paul Elvstrøm                                    | 1952 Helsinki            | Finn-Dinghi     |                    |
| Paul Elvstrøm                                    | 1956 Melbourne           | Finn-Dinghi     |                    |
| Paul Elvstrøm                                    | 1960 Rom (Neapel)        | Finn-Dinghi     |                    |
| Ole Berntsen Christian von Bülow Ole Poulsen     | 1960 Tokio               | Drachen         |                    |
| Poul Høj Jensen Valdemar Bandolowski Erik Hansen | 1976 Montreal (Kingston) | Soling          |                    |
| Poul Høj Jensen Valdemar Bandolowski Erik Hansen | 1980 Moskau (Tallinn)    | Soling          |                    |
| Jørgen Bojsen-Møller Christian Grønborg          | 1988 Seoul (Busan)       | Flying Dutchman |                    |
| Jesper Bank Jesper Seier Steen Secher            | 1992 Barcelona           | Soling          |                    |
| Kristine Roug                                    | 1996 Atlanta (Savannah)  | Europe          |                    |
| Jesper Bank Henrik Blakskjær Thomas Jacobsen     | 2000 Sydney              | Soling          |                    |
| Jonas Warrer Martin Kirketerp                    | 2008 Peking (Qingdao)    | 49er            |                    |
| Anne-Marie Rindom                                | 2020 Tokio (Fujisawa)    | Laser Radial    |                    |

| Name                                                                   | Spiele                       | Disziplin        | Anmerkung              |
| ---------------------------------------------------------------------- | ---------------------------- | ---------------- | ---------------------- |
| Hans Meulengracht-Madsen Steen Herschend Sven Thomsen                  | 1912 Stockholm (Nynäshamn)   | 6-Meter-Klasse   | erster Medaillengewinn |
| Vilhelm Vett Knud Degn Christian Nielsen                               | 1924 Paris (Le Havre)        | 6-Meter-Klasse   |                        |
| Vilhelm Vett Aage Høy-Petersen Sven Linck Niels Møller Peter Schlütter | 1928 Amsterdam               | 6-Meter-Klasse   |                        |
| Ole Berntsen Cyril Andresen Christian von Bülow                        | 1956 Melbourne               | Drachen          |                        |
| Hans Fogh Ole Gunnar Petersen                                          | 1960 Rom (Neapel)            | Flying Dutchman  |                        |
| William Berntsen Steen Christensen Søren Hancke                        | 1960 Rom (Neapel)            | 5,5-Meter-Klasse |                        |
| Aage Birch Paul Lindemark Jørgensen Niels Markussen                    | 1968 Mexiko-Stadt (Acapulco) | Drachen          |                        |
| Peter Due Per Kjærgaard Nielsen                                        | 1980 Moskau (Tallinn)        | Tornado          |                        |
| Jonas Høgh-Christensen                                                 | 2012 London (Weymouth)       | Finn-Dinghi      |                        |
| Anne-Marie Rindom                                                      | 2024 Paris (Marseille)       | Laser Radial     |                        |

| Name                                         | Spiele                 | Disziplin       | Anmerkung |
| -------------------------------------------- | ---------------------- | --------------- | --------- |
| William Berntsen Klaus Baess Ole Berntsen    | 1948 London (Torbay)   | Drachen         |           |
| Henning Wind                                 | 1960 Tokio             | Finn-Dinghi     |           |
| Jesper Bank Jan Mathiasen Steen Secher       | 1988 Seoul (Busan)     | Soling          |           |
| Jørgen Bojsen-Møller Jens Bojsen-Møller      | 1992 Barcelona         | Flying Dutchman |           |
| Signe Livbjerg                               | 2004 Athen             | Europe          |           |
| Dorte Jensen Helle Jespersen Christina Otzen | 2004 Athen             | Yngling         |           |
| Allan Nørregaard Peter Lang                  | 2012 London (Weymouth) | 49er            |           |
| Anne-Marie Rindom                            | 2016 Rio de Janeiro    | Laser Radial    |           |
| Jena Hansen Katja Salskov-Iversen            | 2016 Rio de Janeiro    | 49erFX          |           |

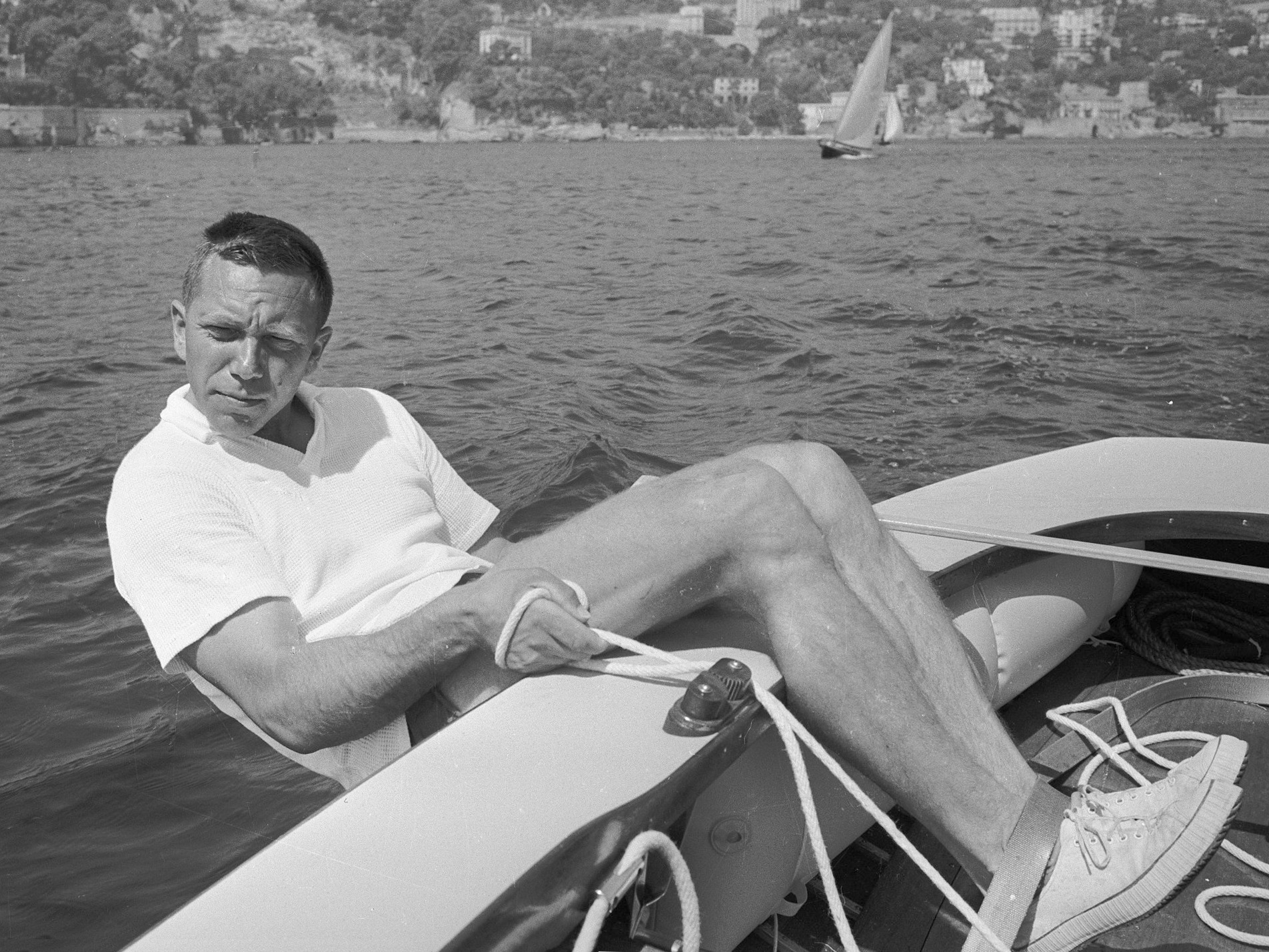
Paul Elvstrøm, vierfacher Olympiasieger von 1948 bis 1960
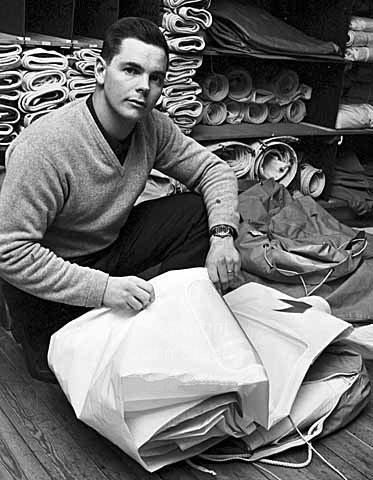
Hans Fogh, Silber 1960
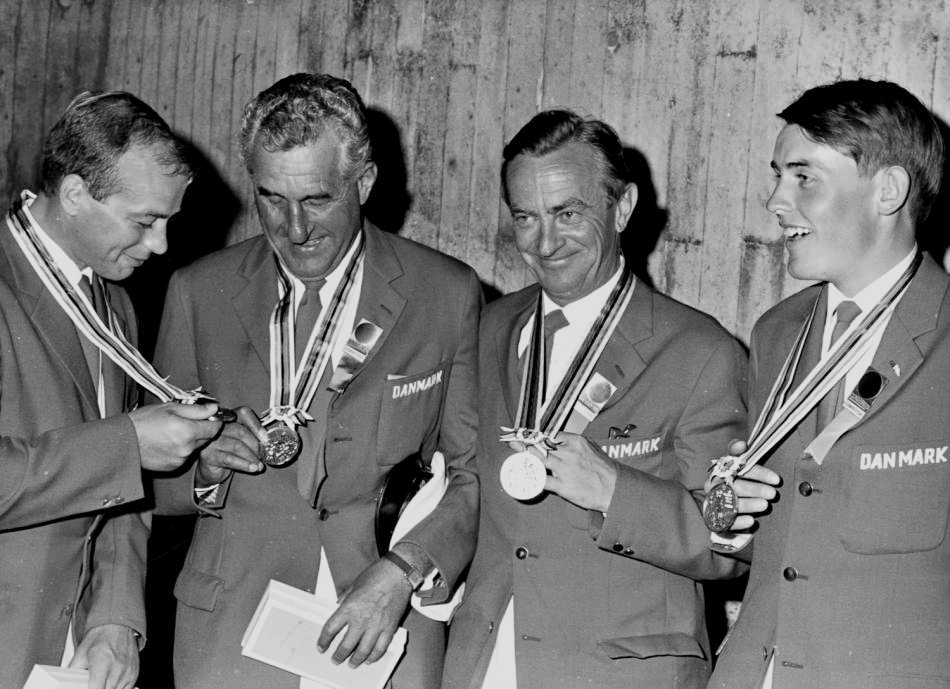
Die Medaillengewinner von 1964 (v. l. n. r.) Wind (Bronze im Finn-Dinghi), Berntsen, von Bülow und Poulsen (Gold im Drachen)
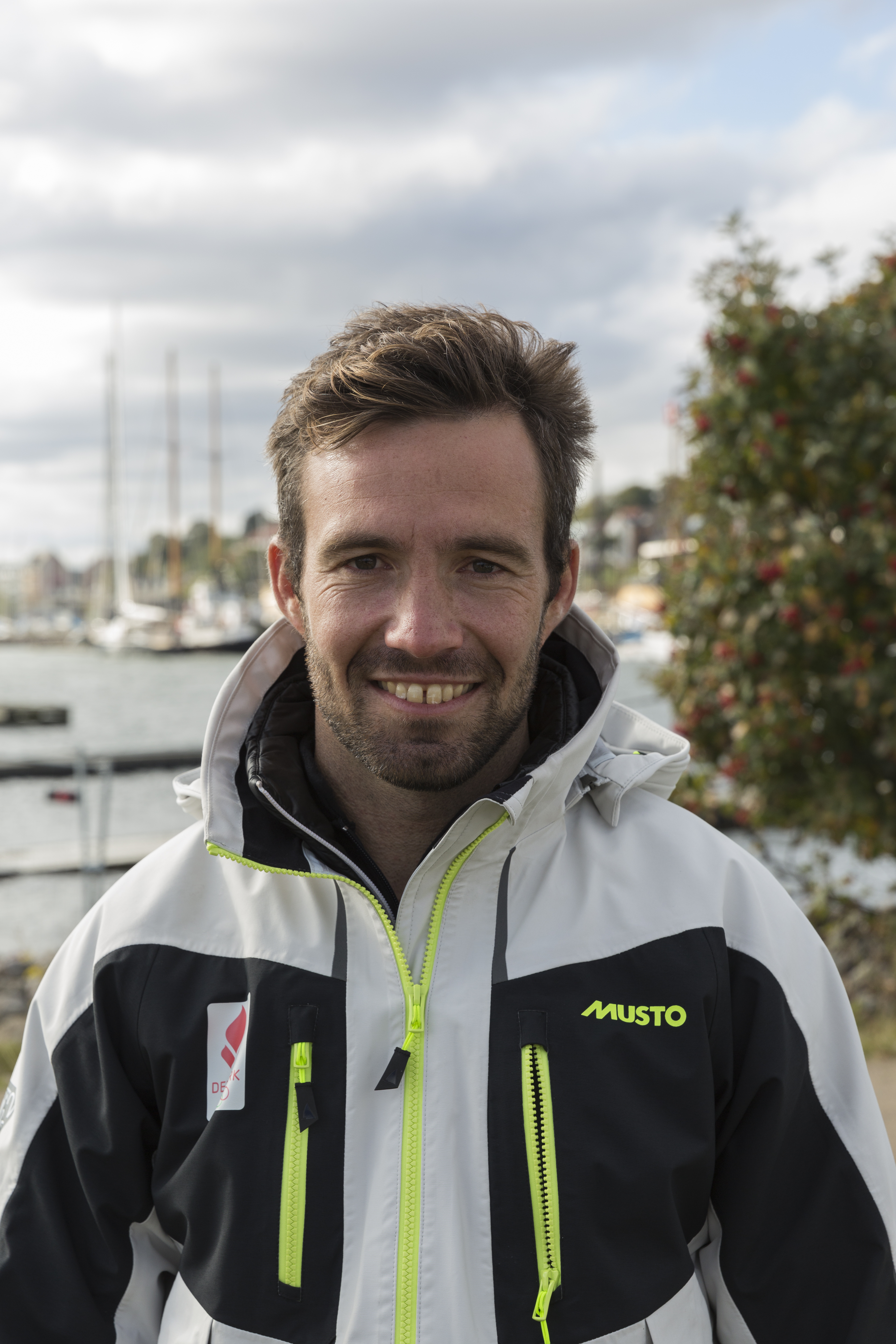
Jonas Warrer, Olympiasieger 2008
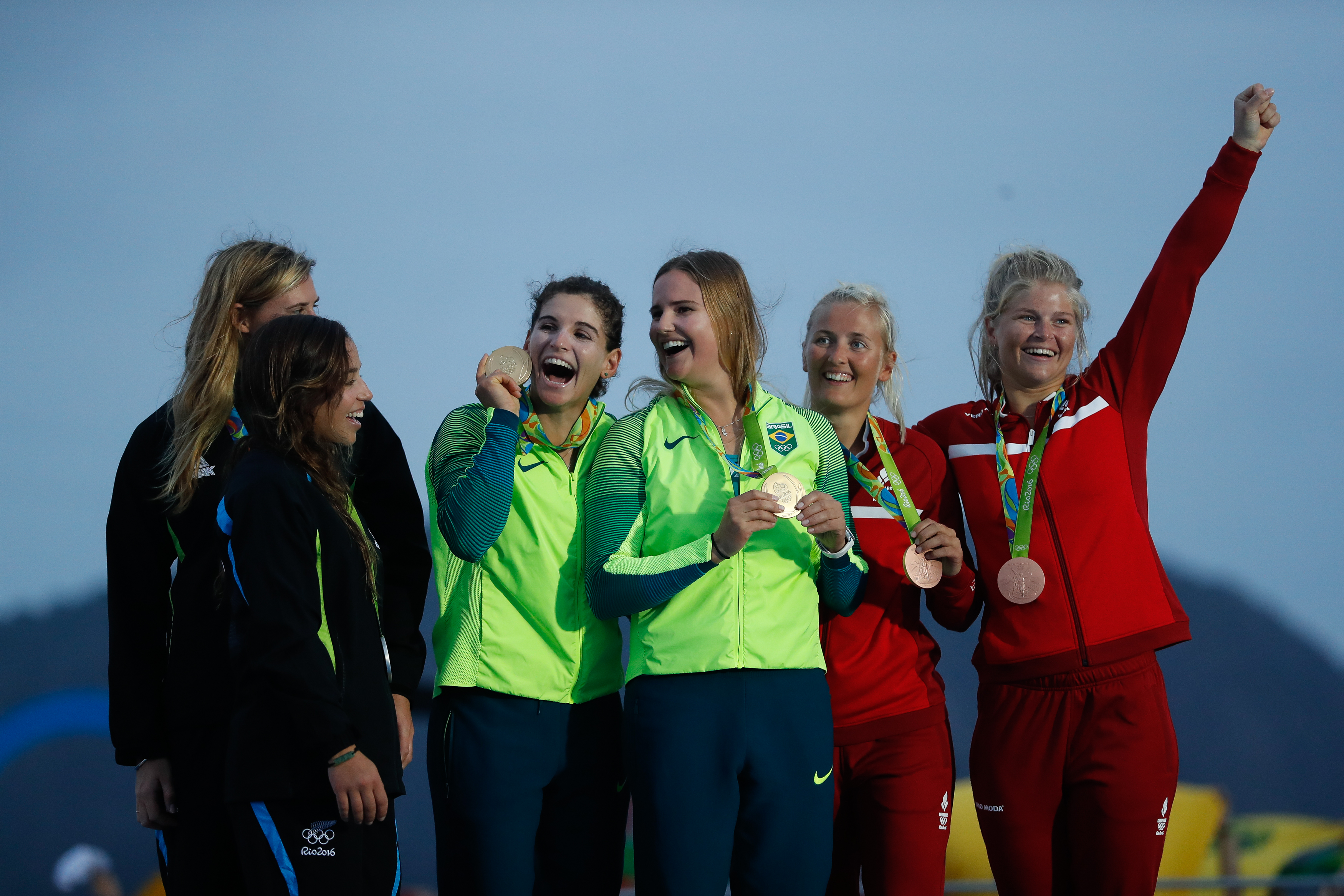
Siegerehrung 2016: ganz rechts mit Bronze Jena Hansen (2. v. 4.) und Katja Salskov-Iversen (r.)

#### Taekwondo
| Gelbes Symbol für Goldmedaillen mit stilisierten Olympischen Ringen | Graues Symbol für Silbermedaillen mit stilisierten Olympischen Ringen | Braundes Symbol für Bronzemedaillen mit stilisierten Olympischen Ringen |
| ------------------------------------------------------------------- | --------------------------------------------------------------------- | ----------------------------------------------------------------------- |
| —                                                                   | —                                                                     | 1                                                                       |

Taekwondo wurde 2000 in Sydney erstmals bei Olympischen Spielen durchgeführt. In Sydney erreichte Hanne Høgh Poulsen den Kampf um Bronze im Fliegengewicht, verlor jedoch mit 0:4 gegen die Taiwanerin Chi Shu-ju. Edi Hrnic konnte 2024 mit Bronze in der Klasse bis 80 kg die erste Medaille im Taekwondo für Dänemark gewinnen.
| Name      | Spiele     | Disziplin        | Anmerkung              |
| --------- | ---------- | ---------------- | ---------------------- |
| Edi Hrnic | 2020 Paris | Klasse bis 80 kg | erster Medaillengewinn |

#### Tauziehen
| Gelbes Symbol für Goldmedaillen mit stilisierten Olympischen Ringen | Graues Symbol für Silbermedaillen mit stilisierten Olympischen Ringen | Braundes Symbol für Bronzemedaillen mit stilisierten Olympischen Ringen |
| ------------------------------------------------------------------- | --------------------------------------------------------------------- | ----------------------------------------------------------------------- |
| —                                                                   | —                                                                     | —                                                                       |

Drei Dänen, Edgar Aabye, Eugen Schmidt und Charles Winckler, nahmen 1900 in einer skandinavischen Mannschaft am Tauziehen bei. Da es in der Frühzeit der Olympischen Spiele keine Nationenwertung gab und auch ein Medaillenspiegel unbekannt war, wurden Mannschaften mit Athleten aus verschiedenen Nationen gebildet. Diese gemischten Mannschaften werden heute vom IOC gesondert gewertet, die gewonnenen Medaillen werden keiner einzelnen Nation zugeschrieben. Die skandinavische Mannschaft, die aus den oben genannten drei Dänen und dazu drei Schweden bestand, siegte in ihrem Duell mit Frankreich und wurde damit Olympiasieger. Diese Medaille wird im Medaillenspiegel gesondert den gemischten Mannschaften zugerechnet.

#### Tennis
| Gelbes Symbol für Goldmedaillen mit stilisierten Olympischen Ringen | Graues Symbol für Silbermedaillen mit stilisierten Olympischen Ringen | Braundes Symbol für Bronzemedaillen mit stilisierten Olympischen Ringen |
| ------------------------------------------------------------------- | --------------------------------------------------------------------- | ----------------------------------------------------------------------- |
| —                                                                   | 1                                                                     | —                                                                       |

1912 in Stockholm gingen die ersten dänischen Tennisspieler und -spielerinnen an den Start. Sofie Castenschiold gewann im Dameneinzel im Hallenturnier die Silbermedaille. Es war die erste Medaille einer Dänin bei Olympischen Spielen. 1920 scheiterte das gemischte Doppel Amory Hansen und Erik Tegner im Spiel um Bronze. Weitere Erfolge blieben in der Folgezeit aus.
| Name                | Spiele         | Disziplin   | Anmerkung              |
| ------------------- | -------------- | ----------- | ---------------------- |
| Sofie Castenschiold | 1912 Stockholm | Dameneinzel | erster Medaillengewinn |

#### Tischtennis
| Gelbes Symbol für Goldmedaillen mit stilisierten Olympischen Ringen | Graues Symbol für Silbermedaillen mit stilisierten Olympischen Ringen | Braundes Symbol für Bronzemedaillen mit stilisierten Olympischen Ringen |
| ------------------------------------------------------------------- | --------------------------------------------------------------------- | ----------------------------------------------------------------------- |
| —                                                                   | —                                                                     | 1                                                                       |

1988 wurde Tischtennis olympische Sportart. Dänische Spieler nehmen erst seit 2000 an den Turnieren teil. 2004 gewannen Michael Maze und Finn Tugwell Bronze im Herrendoppel.
| Name                      | Spiele     | Disziplin    | Anmerkung              |
| ------------------------- | ---------- | ------------ | ---------------------- |
| Michael Maze Finn Tugwell | 2004 Athen | Herrendoppel | erster Medaillengewinn |

#### Triathlon
| Gelbes Symbol für Goldmedaillen mit stilisierten Olympischen Ringen | Graues Symbol für Silbermedaillen mit stilisierten Olympischen Ringen | Braundes Symbol für Bronzemedaillen mit stilisierten Olympischen Ringen |
| ------------------------------------------------------------------- | --------------------------------------------------------------------- | ----------------------------------------------------------------------- |
| —                                                                   | —                                                                     | —                                                                       |

Triathlon wurde 2000 in Sydney ins olympische Programm aufgenommen. Bei der ersten Durchführung nahmen auch zwei Triathleten aus Dänemark teil. 2004 erreichte Rasmus Henning Platz 7, 2008 Platz 8.

#### Turnen
| Gelbes Symbol für Goldmedaillen mit stilisierten Olympischen Ringen | Graues Symbol für Silbermedaillen mit stilisierten Olympischen Ringen | Braundes Symbol für Bronzemedaillen mit stilisierten Olympischen Ringen |
| ------------------------------------------------------------------- | --------------------------------------------------------------------- | ----------------------------------------------------------------------- |
| 1                                                                   | 2                                                                     | 1                                                                       |

Seit 1896 ist Dänemark im olympischen Turnen vertreten. 1912 gewann die Mannschaft mit Silber im schwedischen System die erste Olympiamedaille Dänemarks im Turnen. Im freien System holte das Team Bronze. 1920 wurde die Mehrkampfmannschaft Olympiasieger, im schwedischen System gab es eine weitere Silbermedaille.
| Name                          | Spiele         | Disziplin            | Anmerkung          |
| ----------------------------- | -------------- | -------------------- | ------------------ |
| Nationalmannschaft der Männer | 1920 Antwerpen | Mehrkampf Mannschaft | erster Olympiasieg |

| Name                          | Spiele         | Disziplin                                | Anmerkung              |
| ----------------------------- | -------------- | ---------------------------------------- | ---------------------- |
| Nationalmannschaft der Männer | 1912 Stockholm | Mehrkampf Mannschaft schwedisches System | erster Medaillengewinn |
| Nationalmannschaft der Männer | 1920 Antwerpen | Mehrkampf Mannschaft schwedisches System |                        |

| Name                          | Spiele         | Disziplin            | Anmerkung |
| ----------------------------- | -------------- | -------------------- | --------- |
| Nationalmannschaft der Männer | 1912 Stockholm | Mehrkampf Mannschaft |           |

#### Wasserspringen
| Gelbes Symbol für Goldmedaillen mit stilisierten Olympischen Ringen | Graues Symbol für Silbermedaillen mit stilisierten Olympischen Ringen | Braundes Symbol für Bronzemedaillen mit stilisierten Olympischen Ringen |
| ------------------------------------------------------------------- | --------------------------------------------------------------------- | ----------------------------------------------------------------------- |
| 1                                                                   | —                                                                     | 1                                                                       |

Seit 1920 gehen dänische Wasserspringer an den Start. In Antwerpen wurde Stefanie Clausen Olympiasiegerin im Turmspringerin. Sie war damit die erste dänische Frau, die einen Olympiasieg schaffte. Edith Nielsen wurde 1924 Vierte im Turmspringen. 1932 sprang Ingrid Larsen auf Platz 5 vom Turm. 1948 konnte Birte Christoffersen im Turmspringen Bronze gewinnen.
| Name             | Spiele         | Disziplin    | Anmerkung                              |
| ---------------- | -------------- | ------------ | -------------------------------------- |
| Stefanie Clausen | 1920 Antwerpen | Turmspringen | erster Medaillengewinn und Olympiasieg |

| Name                 | Spiele      | Disziplin    | Anmerkung |
| -------------------- | ----------- | ------------ | --------- |
| Birte Christoffersen | 1948 London | Turmspringen |           |

### Winterspiele
| Gelbes Symbol für Goldmedaillen mit stilisierten Olympischen Ringen | Graues Symbol für Silbermedaillen mit stilisierten Olympischen Ringen | Braundes Symbol für Bronzemedaillen mit stilisierten Olympischen Ringen |
| ------------------------------------------------------------------- | --------------------------------------------------------------------- | ----------------------------------------------------------------------- |
| —                                                                   | 1                                                                     | —                                                                       |

Seit 1948 nimmt Dänemark an Olympischen Winterspielen teil. Der Eisschnellläufer Aage Justesen war der erste dänische Winterolympionike.
Außer im Eisschnelllauf nahmen dänische Wintersportler auch in den Sportarten Eiskunstlauf (ab 1948), Skilanglauf (ab 1964), alpiner Skisport (ab 1992), Curling und Snowboarding (ab 1998) sowie im Biathlon und Freestyle-Skiing (ab 2010) teil. Im Skilanglauf startete 1968 mit Kirsten Carlsen die erste Frau Dänemarks bei Olympischen Winterspielen.
Die erste und bislang einzige Wintersportmedaille Dänemarks gewann 1998 die Frauenmannschaft im Curling. Das Team bestand aus Spielerinnen des Clubs Hvidovre CC und konnte in sieben Vorrundenspielen fünf Siege erzielen. Gegen Deutschland schaffte das Team einen 6:5-Sieg. Das Halbfinale gegen Schweden wurde mit 7:5 gewonnen, im Finale unterlag man Kanada mit 5:7.
| Name                          | Spiele      | Sportart | Disziplin     | Anmerkung |
| ----------------------------- | ----------- | -------- | ------------- | --------- |
| Nationalmannschaft der Frauen | 1998 Nagano | Curling  | Frauenturnier |           |

### Olympische Kunstwettbewerbe
| Gelbes Symbol für Goldmedaillen mit stilisierten Olympischen Ringen | Graues Symbol für Silbermedaillen mit stilisierten Olympischen Ringen | Braundes Symbol für Bronzemedaillen mit stilisierten Olympischen Ringen |
| ------------------------------------------------------------------- | --------------------------------------------------------------------- | ----------------------------------------------------------------------- |
| —                                                                   | 5                                                                     | 4                                                                       |

Erstmals waren dänische Künstler bei den Kunstwettbewerben von 1924 vertreten. Zwei Künstler wurden mit Medaillen geehrt. Der Schriftsteller Josef Petersen bekam für sein Werk Euryale die Silbermedaille. Für seine Skulptur Boxer erhielt der Bildhauer Jean René Gauguin, ein Sohn des französischen Künstlers Paul Gauguin und dessen dänischer Ehefrau Mette-Sophie Gad, eine Bronzemedaille. Der Bildhauer Johannes Kragh reichte die Arbeiten  Return of the Runners, Sporting Match und Ancient Gymnastics ein, konnte sich jedoch nicht platzieren. Fünf Architenkten reichten ihre Werke ein, konnten sich jedoch nicht platzieren. Oscar Gundlach-Pedersen war mit Velodrome vertreten, Jens Christian Kofoed mit Plan of Stadium, Ejnar Mindedal Rasmussen mit High School and Gymnasium for Ollerup, Kay Schrøder mit Fencing Palace und Sonja Carstensen mit Grand Salon for Tennis Tournament. Auch dänische Maler nahmen teil, konnten sich jedoch ebenfalls nicht platzieren. Sigurd Swane reichte gleich vier Arbeiten ein: The Great Chiefs of Persia, The Champion, Avant l'exercise und The Dance. Knud Merrild war sogar mit sechs Werken vertreten: The Beautiful Suzanne, Baseball, The Boxer, The Swimmer, Jeu de Paume und Female Gymnasts. Aase Lundsteen reichte seine Arbeiten Gymnastics Poster und Football Poster ein, Sigurd Kielland seine Werke Rally of Yachts Crossing und Wrestling. Christian Asmussen war mit On the Hands vertreten, Folmer Bonnén mit Signal Attendent sowie Mogens Lorentzen mit Marathon.
1928 wurde der Architekt Ejnar Mindedal Rasmussen für seinen Entwurf Swimming Pool mit einer Silbermedaille geehrt. Die Werke der Architekten Arthur Wittmaack, Frederik Hyalsö, Constantin Krage und Niels Knudsen sind unbekannt, sie konnten sich ebenso wenig platzieren wie Frits Schlegel mit Projets de Stade und Axel Høg-Hansen mit Projets de Stade d'Aarhus. Die Literatur war in die Kategorien Epik und Lyrik unterteilt. In der Kategorie Epik konnte sich Edvard Nielsen-Stevns mit seinem Werk Sejerherren nicht platzieren. In der Kategorie Lyrik gewann Johannes Weltzer für seine Symphonica Heroica, Charles Lindberg tilegnet eine Bronzemedaille. Aage Hermann konnte sich mit Bryderen Ursus nicht platzieren. Eine weitere Bronzemedaille erhielt der Komponist Rudolf Simonsen für sein Orchesterwerk Symphony No.2 Hellas. Knudåge Riisager konnte sich mit Jabiru T-Doxe nicht platzieren. Auch der Bildhauer Viggo Jarl konnte sich mit seiner Statue Le Coureur de Marathon nicht platzieren.
1932 wurden zwei Silbermedaillen gewonnen. Für seinen städtebaulichen Entwurf Design for a Stadium and Public Park wurde Jens Houmøller Klemmensen ausgezeichnet, Niels Rohweder ging mit seinem achtteiligen Entwurf Swimming Hall leer aus. Seine zweite Silbermedaille nach 1924 erhielt der Schriftsteller Josef Petersen für The Argonauts. Anders Holm und Marinus Børup, deren Werke unbekannt sind, konnten sich nicht platzieren. Auch der Komponist Hakon Børresen ging leer aus, auch sein Werk ist unbekannt. Ebenfalls nicht platzieren konnten sich die Maler Philip Kran Paval mit Shell Race, Knud Merrild mit Soccer, Swimming und Tennis, Julius Paulsen mit The Archer, Man in Posture of Defense und Portrait of a Young Athlete, Harald Hansen mit Boxing (3 Teile), Sporting Man und Horseman (3 Teile), Ernst Hansen mit Portrait: Knud Rasmussen und Hunting Polar Bears, Erik Raadal mit Boxing und Andreas Friis mit Riders in the Forest sowie die Bildhauer Gerhard Henning mit Studies in Sporting Figures (3 Teile), Thyra Boldsen mit The Start und Genius of Gymnastics, Sigurd Forchhammer mit A Shot Putter, Hugo Liisberg mit The Hunters, Einar Utzon-Frank mit The Archer und Anne Marie Carl-Nielsen mit Dancer in Silver, Woman Swimmer, Wrestler Attacking (2 Teile), Young Wrestler at Rest, Disc Thrower, Shot Putter (3 Teile), Starting Runner, Long Distance Runner und Race Walker. Gerhard Henning erhielt für seine Statue Modern Woman eine lobende Erwähnung.
1936 erhielt der Bildhauer Knut Gleerup für seine Statue Clear at the Start eine lobende Erwähnung. Nicht platzieren konnten sich die Maler Thorvald Hagedorn-Olsen mit Schwimmerin und Poul Bille-Holst mit Fußballkampf sowie die Bildhauer Aage Nielsen-Edwin mit Schwimmer und Schwimmerinnen am Strand und Anne-Marie Carl-Nielsen mit Nordischer Sagenheld.
1948 wurden wieder Künstler ausgezeichnet. Der Schriftsteller Josef Petersen erhielt für sein Werk The Olympic Champion eine Silbermedaille, seine insgesamt dritte bei den Kunstwettbewerben. Der Komponist Erling Brene bekam für sein Werk Viguer die Bronzemedaille. Der Bildhauer Knud Nellemose reichte die Werke Head of a Boxer (Granit) und Young Man with a Discus (Bronze) ein und erhielt dafür lobende Erwähnungen. Mit seinen Bronzearbeiten Football Players und Group of Wrestlers konnte er sich nicht platzieren.

### Olympische Zwischenspiele
Bei den Olympischen Zwischenspielen 1906 trat eine 49-köpfige dänische Mannschaft an. Insgesamt wurden sechs Medaillen gewonnen, drei Gold-, zwei Silber- und eine Bronzemedaille. Der griechisch-römische Ringer Søren Marinus Jensen gewann zwei Goldmedaillen, eine im Schwergewicht, die zweite in der offenen Klasse. Die dritte Goldmedaille gewann die dänische Fußballauswahl, die von einer Kopenhagener Stadtauswahl gestellt wurde. Mit einem 5:1 gegen eine Stadtauswahl aus Smyrna qualifizierten sich die Dänen für das Finale. Hier spielte man gegen die griechische Mannschaft von Ethnikos Athen. Nachdem es zur Pause schon 9:0 für die Dänen stand, wurde das Spiel abgebrochen und als Sieg für Dänemark gewertet. Die Ringer sorgten für zwei weitere Medaillen. Im Leichtgewicht holte Carl Carlsen Silber, im Mittelgewicht gewann Robert Behrens Bronze. Silber gewann zudem die Mehrkampfmannschaft im Turnen. Weitere Topplatzierungen erreichten mit Platz 4 im Rudern der Zweier mit Steuermann über eine Meile und der Vierer mit Steuermann.

### Jugendspiele

#### Jugend-Sommerspiele
Bei der ersten Austragung der Olympischen Jugend-Sommerspiele 2010 in Singapur konnten die dänischen Teilnehmer, 30 Jugendliche, davon zehn Jungen und 20 Mädchen, insgesamt drei Medaillen gewinnen.
Jugend-Olympiasieger wurde die Handballmannschaft der Mädchen alle ihre Spiele gewinnen konnte. Im Finale wurde Russland mit 28:26 geschlagen. Die Leichtathletin Stina Troest gewann Silber über 400 Meter Hürden. Im Leichtgewicht des Judos gewann Phuc Cai Bronze.
Vier Jahre später fanden die Jugend-Sommerspiele in Nanjing statt. Diesmal nahmen 15 Jugendliche, sechs Jungen und neun Mädchen, teil, die vier Medaillen, eine Silber- und drei Bronzemedaillen gewannen. Silber gewannen die Radsportler Mikkel Honore und Rasmus Salling in der Teamwertung der Jungen. Bronze ging an das Mädchenteam mit Anna Madsen und Pernille Mathiesen, an den Triathleten Emil Hansen und die Leichtathletin Anne Sofie Kirkegaard, die Dritte über 400 Meter Hürden wurde. Eine Goldmedaille in einem gemischten Team, die nicht in der Medaillenbilanz Dänemarks berücksichtigt wird, gewann Emil Hansen mit der gemischten Staffel Europe 1.

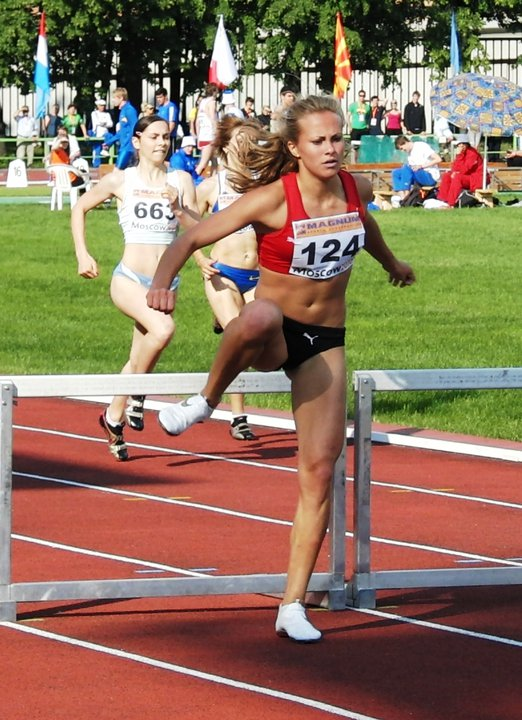
Stina Troest, Silber 2010
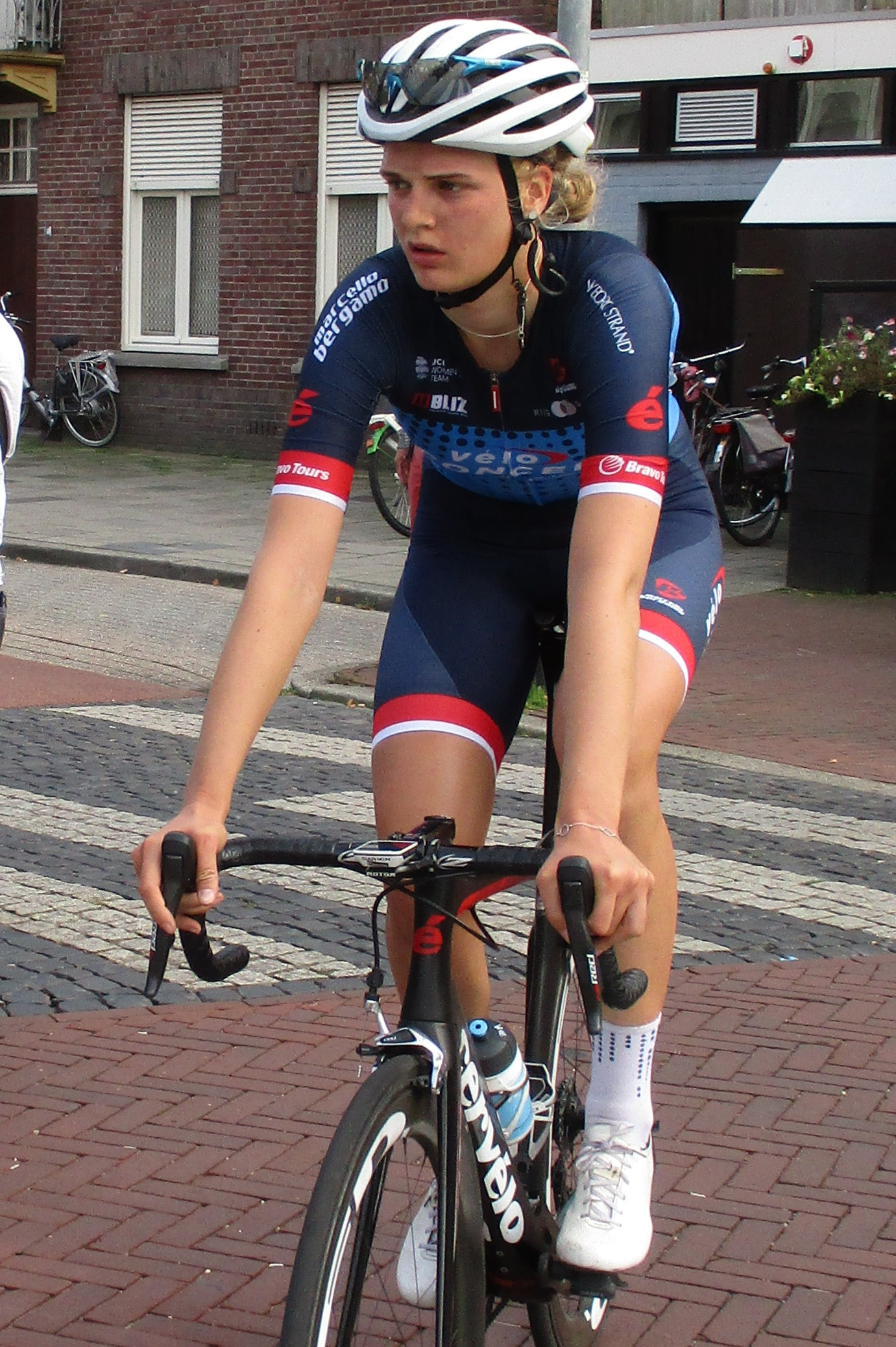
Pernille Mathiesen, Bronze 2014 in der Teamwertung

#### Jugend-Winterspiele
In Innsbruck fanden 2012 die ersten Jugend-Winterspiele statt. Die dänische Mannschaft bestand aus fünf Athleten, drei Jungen und zwei Mädchen, die im alpinen Skisport, im Skilanglauf und im Eisschnelllauf antraten.
2016 wurden die zweiten Jugend-Winterspiele in Lillehammer durchgeführt. Vier jugendliche Dänen, zwei Jungen und zwei Mädchen, gingen im alpinen Skisport, im Freestyle-Skiing und im Skilanglauf an den Start. Der Skirennläufer Marcus Vorre sorgte mit Platz 5 im Super-G und mit Platz 8 im Slalom für die besten Ergebnisse.

## Medaillenspiegel

### Olympische Spiele
|                         |    |    |    | Gesamt | Rang |
| ----------------------- | -- | -- | -- | ------ | ---- |
| Olympische Sommerspiele | 45 | 74 | 75 | 194    | 24   |
| Olympische Winterspiele | 0  | 1  | 0  | 1      | 38   |
| Gesamt                  | 45 | 75 | 75 | 195    | 26   |

### Olympische Jugendspiele
|                                |   |   |   | Gesamt | Rang |
| ------------------------------ | - | - | - | ------ | ---- |
| Olympische Jugend-Sommerspiele | 1 | 2 | 4 | 7      | 52   |
| Olympische Jugend-Winterspiele | 0 | 0 | 0 | 0      | -    |
| Gesamt                         | 1 | 2 | 4 | 7      | 56   |

## Medaillen nach Sportart

### Sommerspiele
| Sportart       | Gold | Silber | Bronze | Gesamt |
| Segeln         | 13   | 10     | 9      | 32     |
| Radsport       | 8    | 11     | 10     | 29     |
| Rudern         | 7    | 5      | 13     | 25     |
| Handball       | 5    | 1      | 1      | 7      |
| Schießen       | 3    | 11     | 5      | 19     |
| Kanusport      | 3    | 6      | 8      | 17     |
| Schwimmen      | 3    | 5      | 7      | 15     |
| Boxen          | 1    | 5      | 6      | 12     |
| Badminton      | 3    | 3      | 4      | 10     |
| Fechten        | 1    | 2      | 3      | 6      |
| Turnen         | 1    | 2      | 1      | 4      |
| Gewichtheben   | 1    | 2      | 0      | 3      |
| Wasserspringen | 1    | 0      | 1      | 2      |
| Leichtathletik | 0    | 4      | 3      | 7      |
| Reiten         | 0    | 5      | 2      | 7      |
| Ringen         | 0    | 3      | 7      | 10     |
| Fußball        | 0    | 3      | 1      | 4      |
| Hockey         | 0    | 1      | 0      | 1      |
| Tennis         | 0    | 1      | 0      | 1      |
| Taekwondo      | 0    | 0      | 1      | 1      |
| Tischtennis    | 0    | 0      | 1      | 1      |
| Gesamt         | 50   | 80     | 83     | 213    |

### Winterspiele
| Sportart | Gold | Silber | Bronze | Gesamt |
| Curling  | 0    | 1      | 0      | 1      |
| Gesamt   | 0    | 1      | 0      | 1      |